# Église Saint-Pierre-aux-Liens-et-Saint-Étienne de Brignancourt
L'église Saint-Pierre-aux-Liens-et-Saint-Étienne, ou Saint-Pierre-ès-Liens, est une église catholique paroissiale située à Brignancourt, dans le département français du Val-d'Oise. C'est un édifice modeste de style majoritairement roman et gothique primitif, qui réunit une nef non voûtée de la fin du XIe siècle à un chœur de deux travées terminé par un chevet plat, et fut complétée ultérieurement, à la fin du XIIIe ou au début du XIVe siècle, par un croisillon au sud de la première travée du chœur. Celui-ci sert de base au clocher resté inachevé en raison de son contrebutement insuffisant. Les éléments les plus remarquables à l'extérieur sont le portail de style roman tardif, qui est entouré d'un rang de bâtons brisés se continuant sur les piédroits, et surmonté d'un tympan quadrillé, ainsi que la corniche beauvaisine du clocher et du chœur. Le croisillon est éclairé par une grande baie munie d'un remplage de style rayonnant tardif, qui annonce la transition vers le style flamboyant. Plus discrets se font les linteaux monolithiques à claveaux simulés des petites baies romanes à simple ébrasement, dont quatre exemplaires subsistent au sud de la nef, et deux sur le versant nord. À l'intérieur, le chœur offre des voûtes d'ogives soigneusement construites. Si les chapiteaux de la première travée paraissent inaboutis, ceux dans les angles du chevet sont tout au contraire de bon niveau et d'une facture originale. Au sud, se trouve une rare piscine liturgique à double vasque, qui ne devrait pas être antérieure aux années 1220. En reconnaissance de son ancienneté et de ses nombreux détails intéressants, l'église Saint-Pierre-ès-Liens a été classée aux monuments historiques par arrêté du 19 novembre 1910, et restaurée sous plusieurs campagnes. Elle est aujourd'hui affiliée à la paroisse Avernes et Marines, et accueille des messes dominicales trois fois par an.

## Localisation
L'église Saint-Pierre-ès-Liens est située en France, en région Île-de-France et dans le département du Val-d'Oise, dans le Parc naturel régional du Vexin français, dans la vallée de la Viosne, dans la commune de Brignancourt, à la limite nord du centre ancien du village, rue de l'Église. Le monument est dégagé de constructions mitoyennes, et l'on peut en faire le tour. L'élévation méridionale est alignée sur la rue, mais l'église est bâtie à quelque distance de celle-ci, et la domine légèrement. Il faut gravir un escalier de dix marches pour accéder au portail. La rue des Froids-Manteaux, perpendiculaire à la rue de l'Église, passe devant le chevet. Une ruelle relie les deux rues en contournant l'édifice par l'ouest et par le nord. L'étroitesse de la voie explique l'absence de façade occidentale à proprement parler : c'est l'élévation méridionale qui tient lieu de façade.

## Histoire
La paroisse de Brignancourt est mentionnée pour la première fois en 1161 selon l'abbé Vital Jean Gautier. Les patrons de l'église sont saint Pierre, Apôtre et premier pape de la Chrétienté, et saint Étienne, diacre et premier martyr. Le vocable particulier de Saint-Pierre-ès-Liens est partagé avec les églises de Condécourt, Osny et Vaux-sur-Seine. Il fait référence à l'emprisonnement de saint Pierre sur l'ordre du roi Hérode Agrippa en l'an 44 à Jérusalem. Sous l'Ancien Régime, Brignancourt relève du doyenné de Meulan, de l'archidiaconé du Vexin français avec siège à Pontoise et de l'archidiocèse de Rouen. Le collateur de la cure est l'archevêque de Rouen. — Rattachée au diocèse de Versailles à la Révolution française, la paroisse de Brignancourt fait partie du diocèse de Pontoise depuis sa création en 1966. Elle est aujourd'hui affiliée à la paroisse Avernes et Marines, et les messes dominicales y sont célébrées trois fois par an.

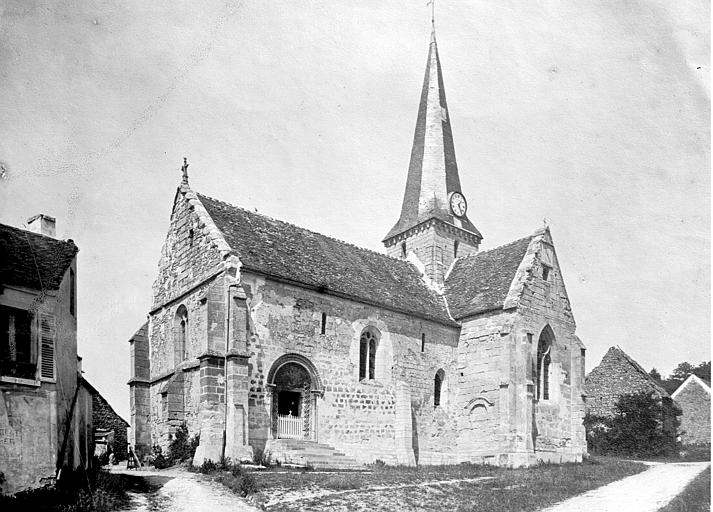
Vue depuis le sud-ouest avant 1920 : la nef a une baie Renaissance au sud et pas de contreforts de ce côté.

Les différentes étapes de la construction de l'église ne sont pas documentées par des sources d'archives. Bernard Duhamel propose une datation très approximative des différentes parties du monument sur la base d'une analyse stylistique sommaire. Les apports des travaux de restauration après le classement aux monuments historiques par arrêté du 19 novembre 1910 sont également à prendre en compte. Les parties les plus anciennes sont incontestablement la nef et le mur nord de la première travée du chœur. Elles appartiennent à la période romane, et remontent à la fin du XIe siècle ou au tout début du XIIe siècle, comme le donnent à penser les quatre fenêtres à simple ébrasement et au linteau monolithique à claveaux simulés (deux baies hautes au sud de la nef, une au nord, et une fenêtre basse au nord du chœur). En effet, le double ébrasement (vers l'intérieur et vers l'extérieur à la fois) ne se répand qu'au début du XIIe siècle. Il est déjà présent sur les croisillons de l'église voisine de Moussy. L'église primitive est apparemment dépourvue de clocher, et ce n'est qu'à à l'extrême fin de la période romane, à l'approche du milieu du XIIe siècle, que sa première travée est voûtée d'ogives, et transformée en base du clocher. En effet, la fenêtre basse au nord du chœur est située immédiatement à côté d'un faisceau de colonnettes, et fut bouchée jusqu'à la restauration, comme l'indique un cliché de la collection Gabriel Ruprich-Robert. On peut rattacher le portail latéral sud de la nef à la même campagne de travaux. La construction d'une deuxième travée en remplacement de l'abside primitive est d'ores et déjà prévue, mais réalisée seulement quelques années plus tard, au tout début de la période gothique, comme l'indiquent les chapiteaux et tailloirs différents dans les angles du chevet. Un deuxième agrandissement de l'église eut lieu à la période rayonnante tardive, à la fin du XIIIe ou au début du XIVe siècle, et porte sur l'adjonction d'un croisillon au sud de la base du clocher. C'est notamment le réseau de la fenêtre qui porte les caractéristiques de l'époque.

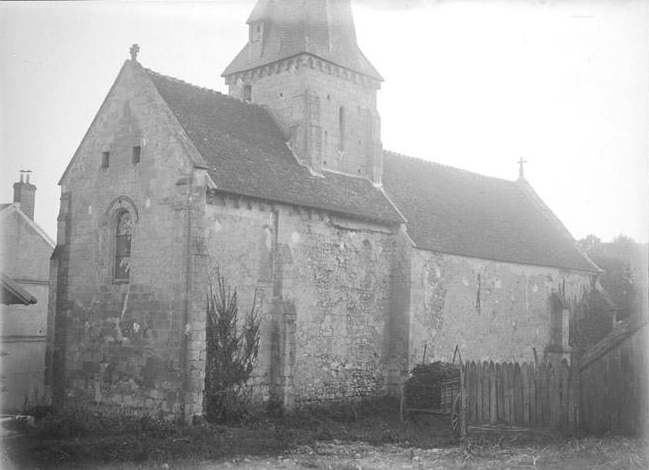
Vue depuis le nord-est avant la restauration : toutes les baies sont bouchées.

Une quatrième et dernière campagne de construction fut lancée à la Renaissance, au milieu du XVIe siècle, et visa au voûtement d'ogives de la nef. Elle apporta les contreforts aux angles du mur occidental ; la fenêtre occidentale ; une fenêtre identique au milieu du mur sud, bien visible sur une photographie ancienne mais supprimée lors d'une restauration ; et les départs de voûte à l'intérieur. Ces travaux furent abandonnés en cours de route. D'autres éléments de l'église ne sont issus d'aucune des cinq campagnes de construction signalées : ce sont la baie gothique à double ressaut chanfreinée au sud, près du chœur ; la piscine liturgique du premier quart du XIIIe siècle au sud de la deuxième travée du chœur, ainsi que le larmier à l'extérieur ; et la cage d'escalier hors-œuvre, qui paraît néo-gothique. Elle semble encore neuve sur les clichés anciens, ; la pierre de taille a été sciée à la machine ; la corniche n'a pas de modillons sculptés ; et l'oculus s'ouvrant sur l'intérieur du chœur est contraire à l'usage dans la région. Tout au moins le parement extérieur ne doit pas être antérieur à la seconde moitié du XIXe siècle. Enfin, lors de la première campagne de restauration consécutive au classement, sous la direction de Gabriel Ruprich-Robert en 1920-1923, deux contreforts furent ajoutés au sud de la nef, et la fenêtre Renaissance bouchée. Étrangement, l'architecte en chef des monuments historiques prit l'initiative d'ouvrir une fenêtre d'apparence romane à droite du premier contrefort, alors qu'aucune trace sur le mur ne restait d'une telle baie. Son linteau, moderne, ne porte pas de décor gravé contrairement aux quatre baies authentiquement romanes de l'église. Trois autres campagnes de restauration peuvent être signalées : sous Jules Formigé en 1927-1930 (Ruprich-Robert étant devenu inspecteur des monuments historiques) ; en 1954-1955 et encore en 1965-1968 sous Sylvain Stym-Popper.

## Description

### Aperçu général

Plan de l'église.

Orientée un peu irrégulièrement, avec une nette déviation de l'axe vers le nord-est du côté du chevet, l'église répond à un plan dissymétrique assez simple. Elle se compose d'une nef unique rectangulaire, sans subdivision en travées ; d'un chœur au chevet plat de deux travées, dont la première sert de base au clocher ; et d'un croisillon sud tenant lieu de sacristie. Une cage d'escalier hors-œuvre occupe l'angle entre le croisillon et la dernière travée du chœur. La nef est simplement plafonnée de bois. Le chœur et le croisillon sont voûtés d'ogives. L'on accède à l'église par le portail latéral sud de la nef. Une porte auxiliaire existe à l'ouest du croisillon, et la porte de l'escalier se situe à l'extérieur de l'église. Il n'y a pas de portail occidental. Le vaisseau central est recouvert d'un toit à deux rampants avec des pignons en façade et au chevet. Le croisillon est muni d'un toit en bâtière perpendiculaire à l'axe de l'édifice, avec un pignon du côté sud. Le clocher est coiffé d'une flèche octogonale en charpente couverte d'ardoise.

### Intérieur

#### Nef

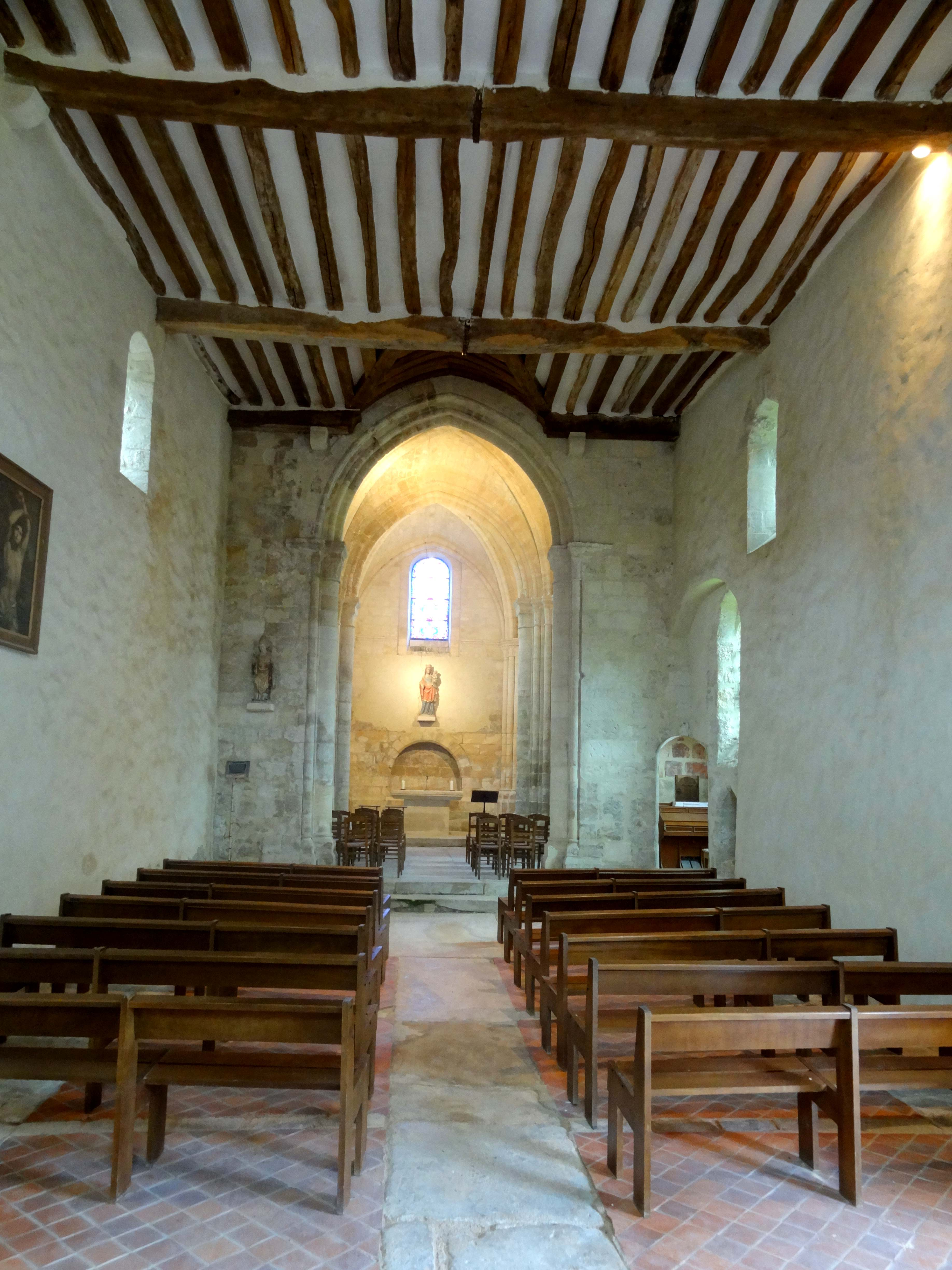
Nef, vue vers l'est.

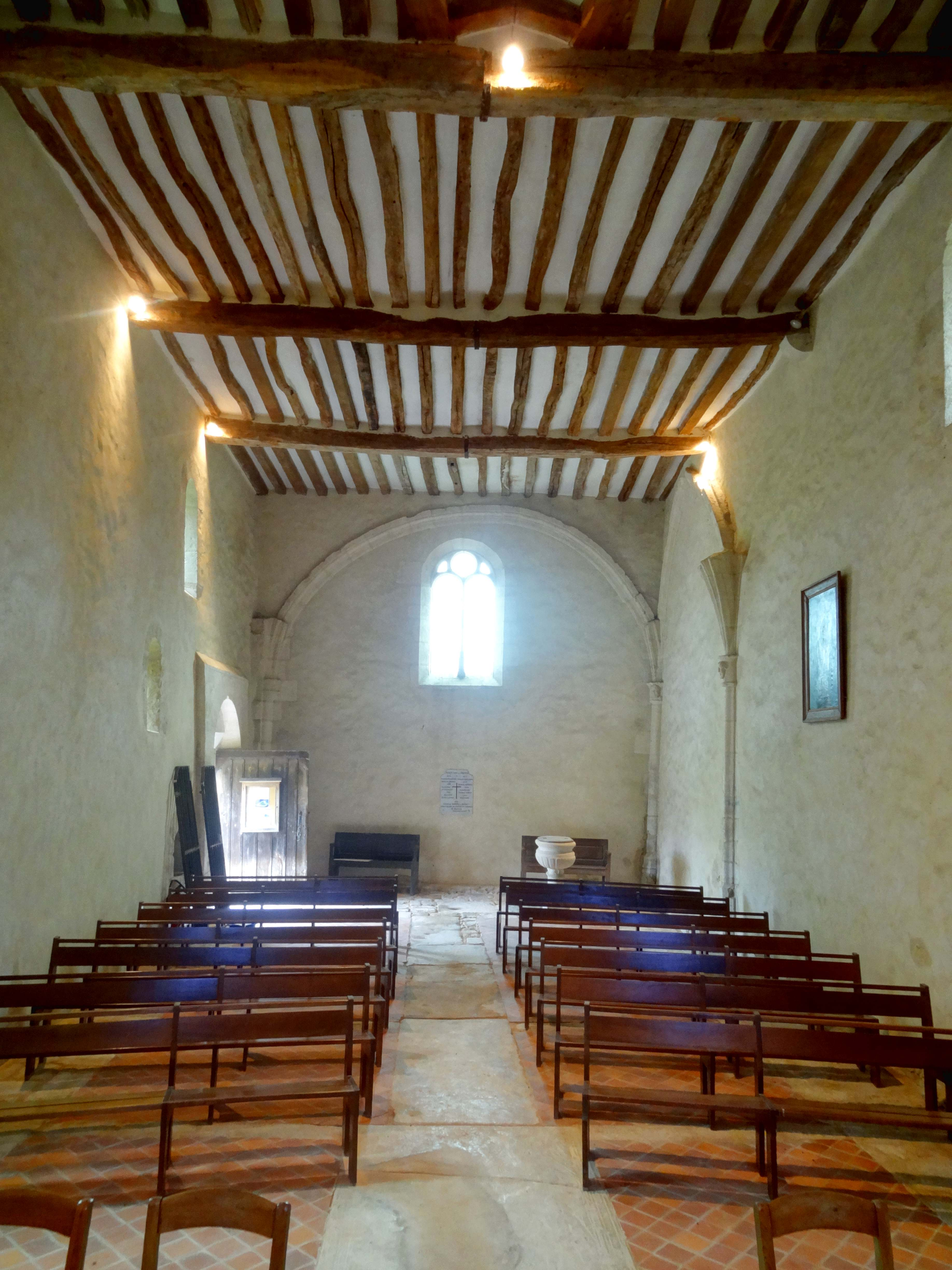
Nef, vue vers l'ouest.

La nef est une grande salle rectangulaire, sans articulation en l'absence de voûtes et de grandes arcades, recouverte par un plafond plat rustique aux poutres et solives apparentes. Ce type de plafond, dont l'on suppose qu'il soit authentiquement roman, se trouve aussi dans l'église voisine du Heaulme, au Perchay et à Tessancourt-sur-Aubette, et on l'a restitué à Cinqueux et Rhuis. À Omerville, il est dissimulé par des panneaux de particules. L'exemple de Condécourt montre que le recours aux plafonds plats n'est pas limité à la période romane. Souvent, les plafonds plats coupent sans ménagement le sommet de l'arc triomphal vers le chœur. À Brignancourt, l'arc triomphal est entièrement dégagé grâce à une section voûtée de bois, qui est comprise entre les deux dernières poutres, et pas plus large que nécessaire. Avec l'exception notable de Condécourt, les églises à nef unique de la région sont généralement romanes, comme par exemple Arthies, Auvillers, Gadancourt, Gouzangrez, Le Heaulme, Marquemont, Merlemont (commune de Warluis), Omerville, et Reilly. Il en va de même des nefs dotées de bas-côtés après coup, comme Angy, Le Perchay, Ronquerolles et Tessancourt. Les murs sont enduits, ce qui est la règle si l'appareil est en moellons. Le crépi a été refait lors d'une restauration, et l'on cherchera en vain des traces de polychromie ancienne. Le portail forme un avant-corps légèrement saillant, avec un arc de décharge en plein cintre au revers de l'archivolte sculptée visible à l'extérieur. Le revers du tympan est donc visible depuis l'intérieur. Comme à l'accoutumée, le décor architectural est absent à l'intérieur. Dans le Vexin français, seul le portail occidental de Saint-Clair-sur-Epte déroge à la règle. Au sud, le jour entre par deux fenêtres hautes romanes à simple ébrasement. La deuxième baie a un pendant au nord, mais pas la première. Elle fut supprimée dans le cadre des travaux de voûtement, et devrait se situer derrière le pilier engagé que l'on y voit actuellement. L'on trouve encore des fenêtres semblables à Angy, Arthies, Omerville (au nord seulement), Rhuis, Ronquerolles, etc.
Les éléments non encore signalés constituent, en principe, des apports postérieurs. Des doutes pèsent sur la fenêtre de facture romane à côté du portail (à gauche en le regardant depuis l'intérieur), qui n'est pas visible sur les photographies anciennes, et dont les contours ne se dessinent pas dans l'appareil, au moins à l'extérieur. Il reste à vérifier sur quelle base l'architecte des monuments historiques l'a fait aménager. Elle compense partiellement la réduction de l'éclairage par la lumière naturelle résultant de la suppression de la fenêtre Renaissance au milieu du même mur, décidé par le même architecte. La décision témoigne d'un certain parti pris pour les différentes périodes stylistiques, car la fenêtre de la première période gothique, postérieure au chœur car déjà en arc brisé contrairement aux fenêtres de celui-ci, fut maintenue. Elle se trouve également au sud, près du chœur. Dans son soubassement, une piscine liturgique dans une niche en arc brisé est ménagée dans l'épaisseur du mur. Pour l'ouverture d'un passage berrichon vers le croisillon à une époque indéterminée, le mur autour de la fenêtre et de la piscine fut arasé. Les bordures des deux vasques de la piscine furent entamées, ce qui la rendit inutilisable. Elle devint de toute façon caduque, car l'autel auquel elle correspondait devait se trouver à l'emplacement du passage, et disparut lors de sa création. D'autres exemples de passages berrichons dans la région sont Ableiges, Arthies, Belle-Église, Delincourt, Heilles, Marquemont, Moussy, Nogent-sur-Oise, Villers-sous-Saint-Leu et Saint-Martin-des-Champs, à Paris. D'un impact tout aussi important que le percement du passage est l'ébauche du voûtement d'ogives au début de la nef. On est tenté de faire le rapprochement avec Omerville, où la nef a été prolongée vers l'ouest d'une travée voûtée d'ogives, également à la Renaissance. Mais en l'occurrence, le mur méridional de la travée concernée comporte le portail roman, et semble ancien. La datation du milieu du XVIe siècle est suggérée par le pilier ondulé de type flamboyant, qui est engagé dans le mur septentrional. Dans les angles du mur occidental, l'on trouve des fûts cylindriques aux trois quarts engagés. Les chapiteaux ont des corbeilles cylindriques. Au nord, ils sont sculptés de têtes d'homme barbues, et ne s'inspirent d'aucun ordre antique. Dans l'angle sud-ouest, la corbeille est séparée en deux parties par une sorte de tailloir intermédiaire. Le registre inférieur affiche un rang d'oves simplifiées, et le registre supérieur, une tête d'ange stylisée aux ailes déployées. Les ogives et formerets affectent un profil prismatique à coin émoussé. Le tracé du formeret septentrional est en arc brisé, mais celui du formeret occidental est en plein cintre. En dessous de ce formeret, s'ouvre une fenêtre en plein cintre au remplage Renaissance standard, avec deux formes en plein cintre surmontées d'un oculus circulaire entre deux écoinçons ajourés. Les meneaux sont assez fins, mais le pourtour n'est pas mouluré.

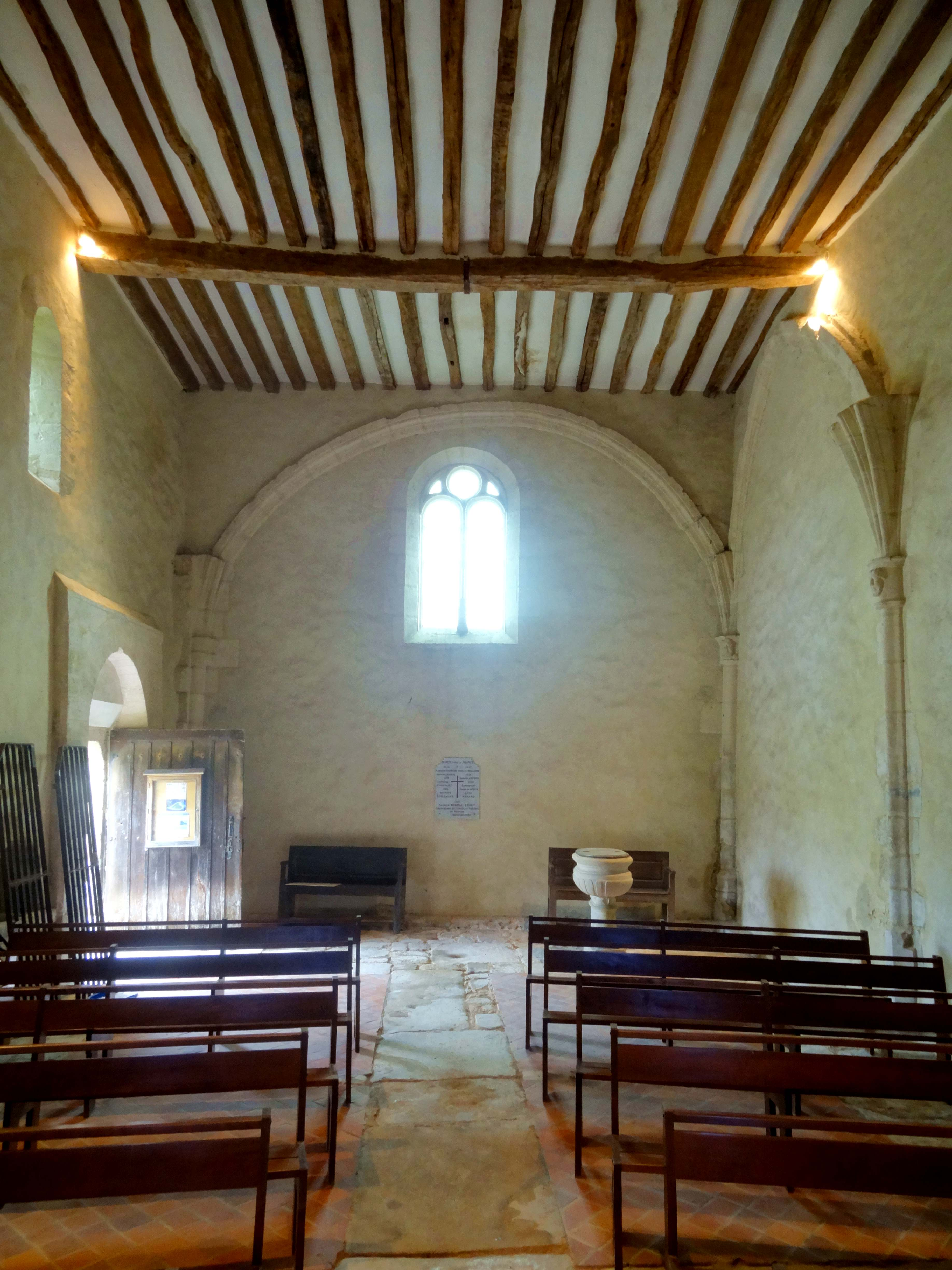
Vue vers l'ouest.
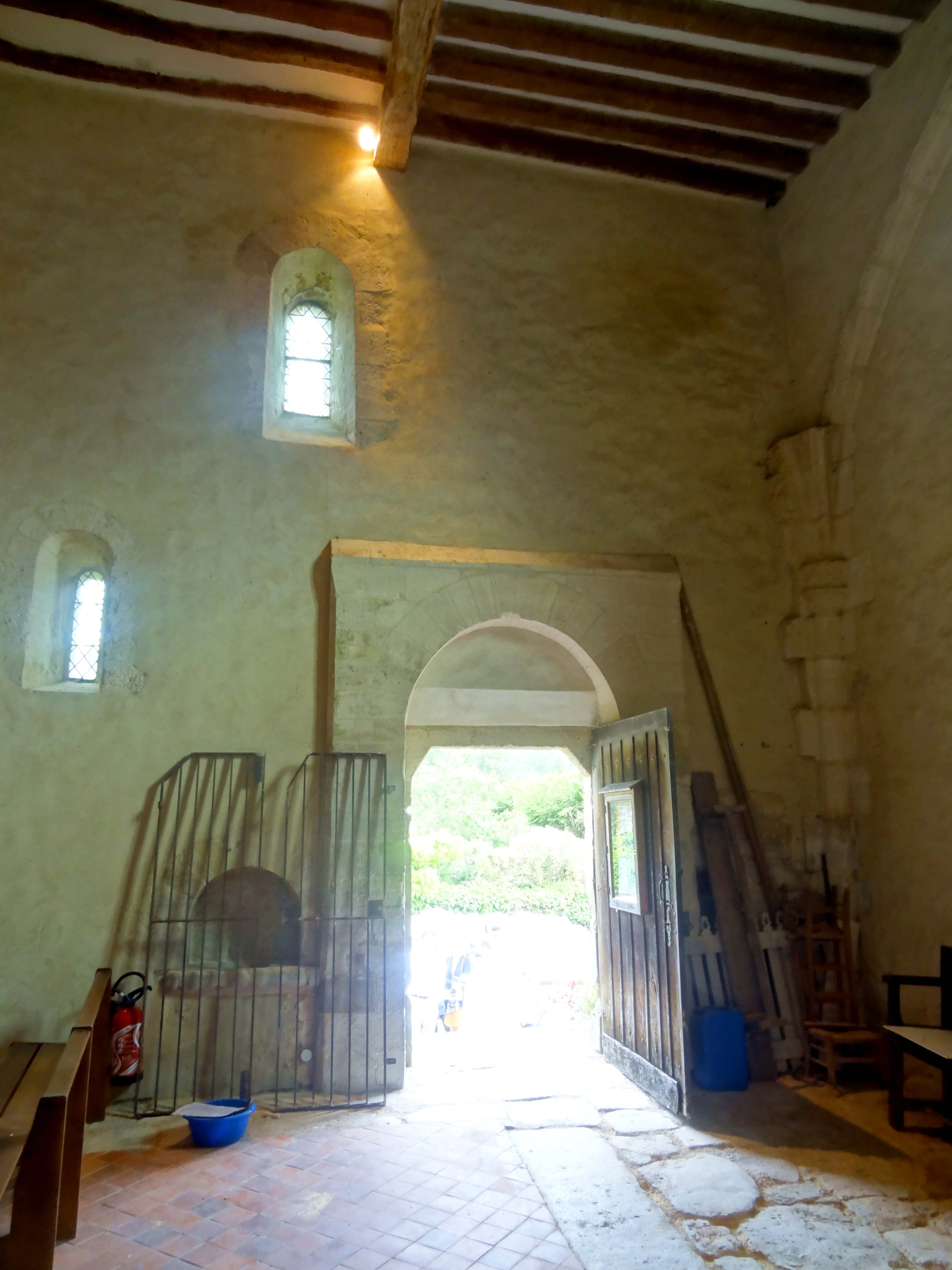
Vue sur le portail.
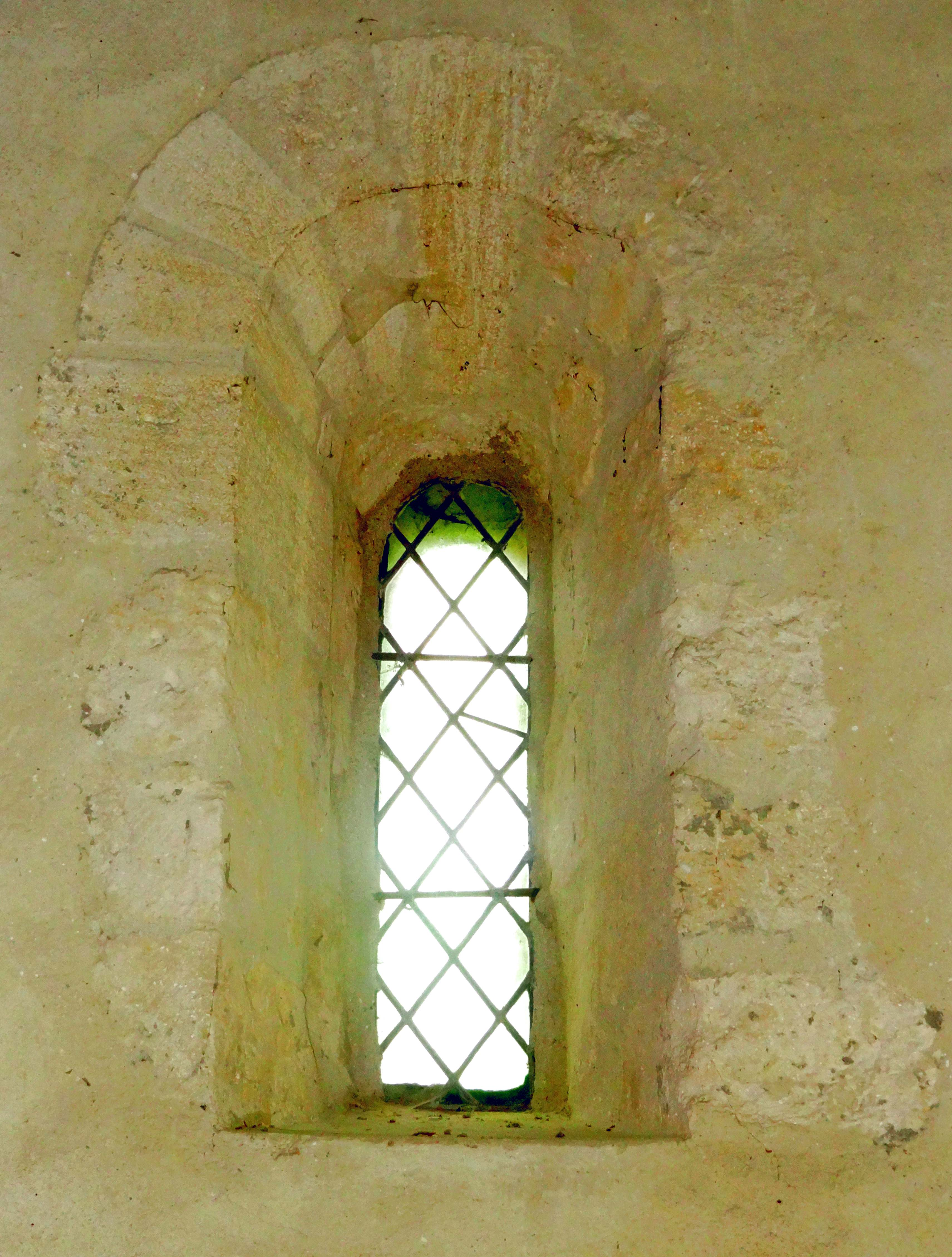
Ébrasement de la 1re baie romane ducôté sud.
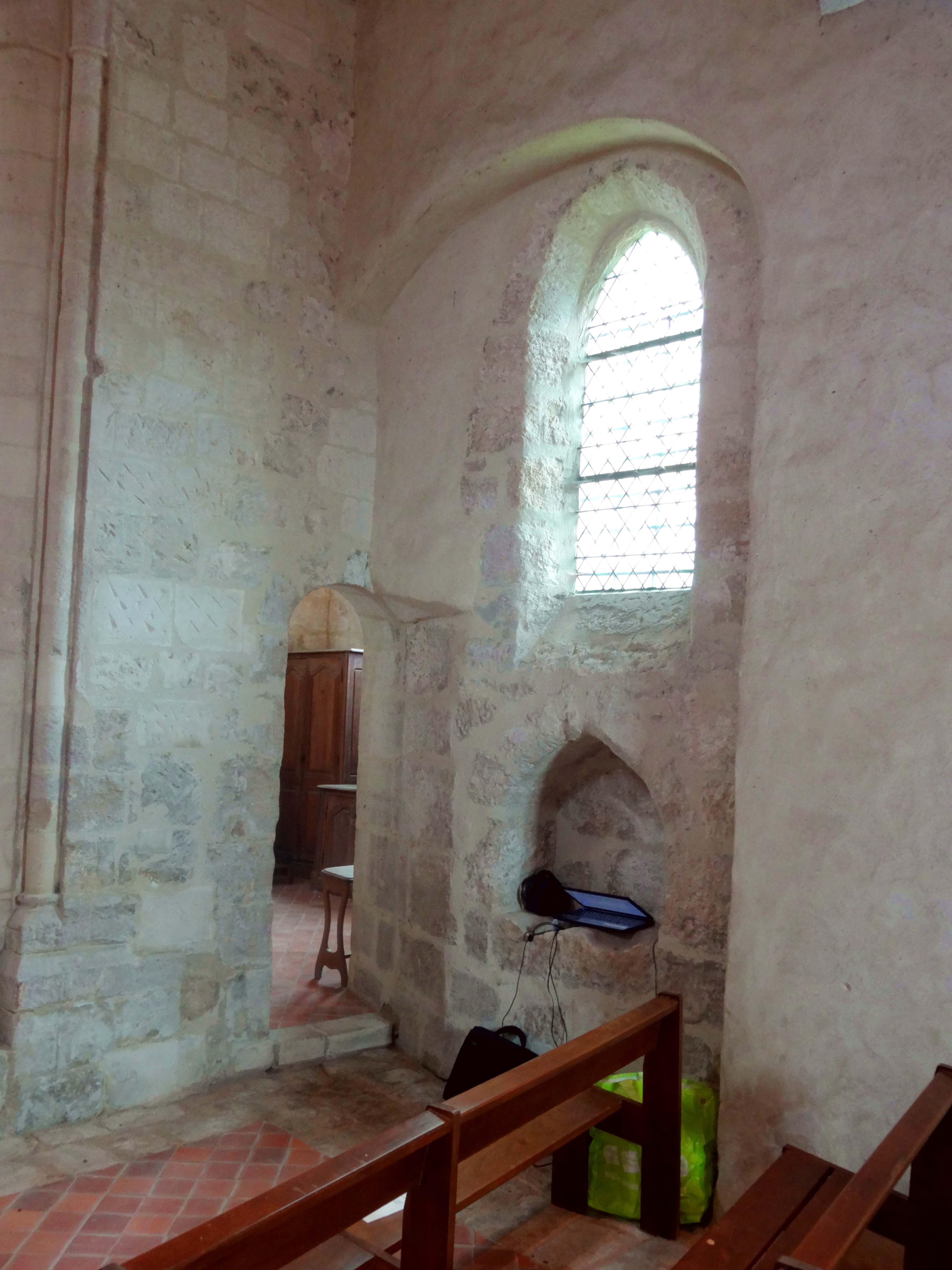
Baie gothique, piscine et passage berrichon.
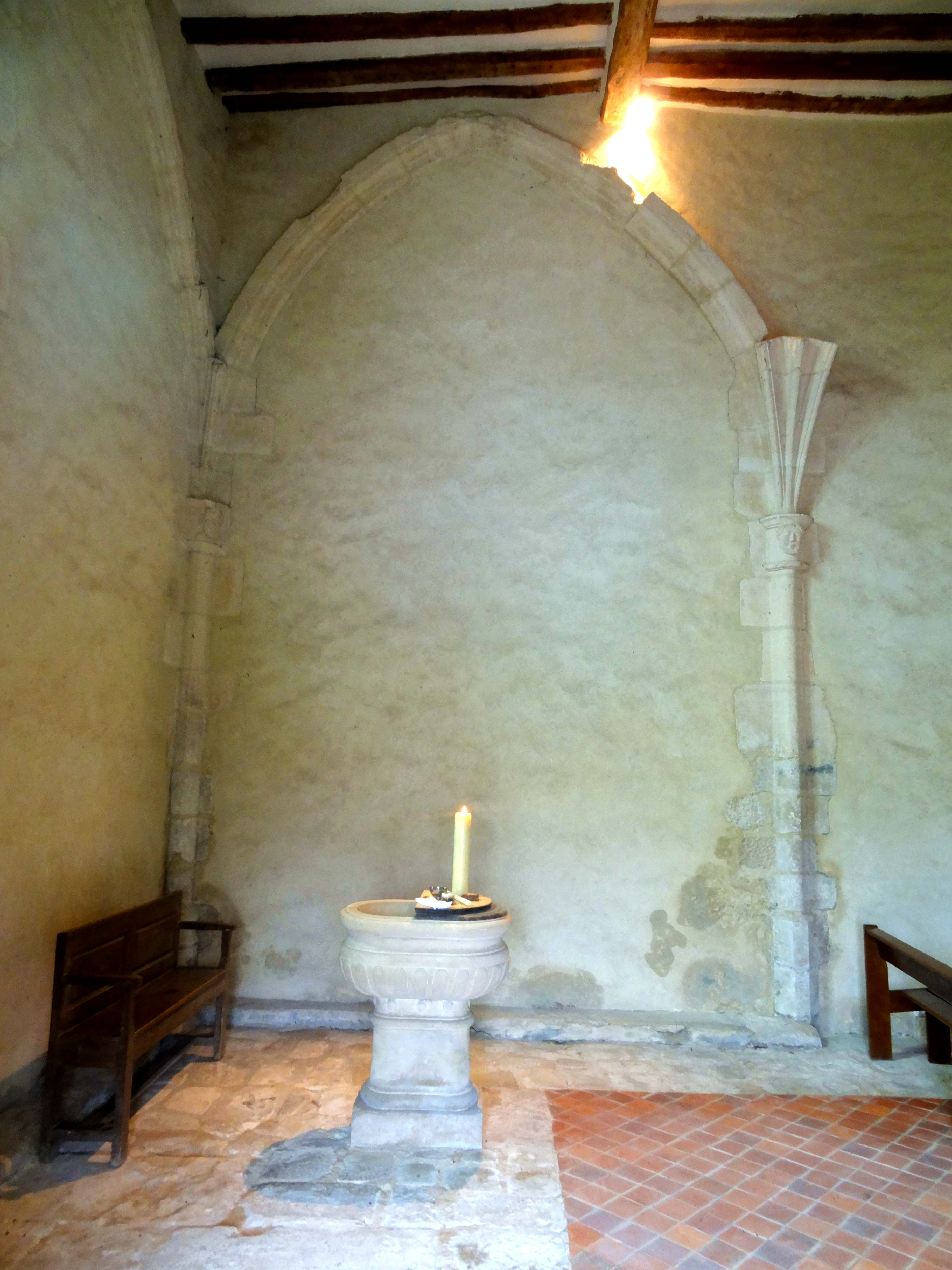
Début de la nef, vue vers le nord.
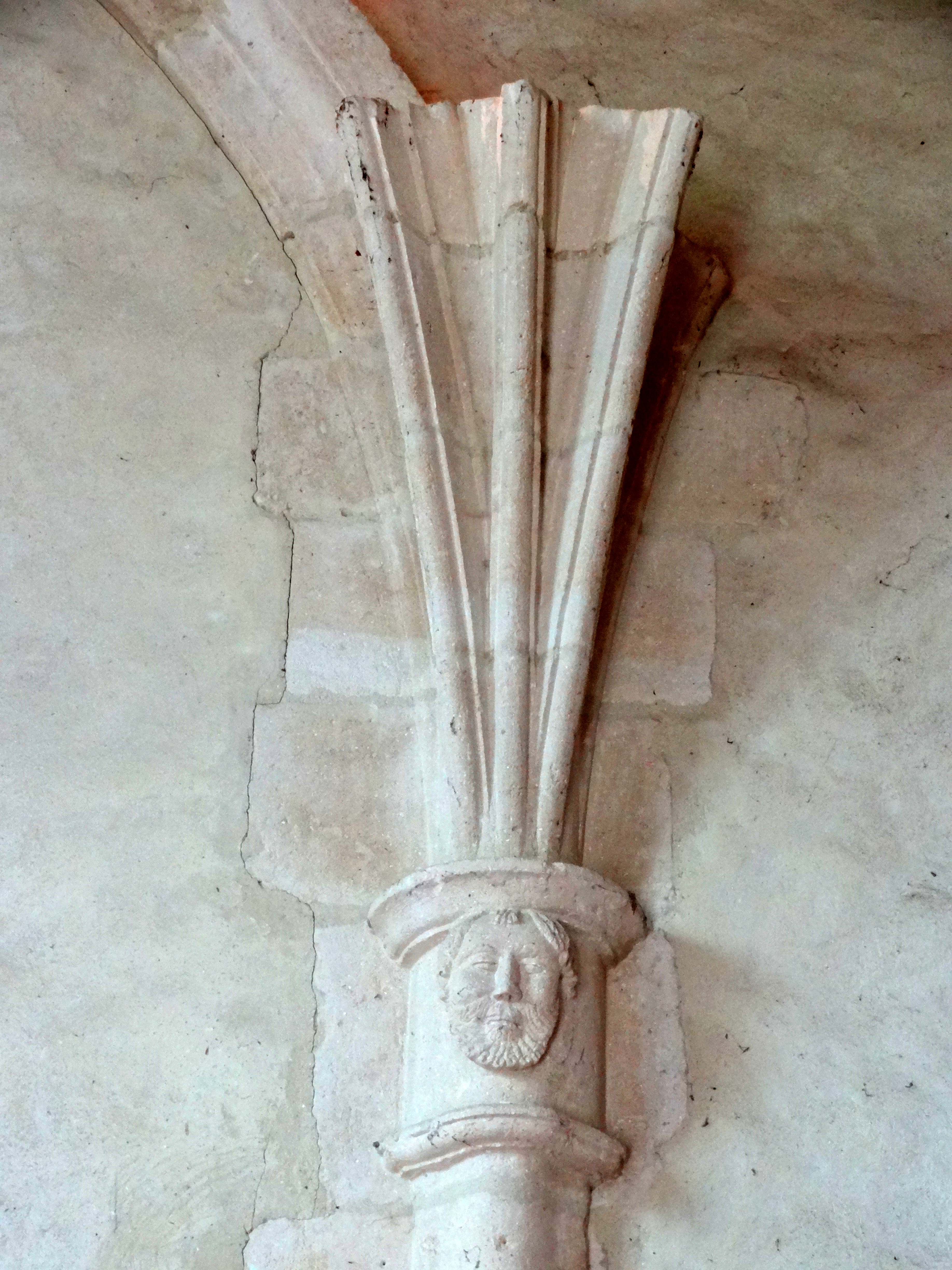
Chapiteau Renaissance et départ de voûte au nord.

#### Première travée du chœur

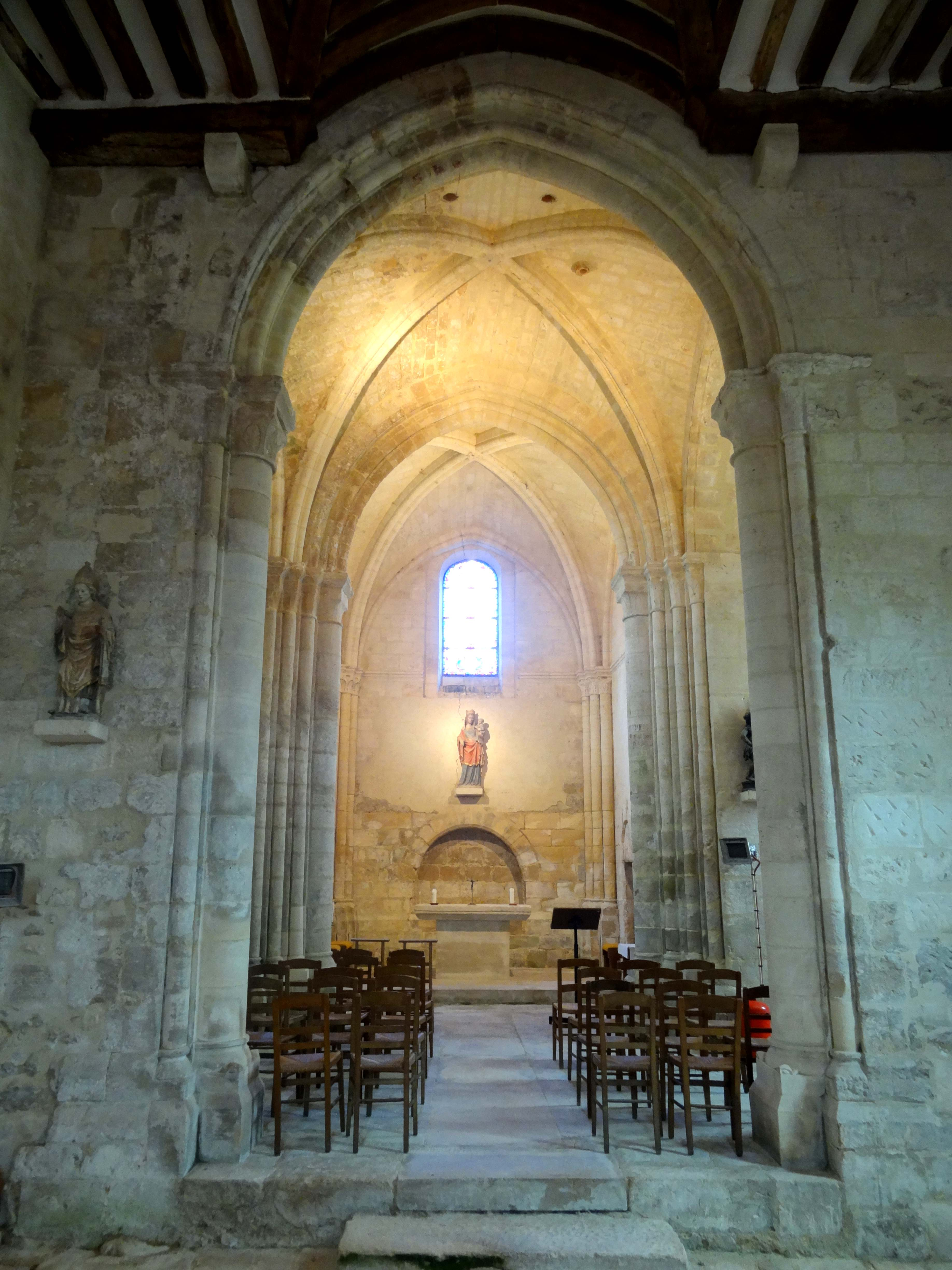
Nef, vue dans le chœur.

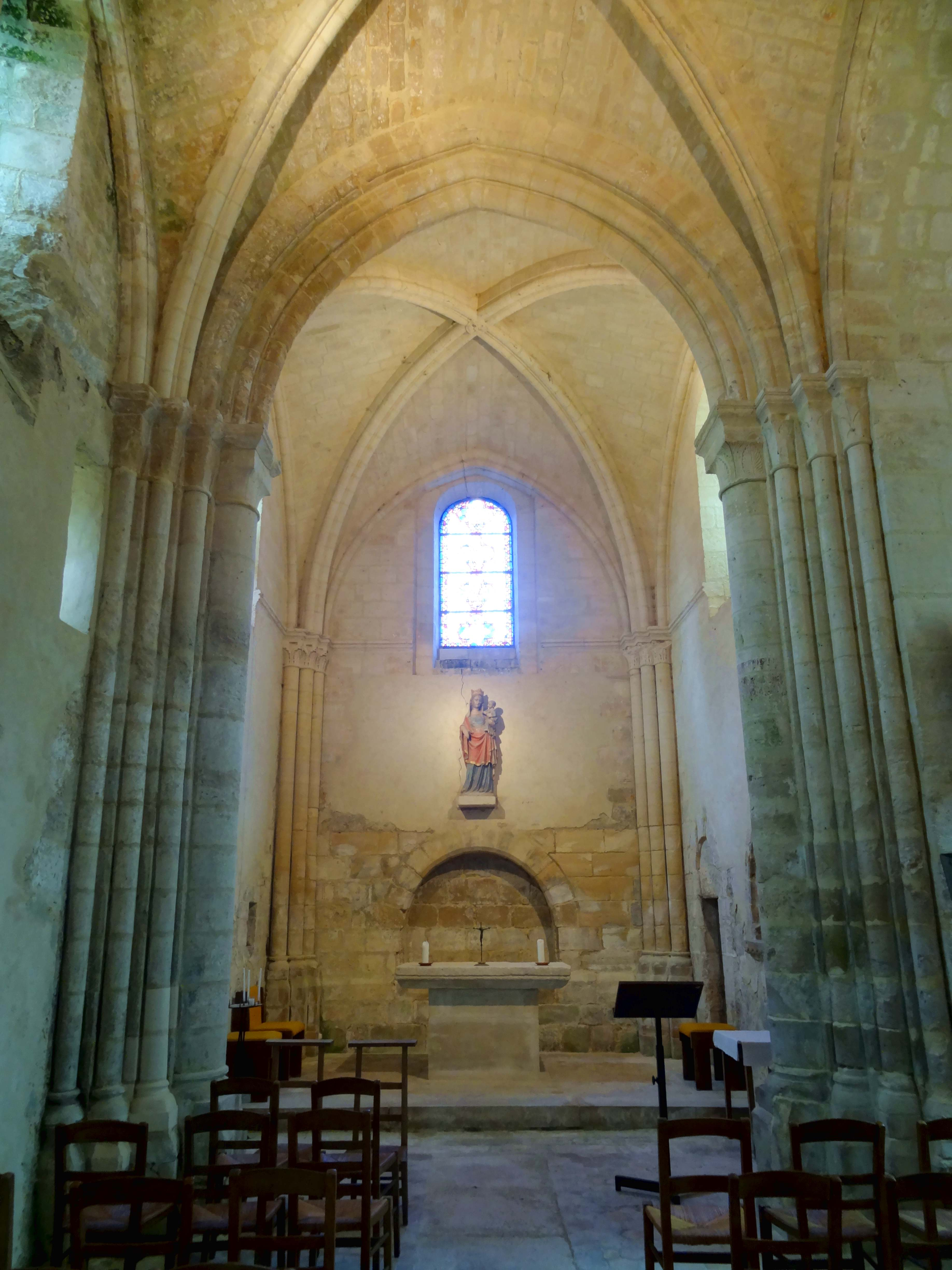
1re travée, vue vers l'est.

Depuis la nef, le chœur s'ouvre par un arc triomphal en arc brisé à double rouleau, qui repose sur les tailloirs carrés de deux colonnes engagées et de quatre fines colonnettes logées dans des angles rentrants. Le rouleau supérieur se compose d'un gros tore de chaque côté. Le rang de claveaux inférieur est mouluré d'un gros boudin entre deux gros tores, comme à Acy-en-Multien, Marolles et Néry. Plus fréquemment, le rang de claveaux inférieur prend le profil d'un gros boudin seul, comme par exemple à Bémont et Pondron, et, associé à des voûtes d'arêtes, à Seraincourt et Saint-Gervais. Les tailloirs, passablement érodés, se composent en principe d'une plate-bande, d'un listel, d'une baguette et d'un chanfrein ou d'un cavet peu profond. Les gros chapiteaux des colonnes engagées sont sculptés de palmettes de feuilles d'acanthe à faible relief, qui évoquent Lavilletertre, mais sont bien moins raffinés. La feuille d'acanthe apparaît aussi au Bellay-en-Vexin, à Béthisy-Saint-Pierre, Foulangues, Hardricourt, Juziers, Limay, Noël-Saint-Martin (commune de Villeneuve-sur-Verberie) et Wy-dit-Joli-Village. L'un des petits chapiteaux est analogue. Les autres se contentent de feuilles plates ou de feuilles d'eau à peine découpées, et parfois seulement suggérées par des lignes gravées, comme si la sculpture n'avait pas été terminée. Pour anticiper sur l'arc-doubleau intermédiaire, cette impression est encore plus nette au nord de celui-ci, où les corbeilles sont restées au stade de l'épannelage. Les fûts sont appareillés. Leurs bases se composent d'un petit tore supérieur, d'une scotie, et d'un gros tore inférieur, qui est haut mais peu débordant. Seulement les bases des gros fûts sont flanquées de griffes aux angles. Leur sculpture est seulement ébauchée.
À l'intérieur de la première travée, les fines colonnettes du rang de claveaux supérieur entrent dans la composition de faisceaux de trois minces fûts, dont les autres sont destinées aux ogives et formerets, et de diamètre identique. La clé de voûte est ornée d'une rosette toute simple. Les ogives accusent une arête entre deux tores, ce qui est le profil le plus habituel pour cet emploi à la première période gothique, mais aussi à la fin de la période romane, comme le montrent les églises de Bury, Cambronne-lès-Clermont, Cergy, Courcelles-sur-Viosne, Foulangues, Hardricourt, Saint-Clair-sur-Epte, etc. Si l'on fait abstraction de la sculpture des chapiteaux, les élévations ouest et est de la première travée sont strictement symétriques. Dans les limites imposées par les colonnettes des formerets et le formeret lui-même, le mur méridional a été totalement supprimé pour établir la jonction avec le croisillon, et remplacé par une épaisse arcade totalement fruste. En face au nord, l'on trouve une fenêtre contemporaine de la reconstruction du chœur, qui est à double ébrasement, et s'ouvre au-dessus d'un long glacis pentu. Elle s'inscrit entièrement sous la lunette de la voûte, et est donc très loin d'utiliser toute la place disponible. Une fenêtre romane à ébrasement simple subsiste à gauche des colonnettes au nord du doubleau intermédiaire. Elle était bouchée jusqu'aux restaurations du XXe siècle. Étant donné que la travée est barlongue dans un sens nord-sud, que le mur du chœur est placé en avant du mur du clocher à l'extérieur, que le clocher est carré, et qu'un glacis apparenté à un toit de pierre est nécessaire pour établir la liaison, l'on serait amené à croire que la base du clocher soit nettement moins large que la deuxième travée du chœur, mais ce n'est pourtant pas le cas. De toute évidence, les murs nord et sud du clocher font encorbellement.

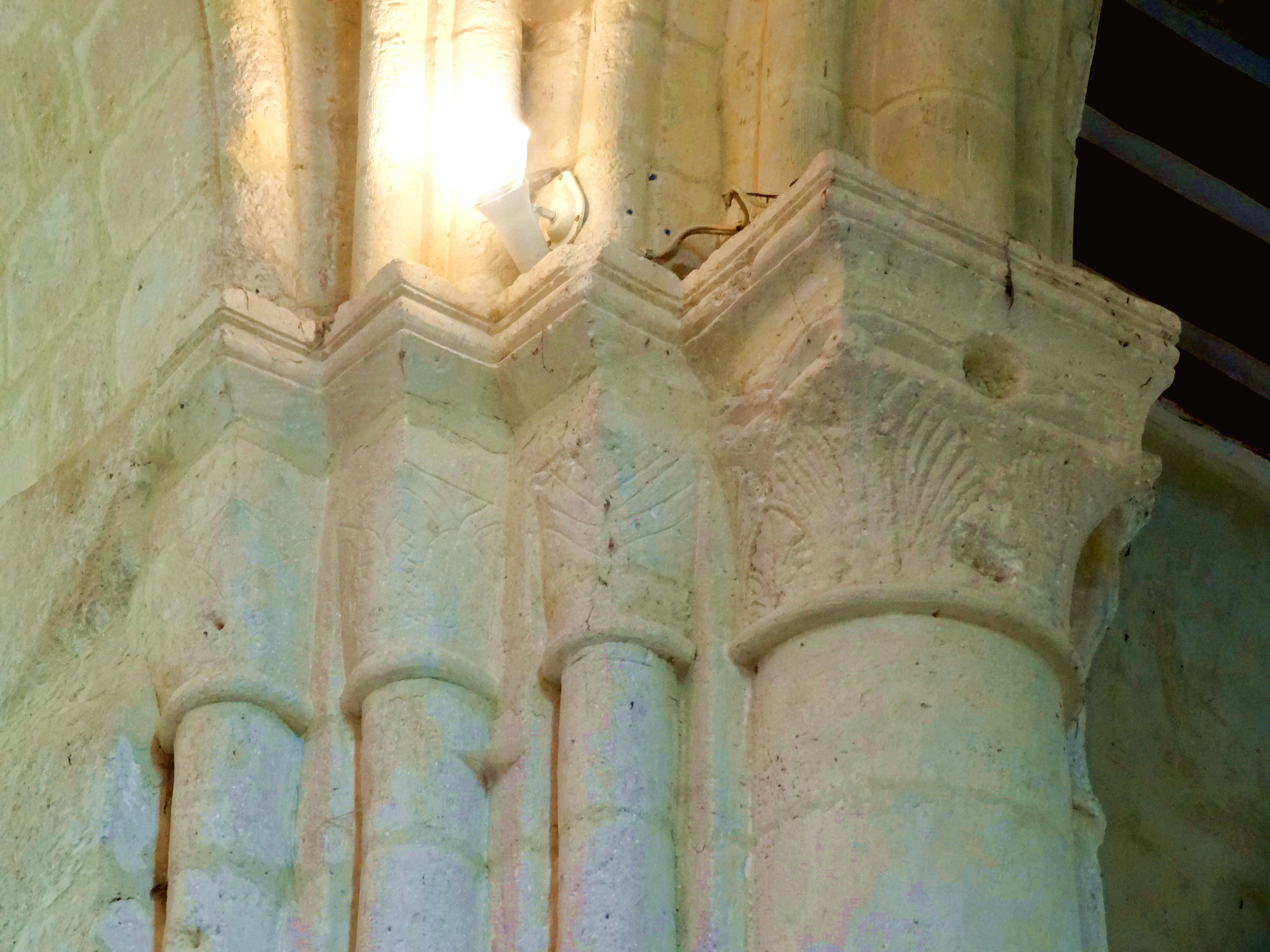
Chapiteaux dans l'angle sud-ouest.
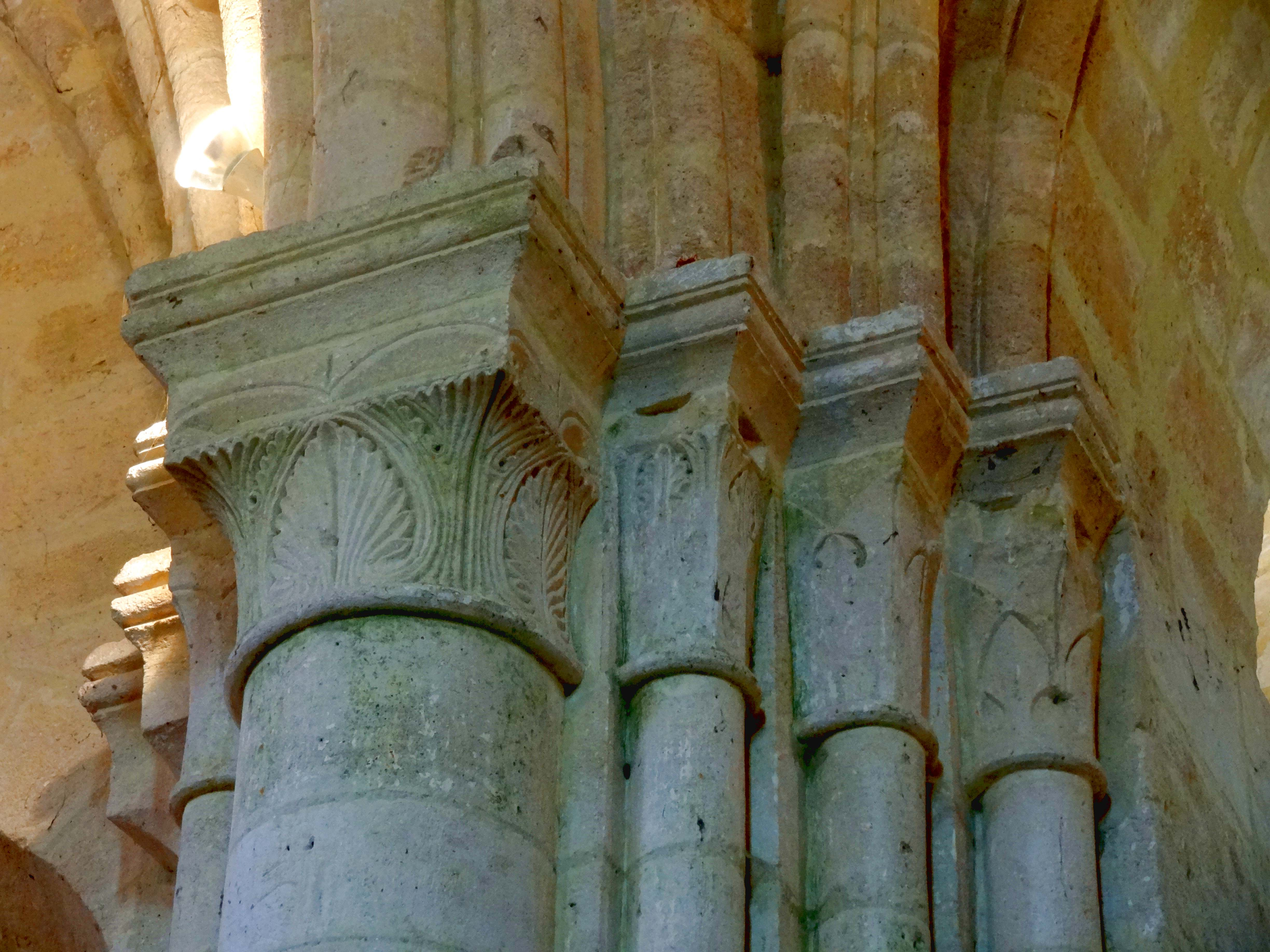
Chapiteaux dans l'angle sud-est.
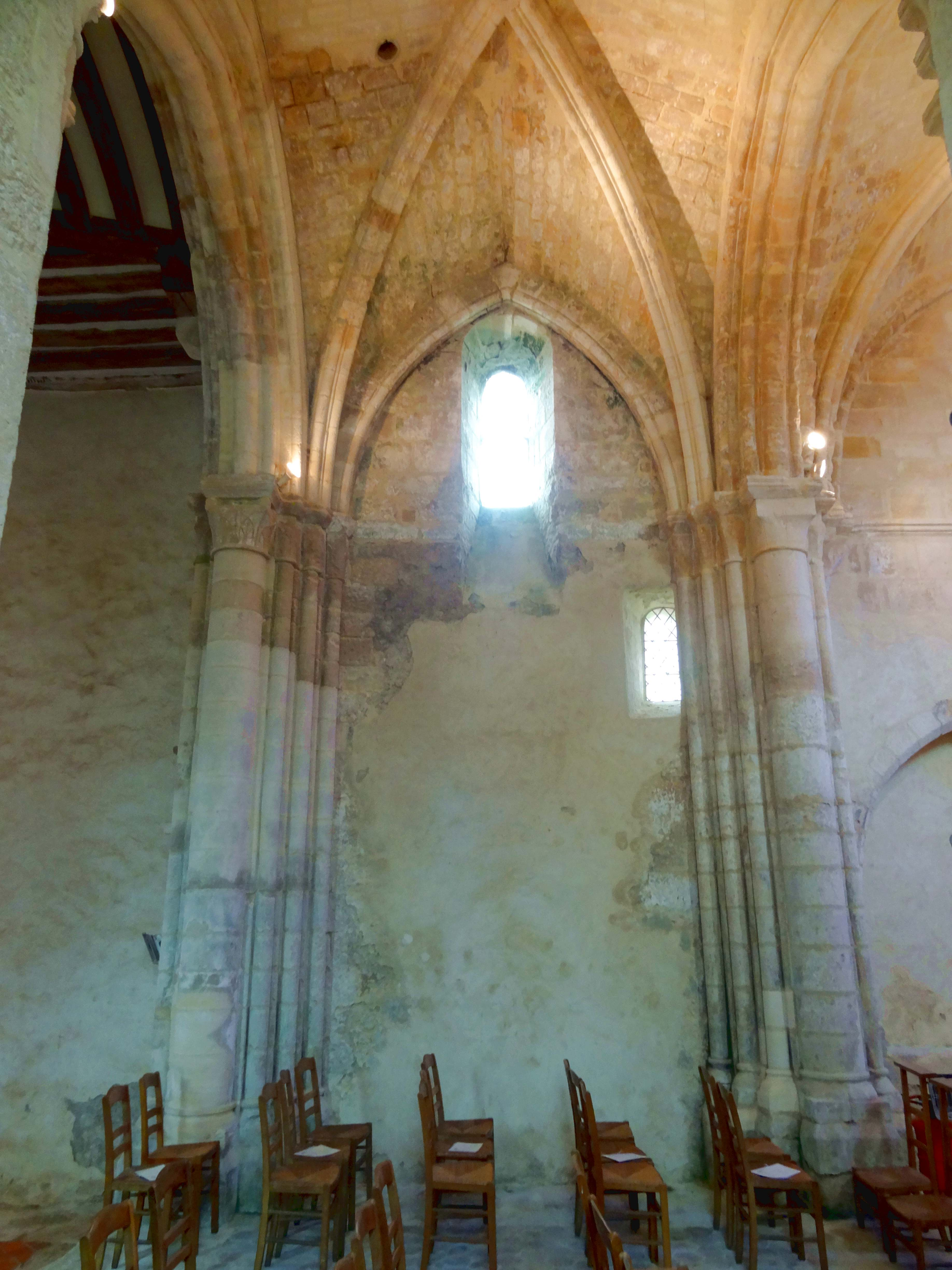
Vue vers le nord.
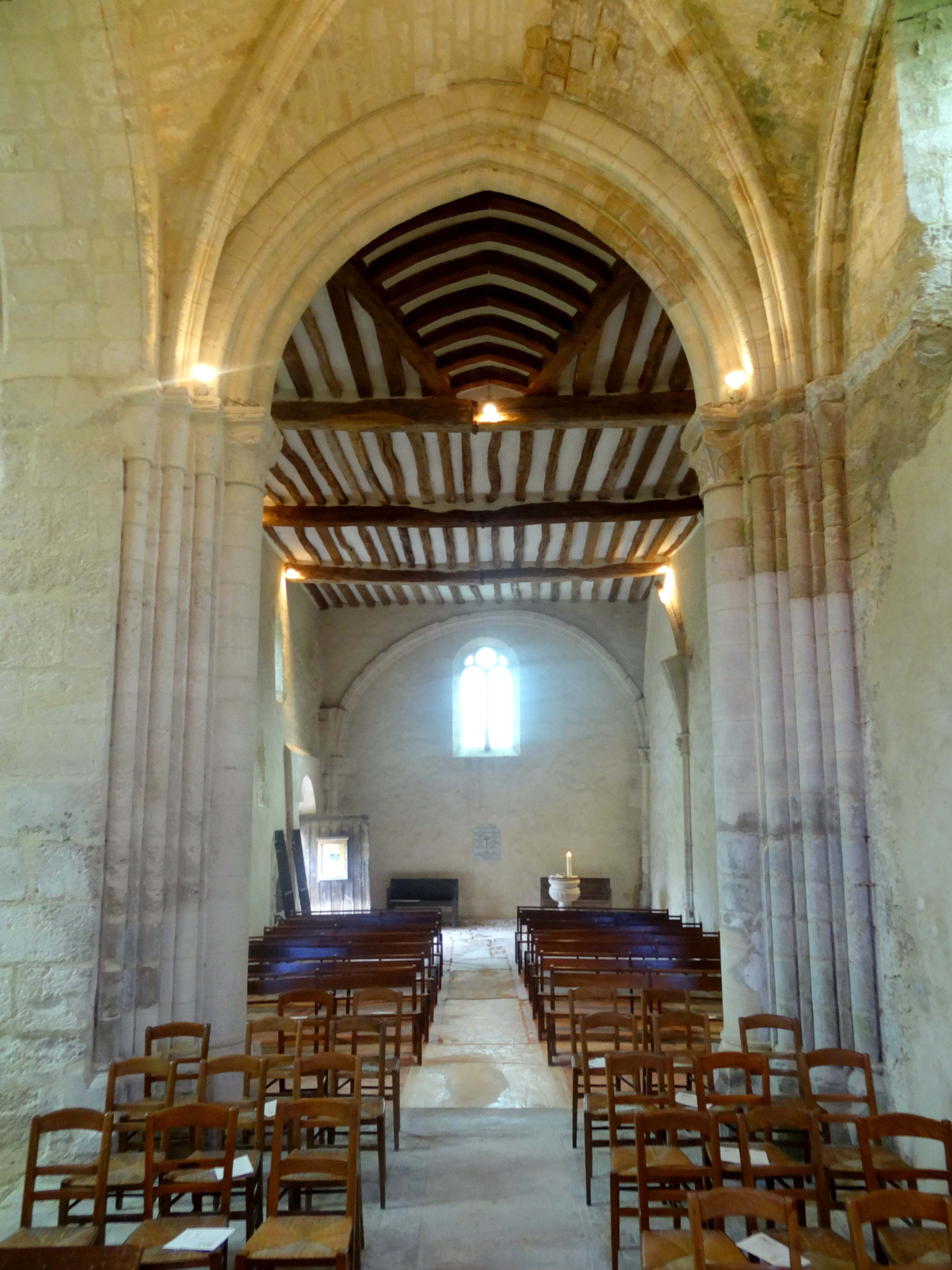
Vue vers l'ouest.
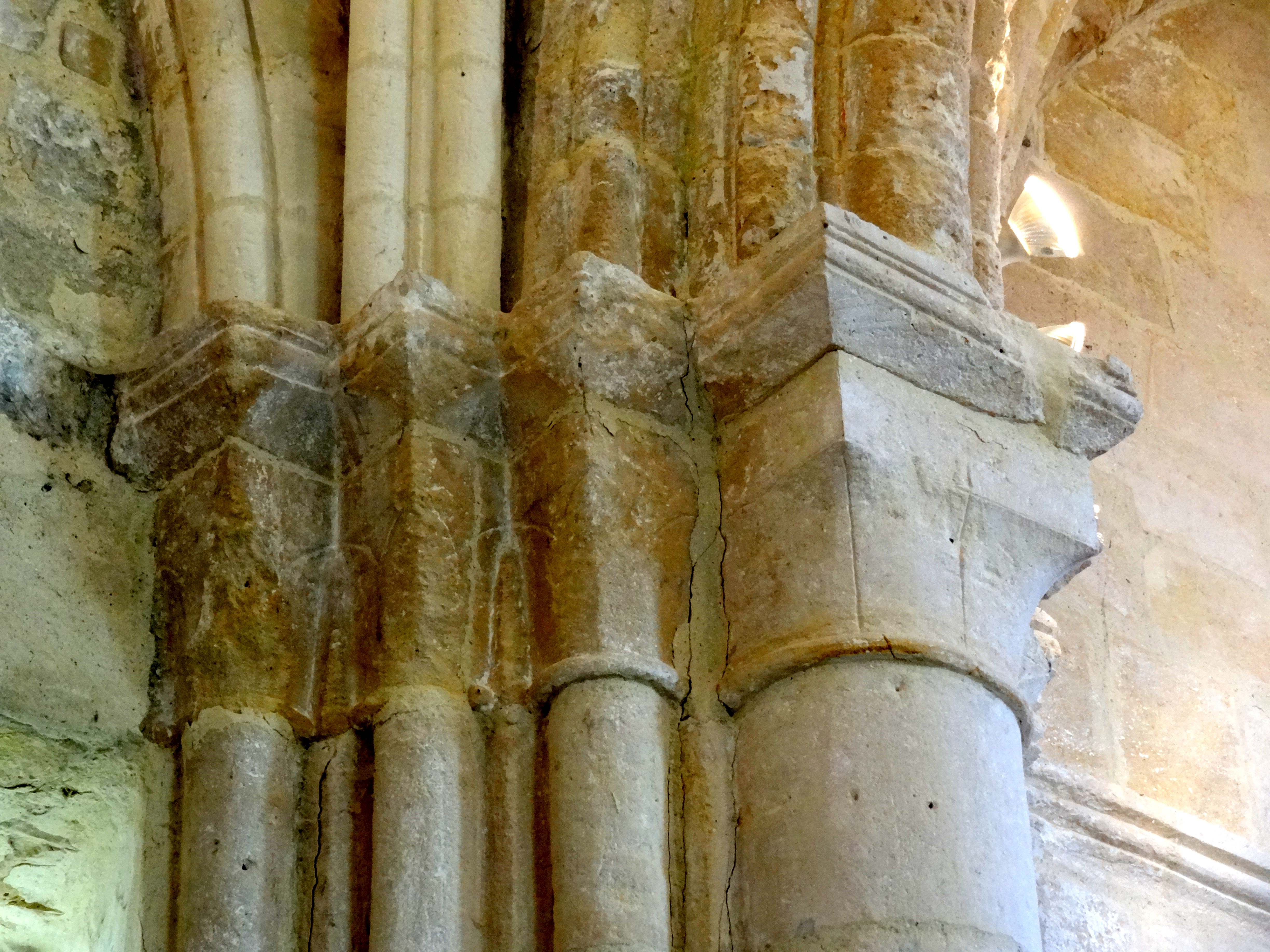
Chapiteaux dans l'angle nord-est.
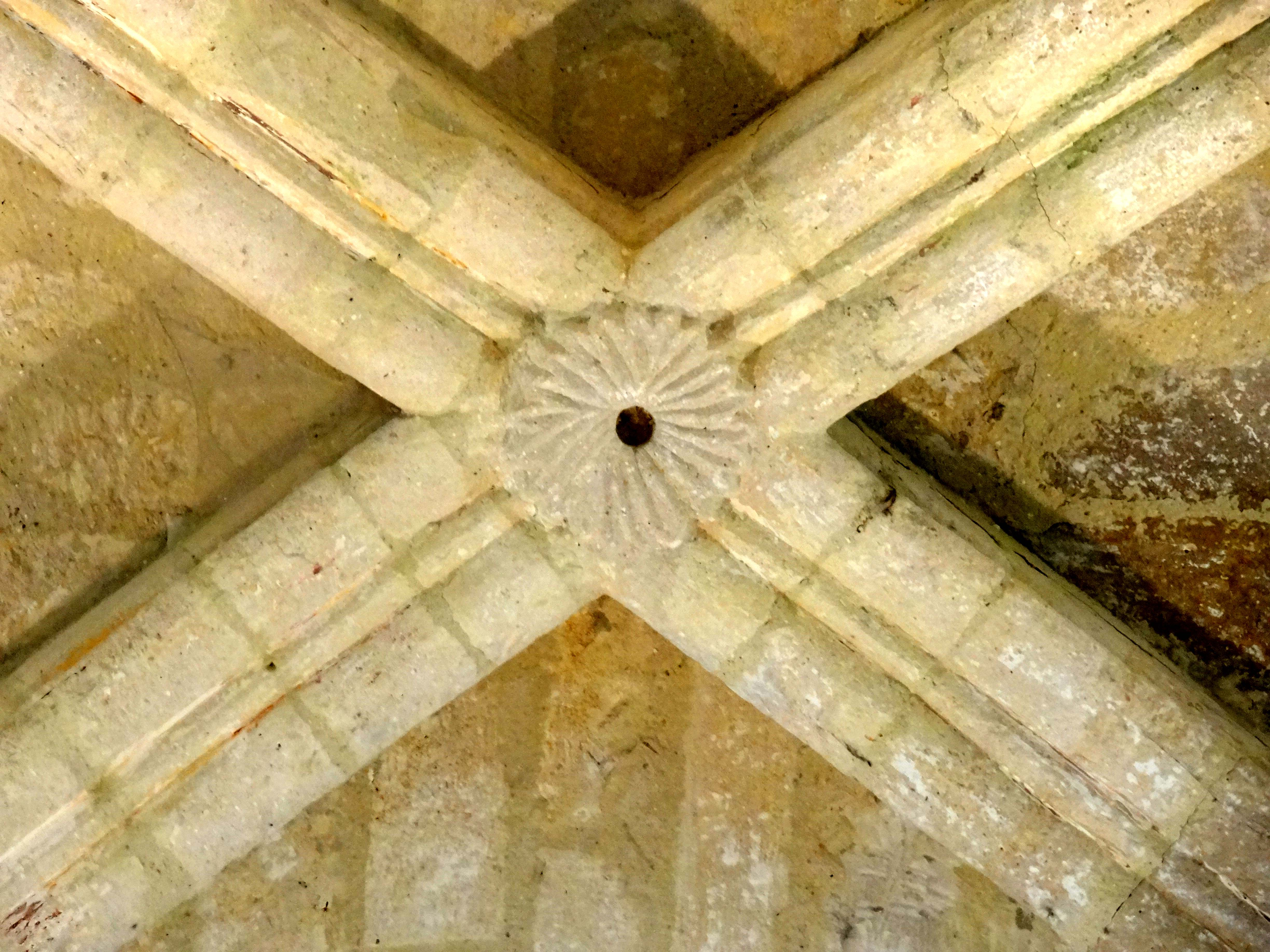
Clé de voûte.

#### Deuxième travée du chœur

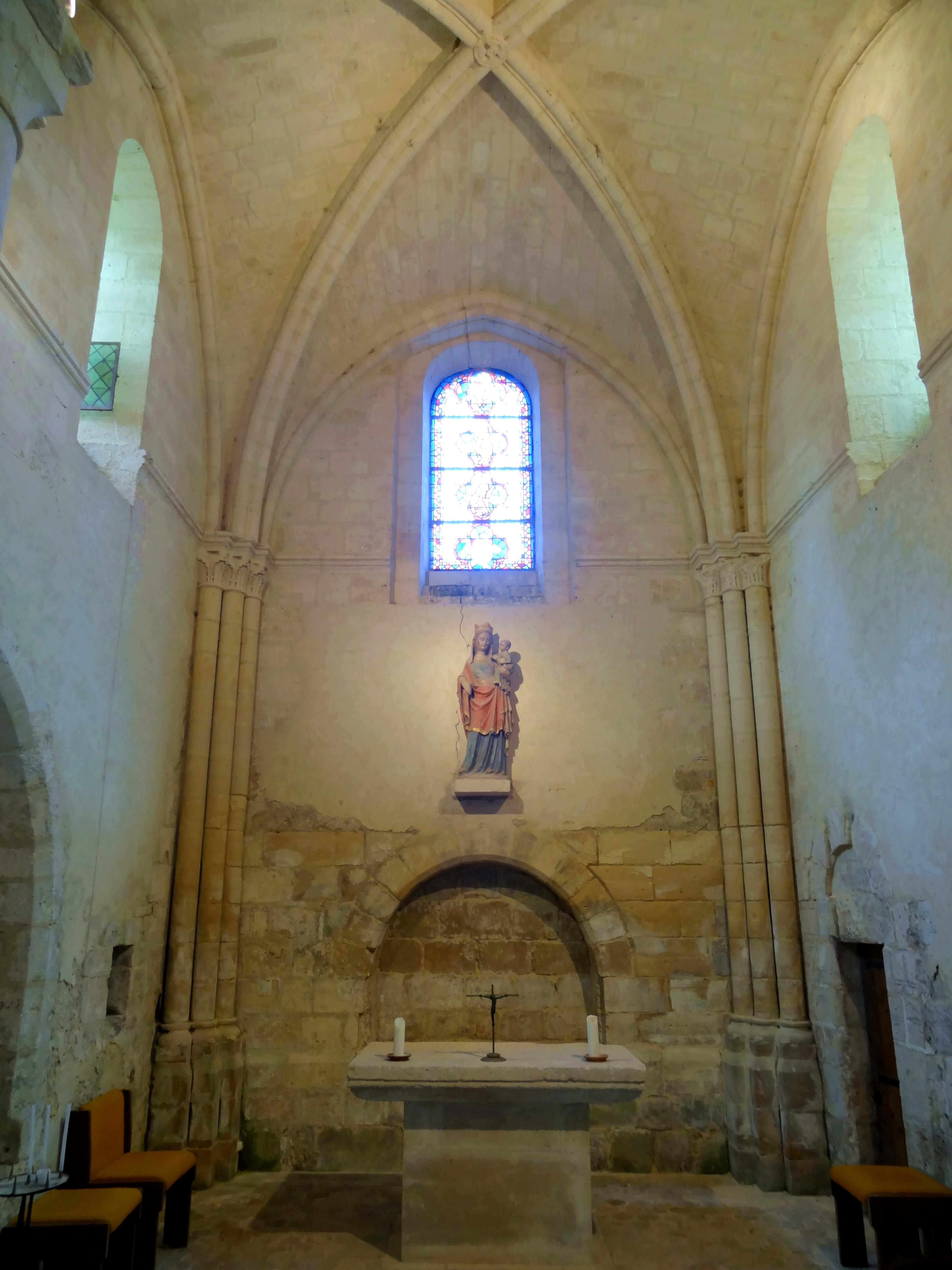
Chœur, vue vers l'est.

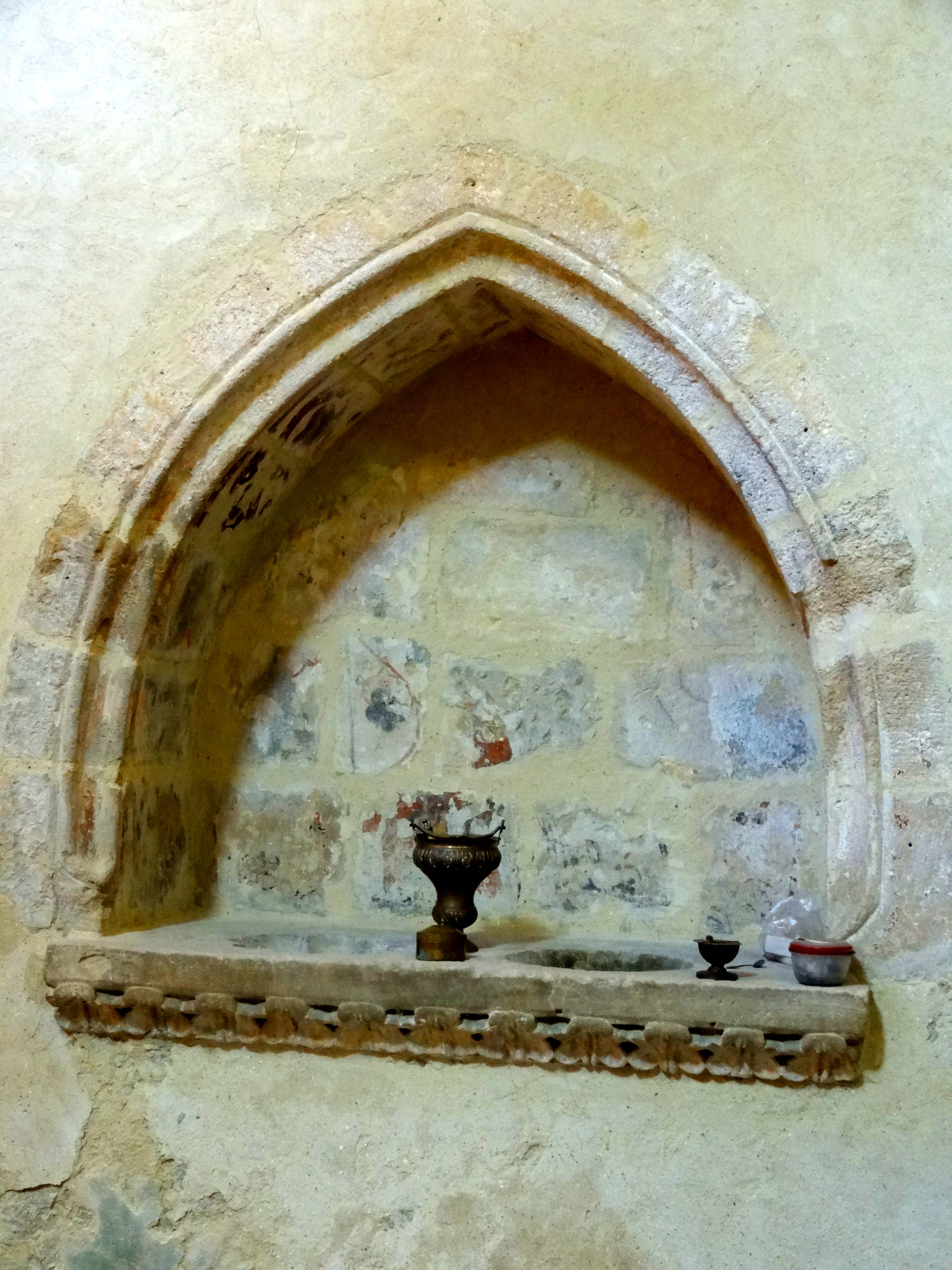
Piscine liturgique au sud.

Du côté de la deuxième travée du chœur, le doubleau intermédiaire se présente de la même manière que côté ouest, mais les chapiteaux des ogives et formerets ont été réduits à des culots sommaires, ce qui est particulièrement bien visible au nord, et les fûts correspondants ont été supprimés. La plate-bande et le tore du profil des tailloirs se continuent sur les murs sous la forme d'un bandeau mouluré, et servent d'appui aux fenêtres, tout en étant interrompus par leurs ébrasements inférieurs. Les deux fenêtres au nord et au sud sont analogues à celle de la première travée, tandis que la baie du chevet se distingue par des piédroits placés en retrait par rapport à la surface murale. La voûte est également du même type. Les angles droits décrits par les ogives autour de la clé de voûte mettent en évidence le plan carré de cette travée. La clé de voûte est soigneusement sculptée, et de belle facture dans sa simplicité. Au centre, deux disques superposés percés de nombreux trous suggèrent une rose. Quatre quarts de cercle, également criblés de trous, et séparés par de larges gorges, sont disposés autour. Une étroite gorge accueillant un rang de billettes entoure ces éléments et assure l'unicité de l'ensemble. Des faisceaux de trois fines colonnettes sont disposés dans les angles du chevet. Les tailloirs adoptent ici le profil du bandeau, augmenté par un cavet inférieur. Ils sont séparés des corbeilles des chapiteaux par l'excavation des intervalles, sauf aux angles, ce qui est une disposition fréquente également appliquée à certains petits chapiteaux de la première travée. Les corbeilles transitent ensuite vers un plan circulaire, ce qui est mis en évidence par deux baguettes accolées qui en font le tour. Ce parti anticipe sur une tendance qui se généralise à la fin de la première période gothique seulement. Remarquables pour leur originalité sont les palmettes qui revêtent les corbeilles. Elles n'ont pas leur pareil dans les environs.
Les parties basses des trois murs de la deuxième travée comportent des particularités. Au nord, il s'agit d'une arcade apparemment bouchée de dimensions relativement importantes. Nettement désaxée vers la gauche (vers l'ouest), elle est en arc brisé, et a les angles taillés en biseau. Ses piédroits ne descendent pas jusqu'au sol, sans que l'on sache si cela fut primitivement le cas, et aucun indice ne trahit la présence de cette arcade à l'extérieur. Par ses dimensions, elle pourrait correspondre à un enfeu, mais la niche sur laquelle elle ouvre est de trop faible profondeur. Toujours au nord, une très petite niche rectangulaire devait enfermer des reliques qui y furent disposées lors de la consécration de l'église. Au chevet, une niche en plein cintre est ménagée dans le mur derrière l'autel. Ces niches se rencontrent fréquemment derrière les retables, et accueillaient apparemment les objets liturgiques du temps qu'il n'y avait pas encore de sacristies. La datation pourra être facilitée par l'étude de l'évolution de la liturgie du diocèse de Rouen avant la Révolution. Au sud, l'on trouve une petite porte près de l'angle sud-est. Son linteau est surmonté d'un arc de décharge en plein cintre. Cette porte ouvre seulement sur un placard mural, et n'a apparemment jamais donné sur l'extérieur. Toujours au sud, à droite de la fenêtre, le fort ébrasement d'un oculus éclairant la cage d'escalier intercepte le bandeau mouluré. L'élément le plus intéressant est la piscine à double vasque qui est prise dans l'épaisseur du mur, un peu désaxé vers la droite (vers l'est). Elle mesure 130 cm de longueur, et 55 cm de profondeur. La cuvette de gauche est godronnée. L'épaisse tablette dans laquelle sont creusées les vasques déborde légèrement. Elle est soutenue par une frise de feuillages formant console, ce qui est très rare. L'angle est adouci par une gorge bordée par deux tores, qui se rejoignent en bas tout en formant un arc brisé inversé. Ce type de moulure est connu dans la région, mais son emploi reste rare, et son champ d'application est en même temps très diversifié : le formeret au nord de la chapelle latérale nord d'Ableiges, la fenêtre occidentale d'Andrésy, le pourtour des baies des galeries du chœur de Montgeroult, l'entrée de la niche d'autel de Puiseux-Pontoise, le portail occidental de Seraincourt, les supports de la croisée du transept de Triel, etc. Ces exemples semblent tous concerner les années 1220-1240. Au fond de la niche, Maurice Gillet signale un petit placard mural, mais il pourrait s'agir d'une confusion avec la niche du croisillon sud. L'auteur ne mentionne pas les traces de peintures murales anciennes, qui étaient dissimulées sous un enduit avant la restauration.

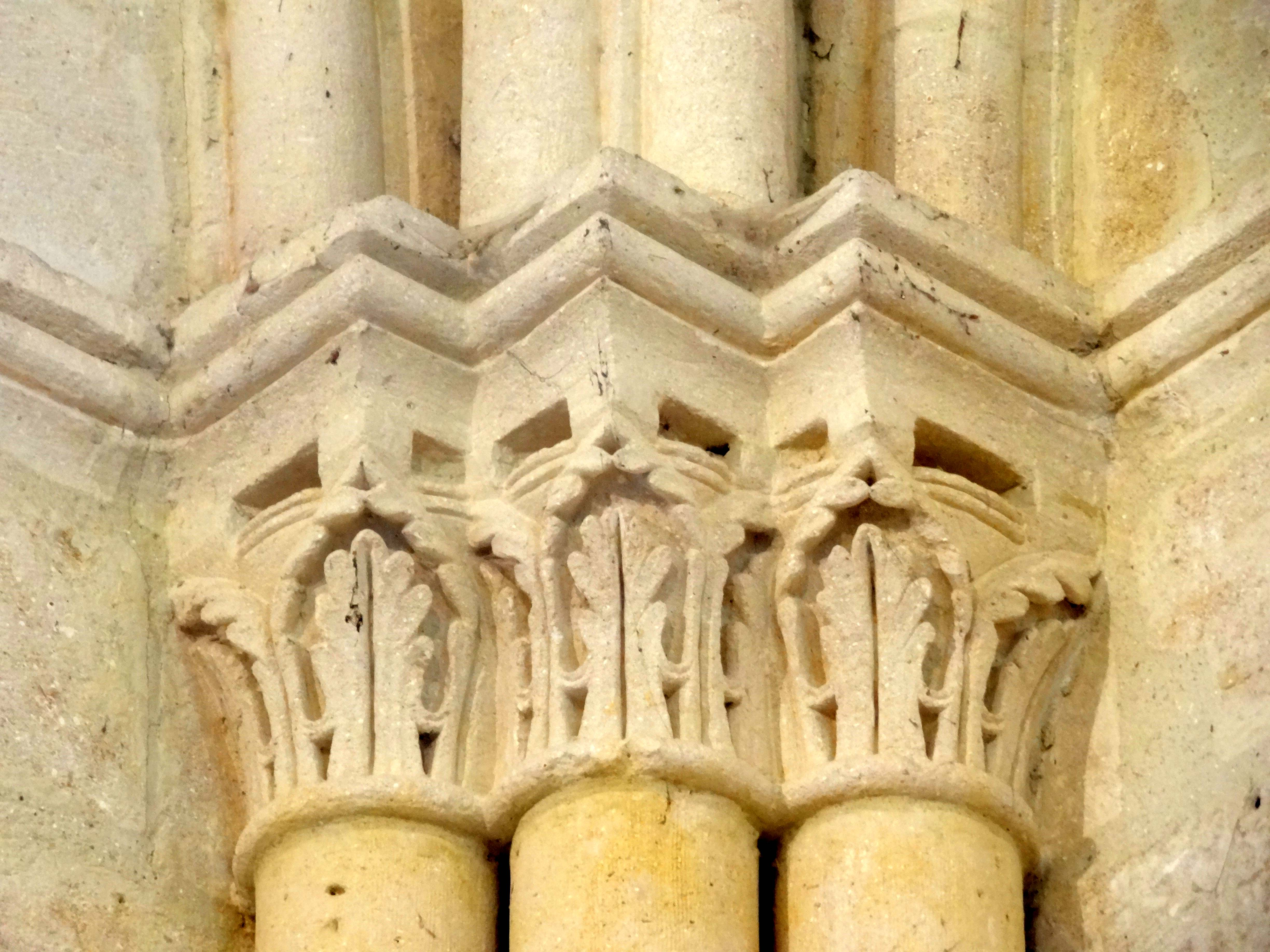
Chapiteaux à gauche du chevet.
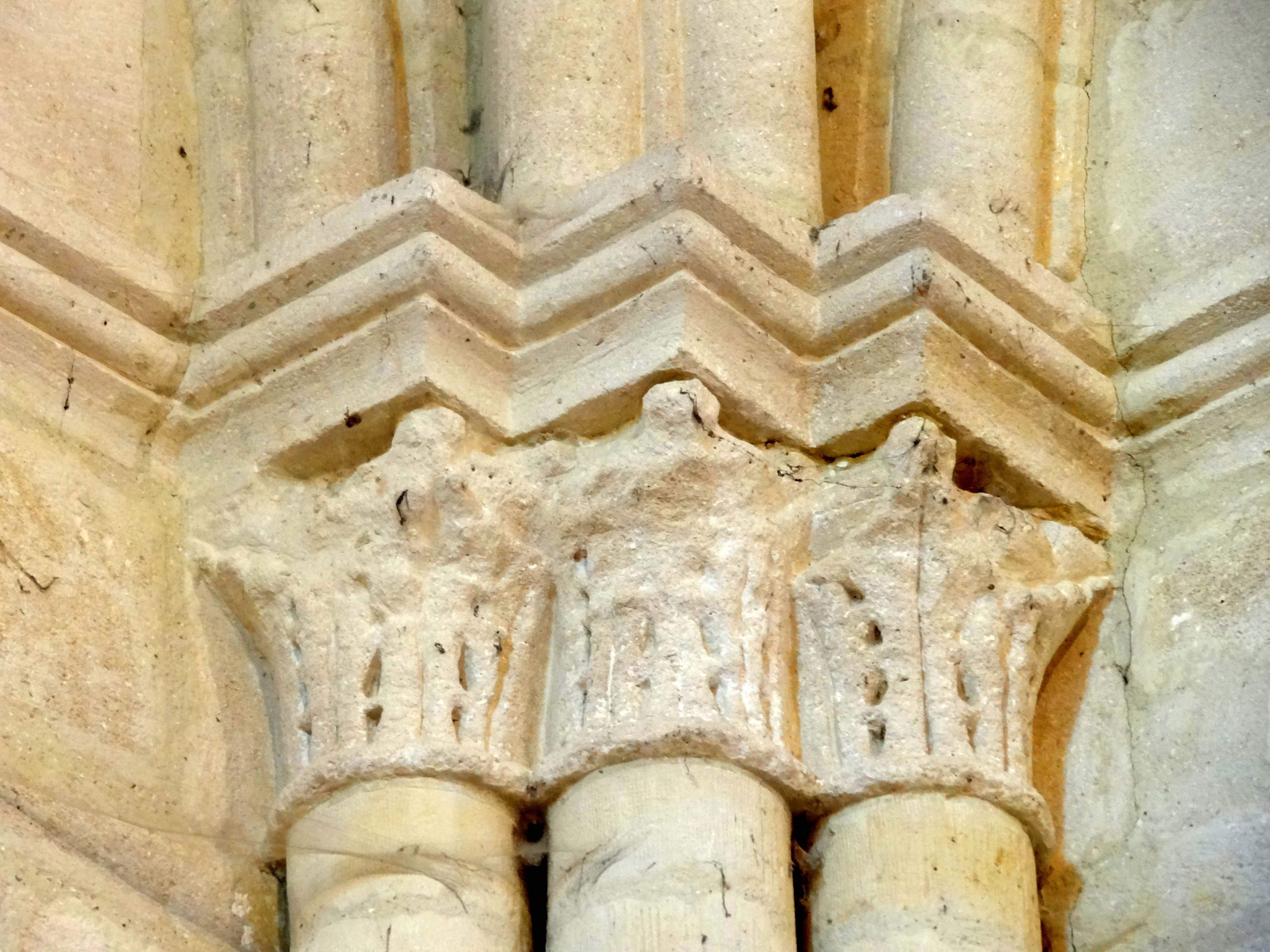
Chapiteaux à droite du chevet.
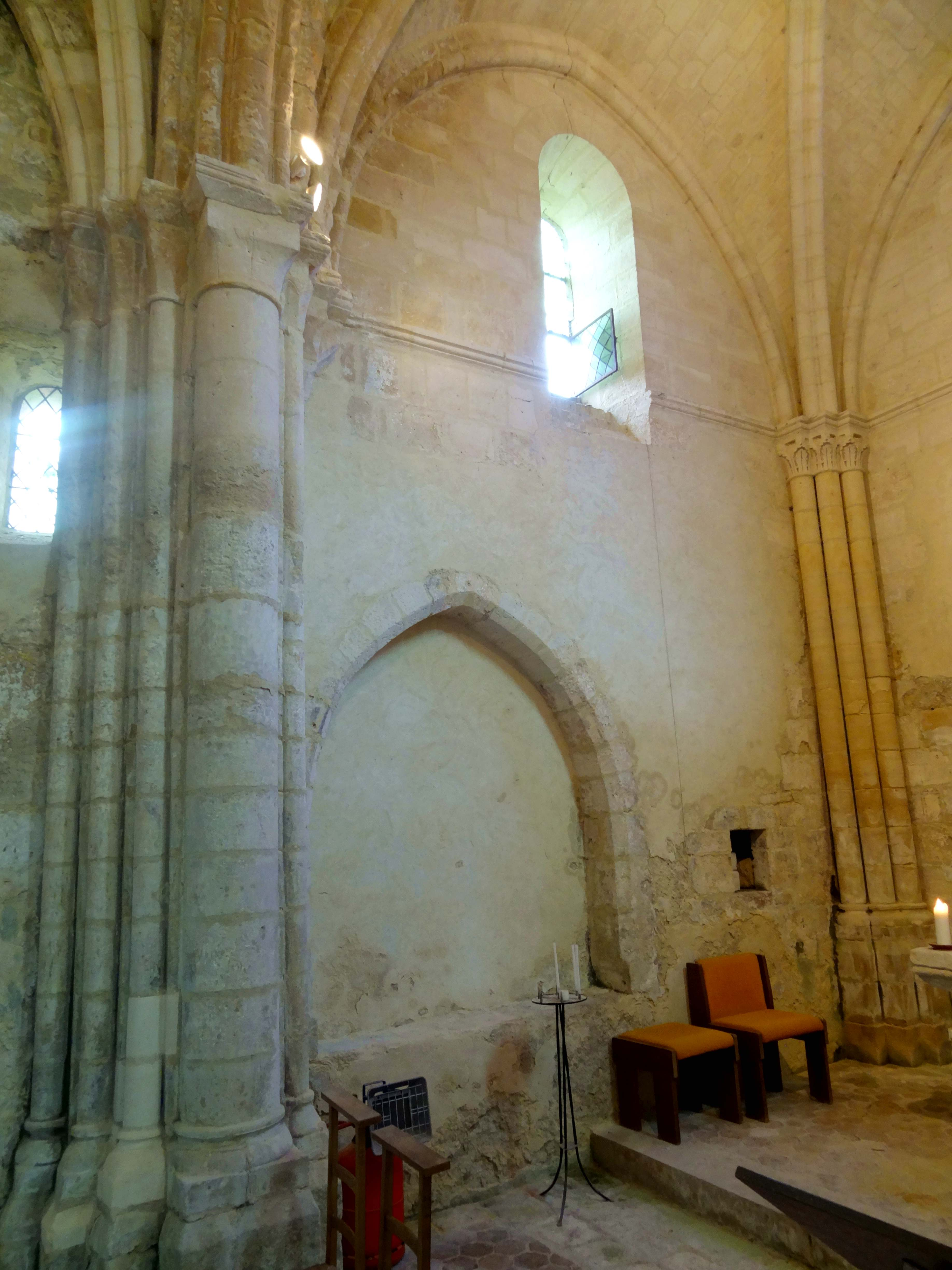
Vue vers le nord-est.
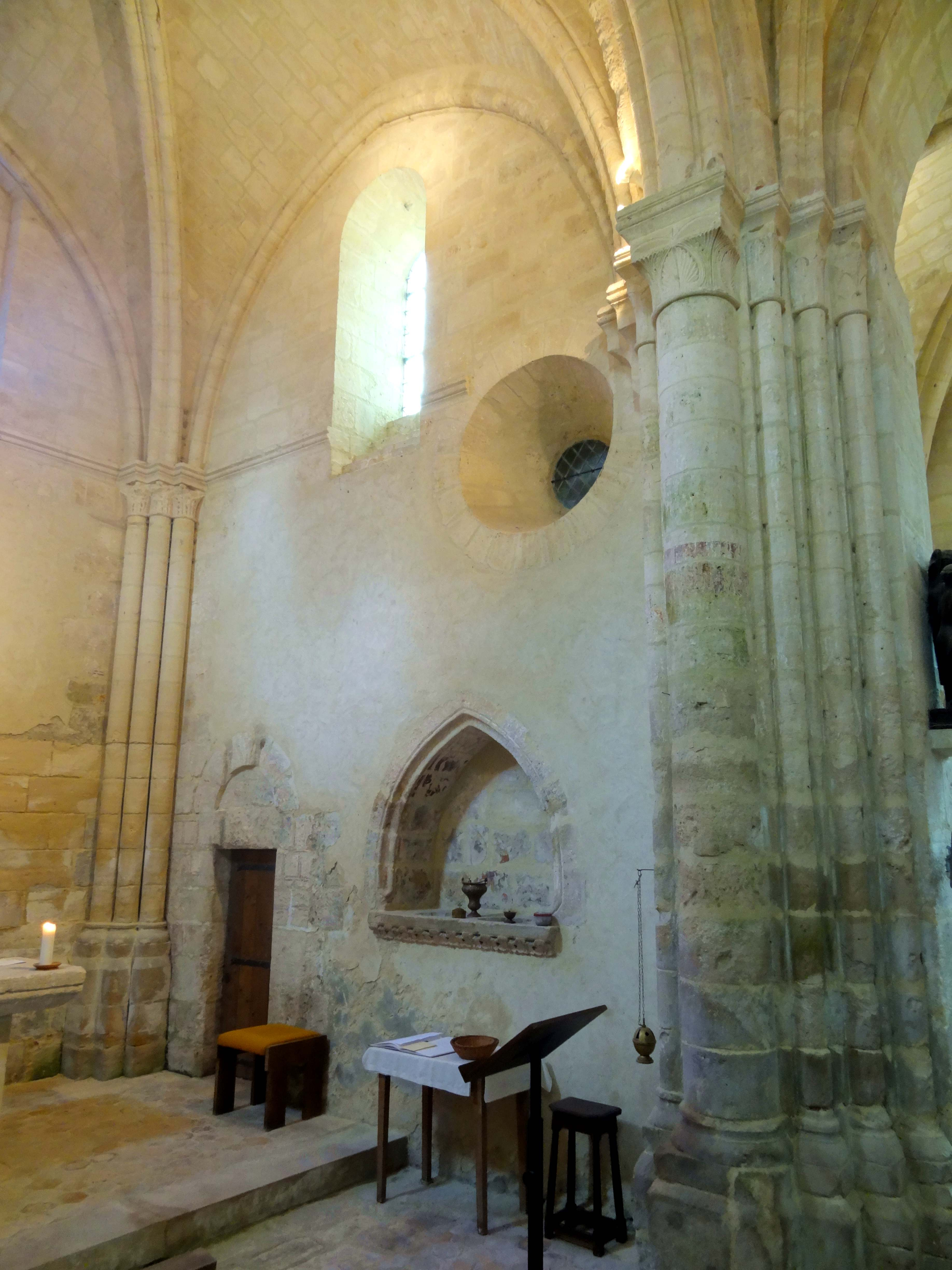
Vue vers le sud-est.
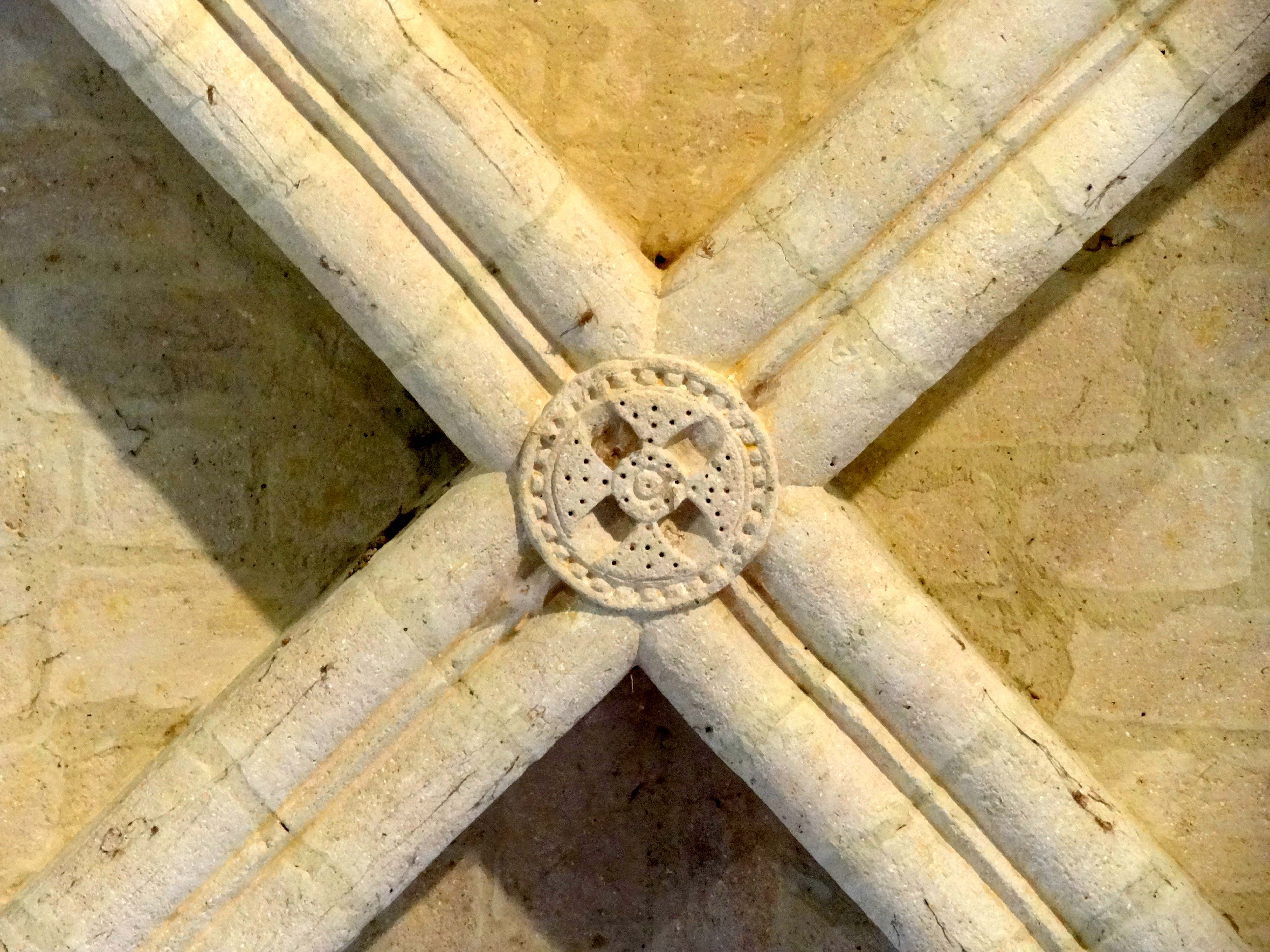
Clé de voûte de la 2e travée.
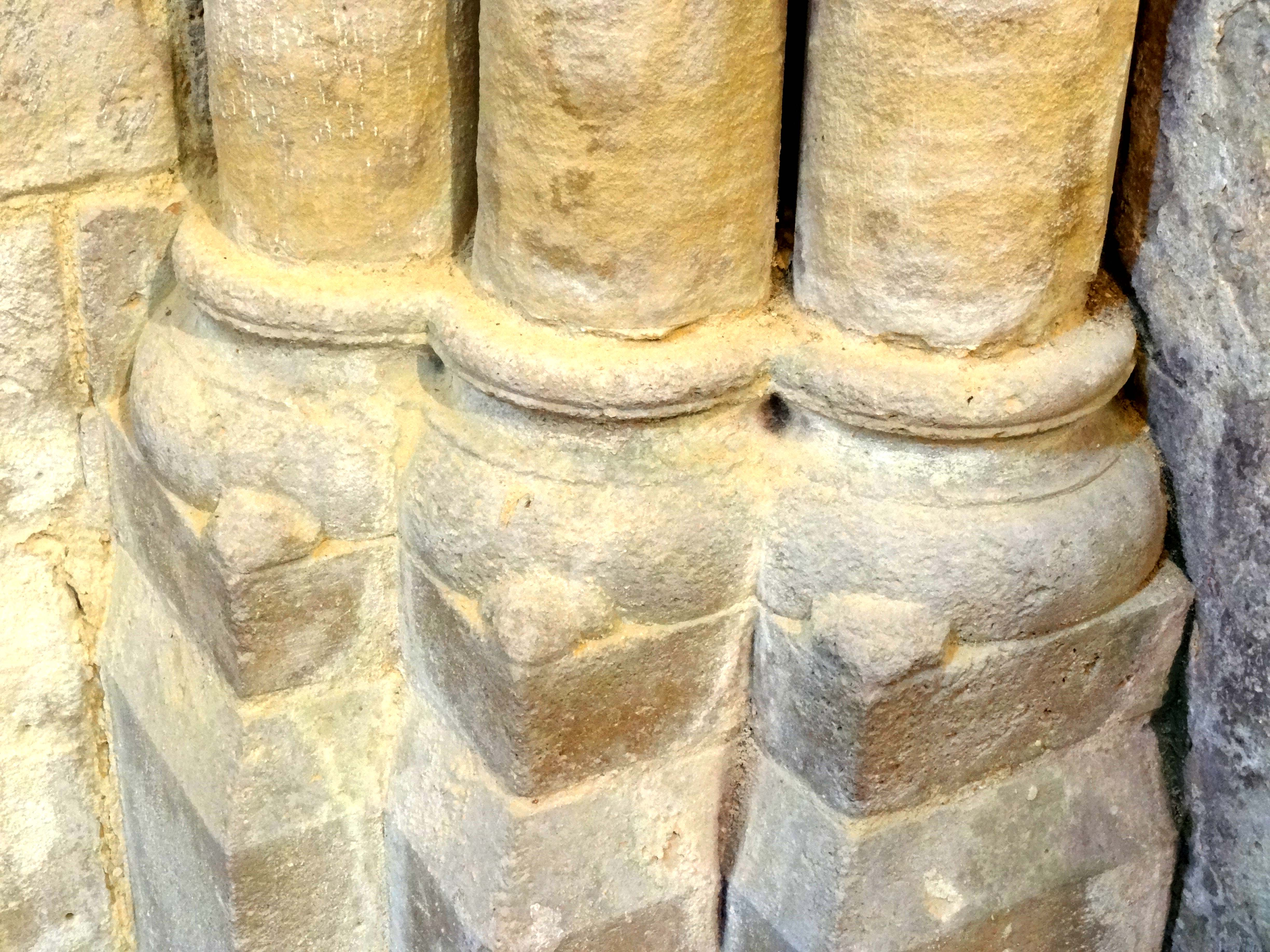
Bases dans les angles du chevet.

#### Croisillon sud
Le croisillon ou la chapelle latérale sud, aujourd'hui utilisé comme sacristie, est d'une conception simple, mais il est solidement bâti en pierres de moyen appareil, et ses élévations sont bien équilibrées et ne montrent aucun défaut esthétique. La travée communique avec la nef par le passage berrichon déjà signalé, et avec la première travée du chœur, par une épaisse arcade non moulurée, qui fut ouvert après coup dans son mur méridional. La voûte d'ogives adopte un tracé en plein cintre à l'est et à l'ouest. Au nord et au sud, elle est en arc brisé à l'instar des voûtes du chœur. Les ogives se composent d'un tore en forme d'amande placé devant un bandeau situé en arrière-plan. Le tore est garni d'un mince filet, ce qui est un trait fréquent à la période rayonnante tardive, à la fin du XIIIe siècle et au XIVe siècle. La clé de voûte arbore une petite rosace de feuillages. Les formerets font défaut. Les ogives sont donc seules à retomber sur des culots frustes engagés dans les angles. Ils consistent d'une tablette oblique, et d'une corbeille simplement épannelée. Le principal intérêt de la chapelle réside dans sa fenêtre au remplage rayonnant tardif, qui se compose de deux lancettes inscrivant des têtes trilobées et d'un pentalobe entre deux écoinçons ajourés au sommet. Comme plus tard à la période flamboyante, les meneaux affectent un profil chanfreiné aigu, et sont dépourvus de chapiteaux. Les têtes trilobées deviendront l'un des principaux caractéristiques des réseaux flamboyants, mais les rosaces céderont la place à des soufflets. L'absence de mouluration et de bases n'est en revanche pas imputable à l'évolution de l'architecture, mais à l'économie des moyens. Restent à signaler une grande niche dans le mur oriental, qui possède au fond un petit placard mural que Maurice Gillet localise dans la piscine du chœur, et une porte en plein cintre à double vantail dans le mur occidental. Elle évoque une armoire murale, mais correspond en réalité à un portail latéral qui n'est plus guère utilisé,.

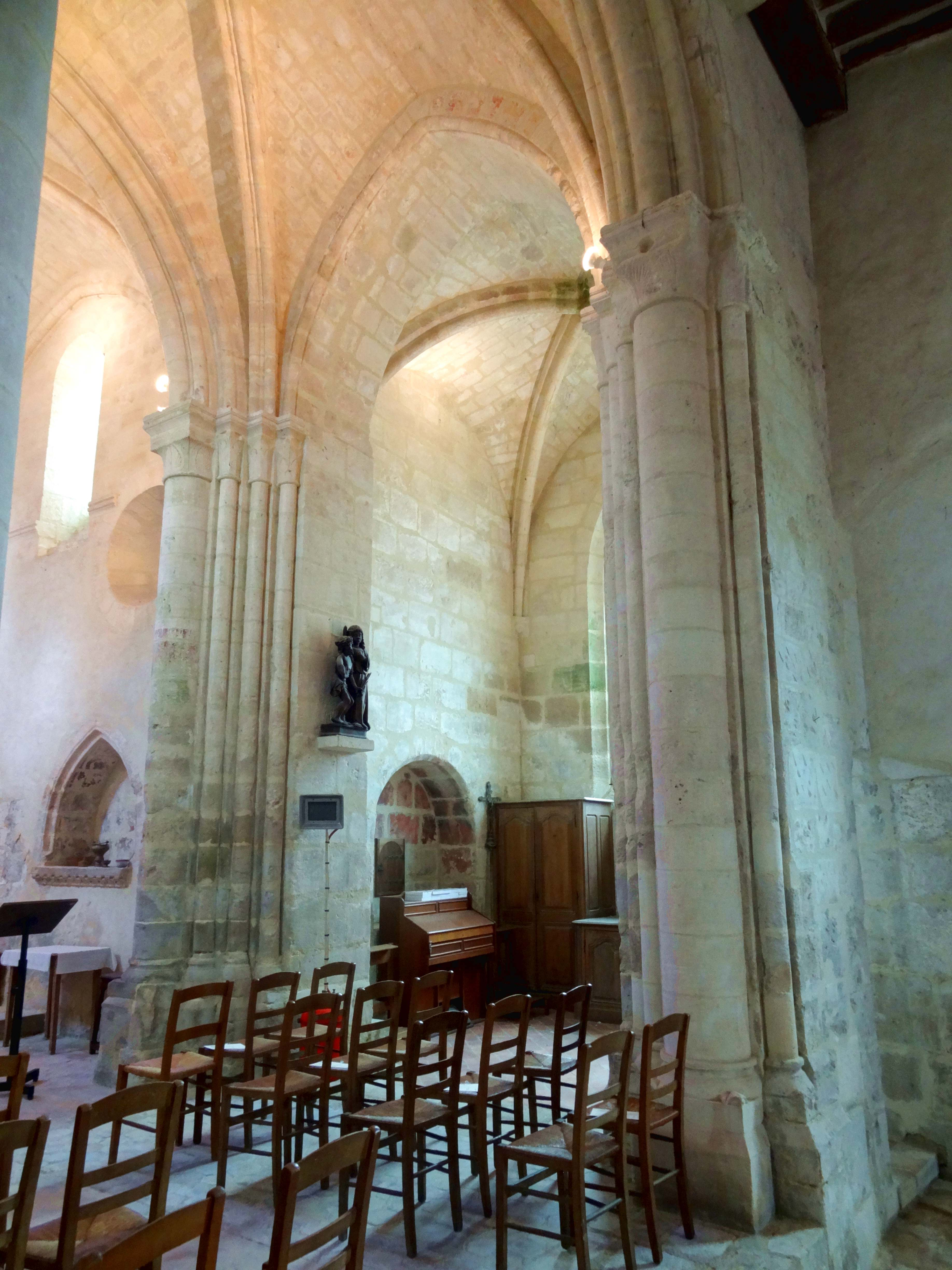
Vue vers le sud-est depuis le chœur.
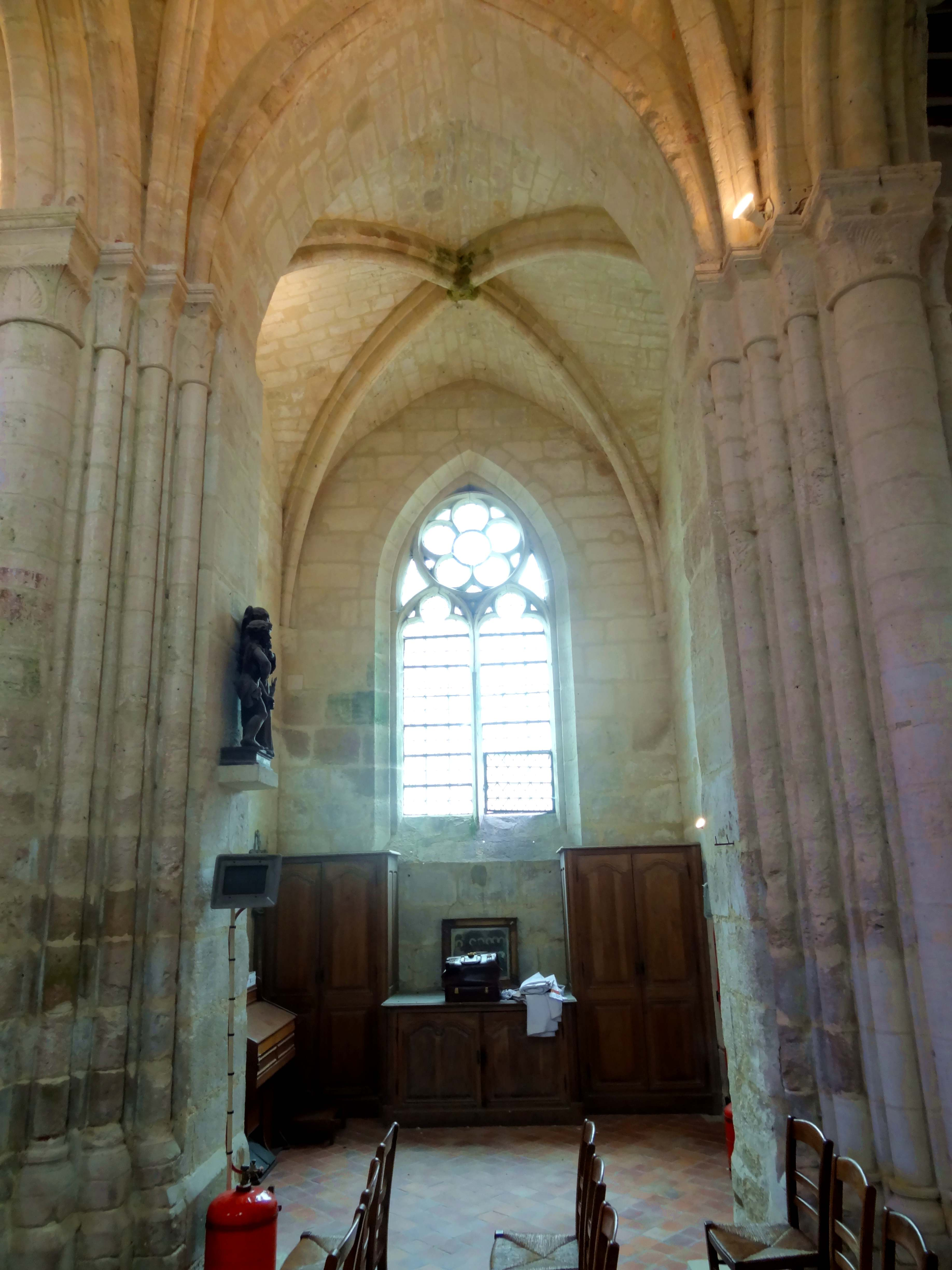
Vue vers le sud depuis le chœur.
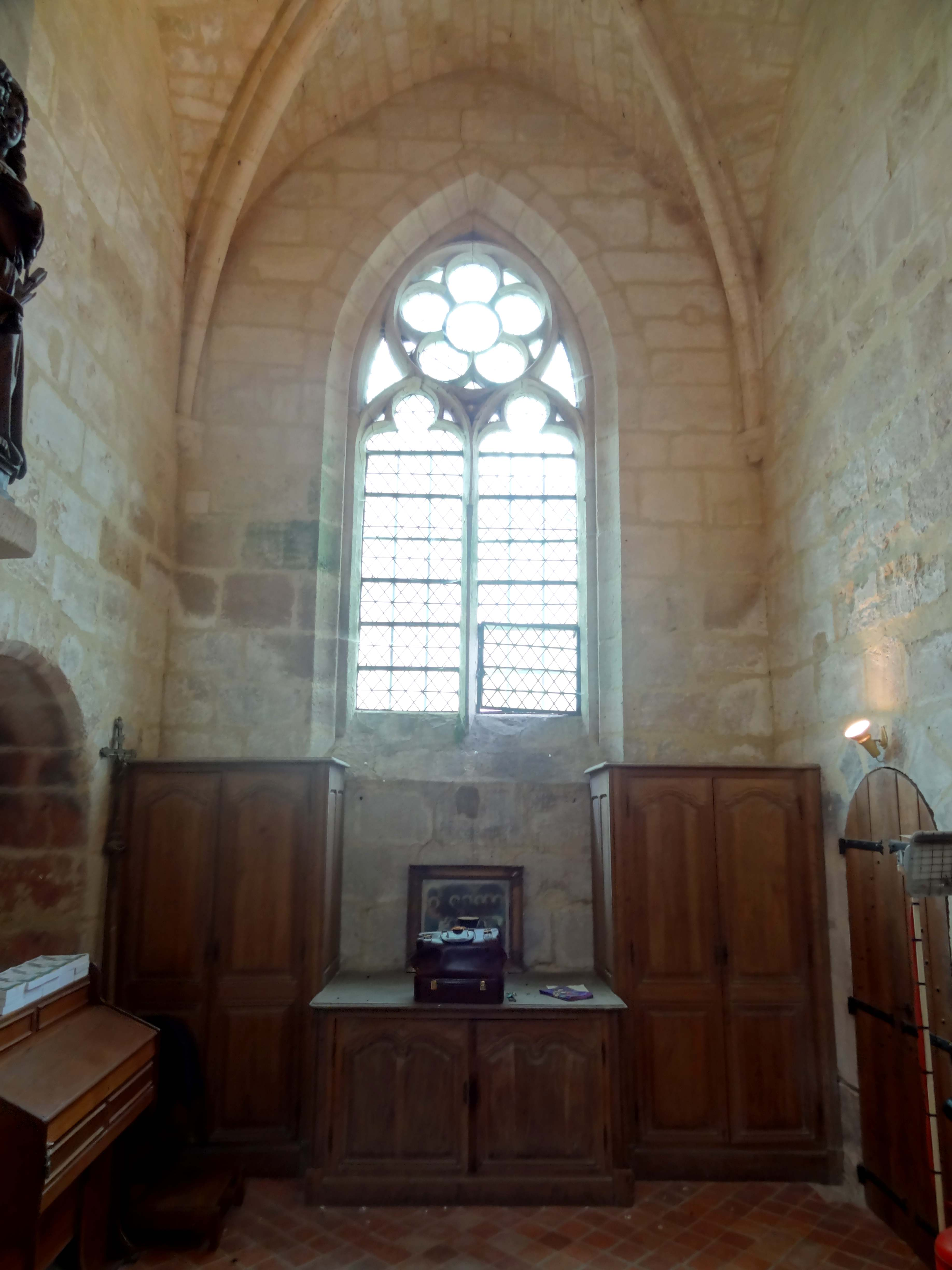
Vue vers le sud.
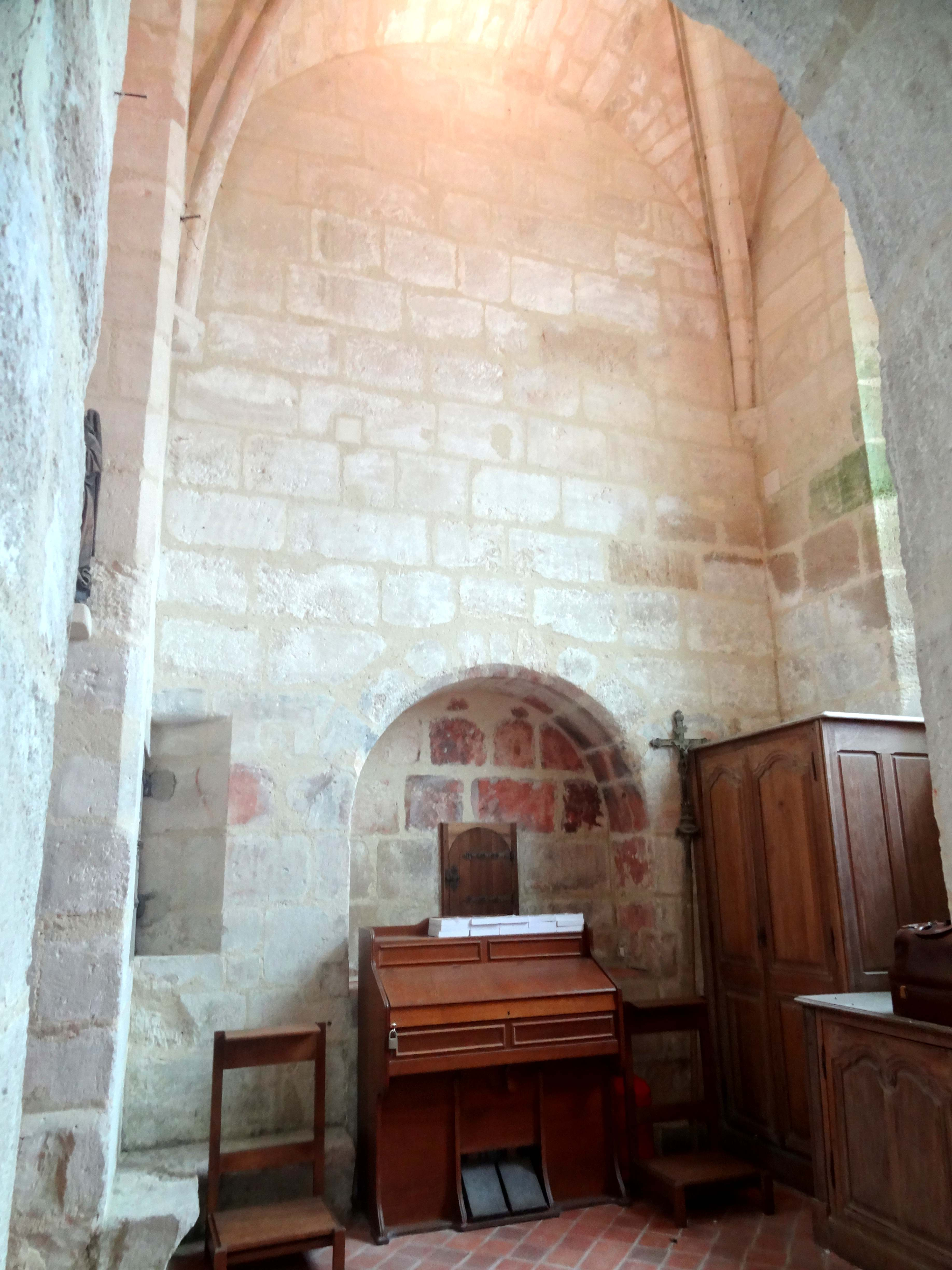
Vue vers l'est.
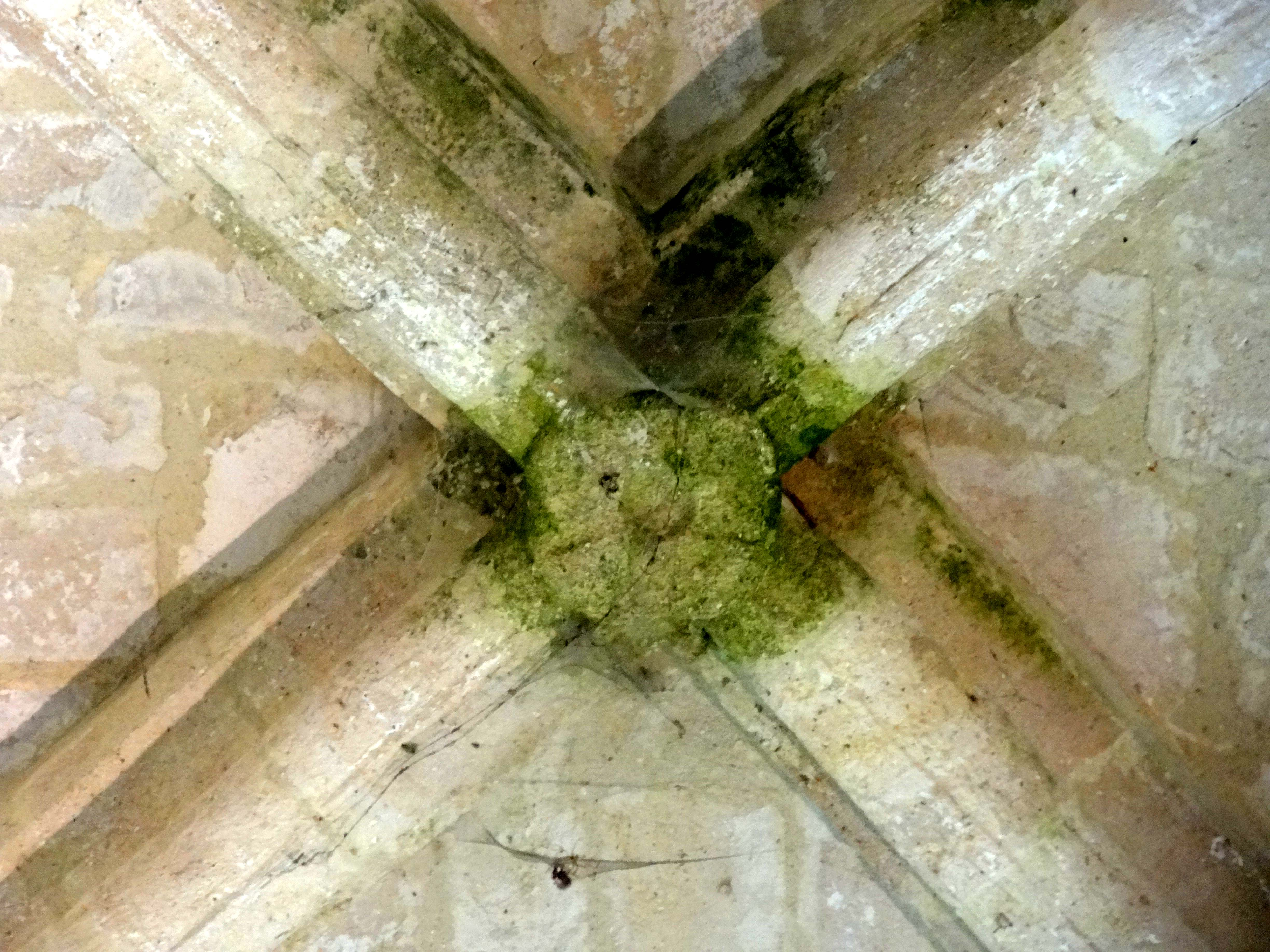
Clé de voûte.

### Extérieur

#### Nef

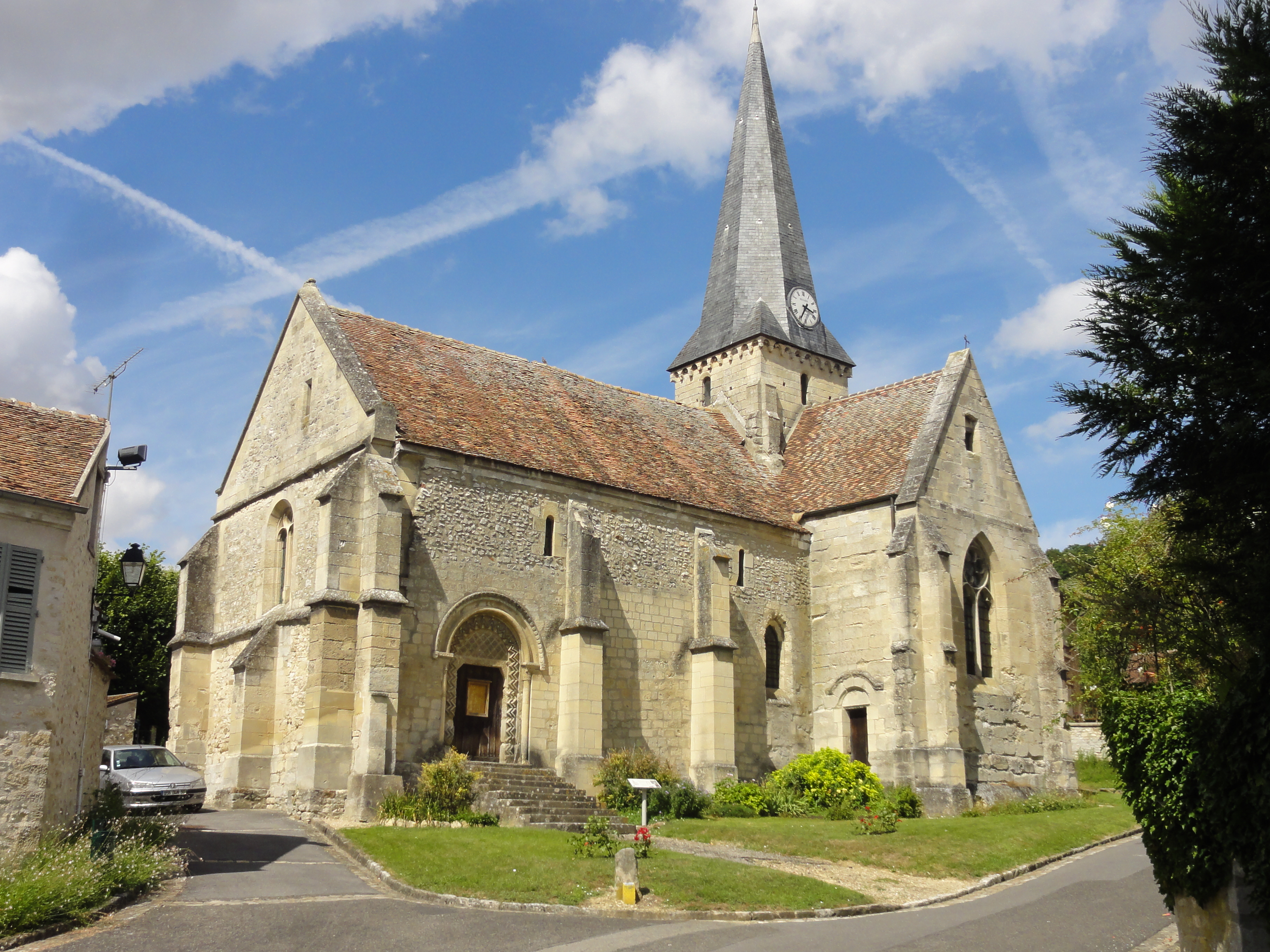
Vue depuis le sud-ouest.

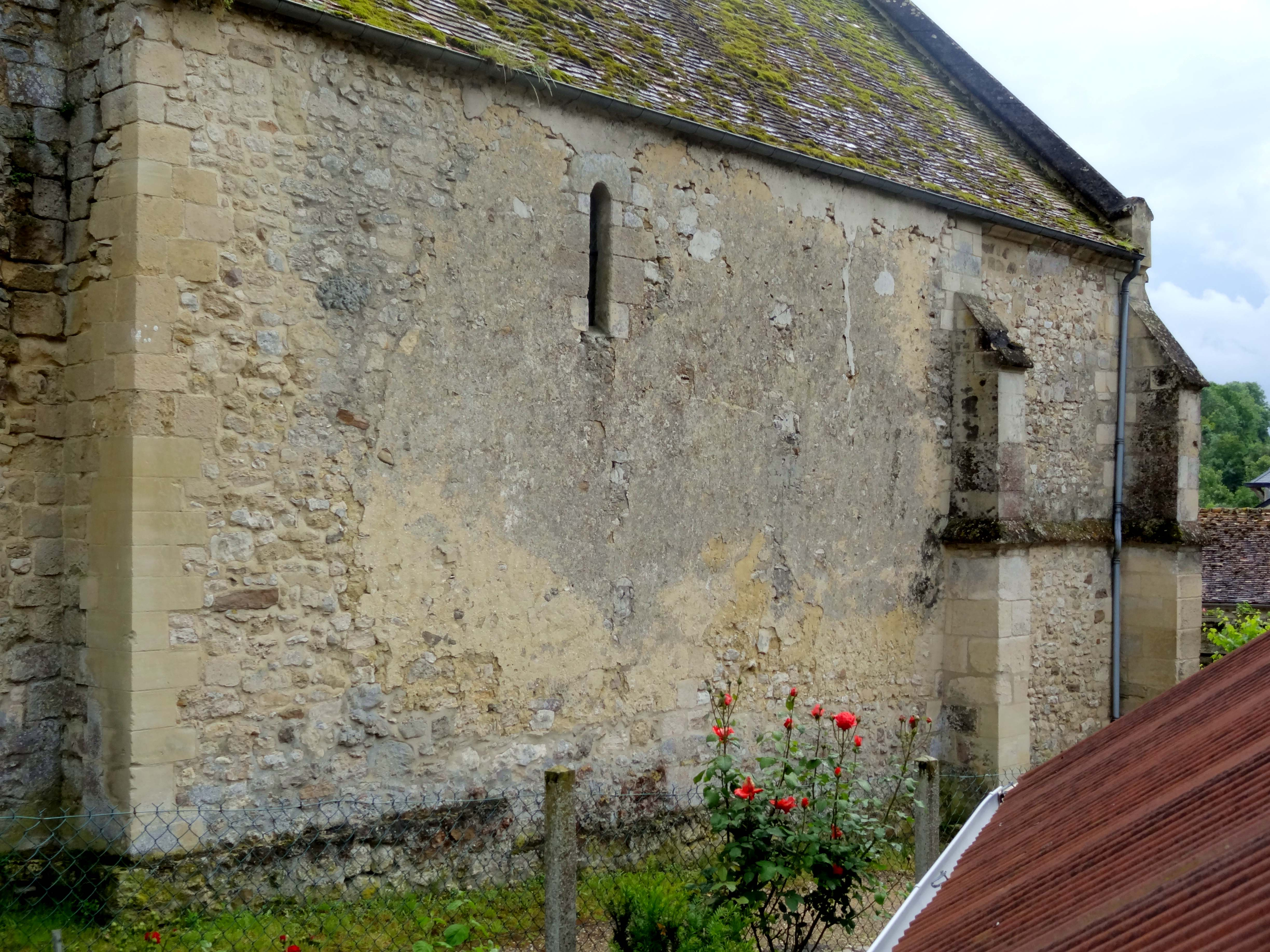
Nef, vue depuis le nord-est.

Le mur occidental, que l'on ne peut guère qualifier de façade car donnant sur une ruelle non passante et dépourvue de portail, semble avoir été entièrement rebâti dans le contexte du projet du voûtement d'ogives au milieu du XVIe siècle. En effet, une nette rupture est visible dans l'appareil à droite du contrefort méridional, en haut, et au nord, le mur de la travée destinée à être voûtée est placé en légère retraite par rapport au mur roman qui suit. Par ailleurs, un larmier court à la limite des allèges, ce qui n'est pas d'usage avant les années 1220 environ. Ces larmiers passent autour des contreforts, qui s'amortissent par un glacis formant larmier. Ils se rattachent encore nettement à l'architecture gothique, ce qui ne s'oppose pas pour autant à la datation de la Renaissance, car en milieu rural, les contreforts de ce type continuent d'être utilisés pendant plus de trois siècles. L'on en dénombre deux par angle, et un cinquième au nord. S'y ajoute un contrefort médian à l'ouest, à l'aplomb de la fenêtre Renaissance. Il s'arrête sous le larmier. Un deuxième larmier marque par ailleurs la base du pignon. Ces larmiers, les contreforts, le pourtour de la fenêtre et les rampants du pignon sont appareillés en pierre de taille. Le reste des murs est en petits moellons irréguliers, comme en haut du mur méridional et au nord, et ne montre pas de différence avec les murs romans. Le matériau bon marché est le reflet de l'économie de moyens, de même que l'absence de mouluration autour de la fenêtre. L'on avait en revanche couronné le pignon d'un Christ en croix en antéfixe, qui est encore visible sur les clichés anciens, mais a malheureusement disparu depuis. L'église de Brignancourt est loin d'être la seule à ne pas posséder une façade occidentale : Commeny, Longuesse, Magny-en-Vexin, Omerville et Le Perchay sont dans le même cas.
Le mur septentrional roman est bâti en moellons noyés dans un mortier, et dépourvu de corniche et de contreforts (les deux contreforts au début du mur gouttereau sont ceux de la Renaissance). L'angle nord-est est toutefois renforcé par un chaînage en pierre de taille. La seule fenêtre romane au nord de la nef s'ouvre sous un linteau monolithique échancré, sans claveaux simulés ni décor gravé. Dans son dépouillement, ce mur est plus authentique que son homologue au sud. En effet, le mur gouttereau sud de la nef est particulièrement hétéroclite et porte les traces de nombreux remaniements. Il est appareillé en gros moellons retaillés jusqu'aux deux tiers de sa hauteur. Plus haut, l'appareil est du même type qu'au nord. La première modification porta sur le portail, qui vint remplacer un portail plus simple au cours des années 1140. Vers la même époque, un contrefort de section carrée et assez bas fut appliqué contre le mur à l'emplacement du deuxième contrefort du début des années 1920. Puis, une lancette entourée d'un double ressaut chanfreiné fut percée au cours du dernier quart du XIIe siècle ou du premier quart du siècle suivant. Dans le contexte du projet du voûtement d'ogives, une fenêtre analogue à celle du mur occidental fut créée au milieu du mur. À l'instar du contrefort roman, il fut sacrifié au nom de l'harmonisation voulue par Ruprich-Robert. Potentiellement contemporaine de la fenêtre ou sinon plus récente est la corniche, qui se compose de deux larges bandeaux séparés par une fine moulure concave entre deux listels. Enfin, les deux contreforts  intermédiaires que l'on voit actuellement sont les produits de la restauration du début des années 1920 déjà signalés. Ils sont inspirés des contreforts du mur occidental. De la même époque date la petite baie romane à droite du portail, qui est, au mieux, une reconstitution à part entière, ou sinon, une invention de l'architecte. Par conséquent, les seuls éléments authentiquement romans sont le portail et les deux fenêtres hautes. Le linteau échancré de la première est gravé de lignes concentriques pour suggérer des claveaux, ainsi que de deux rangs de lignes brisées. Le linteau de la seconde est également à claveaux simulés, et porte une seule ligne brisée immédiatement au-dessus de la voussure. Ce décor gravé est la règle pour les baies romanes à linteau monolithique et à simple ébrasement, et s'observe aussi à Angy, Arthies, Omerville et Rhuis.

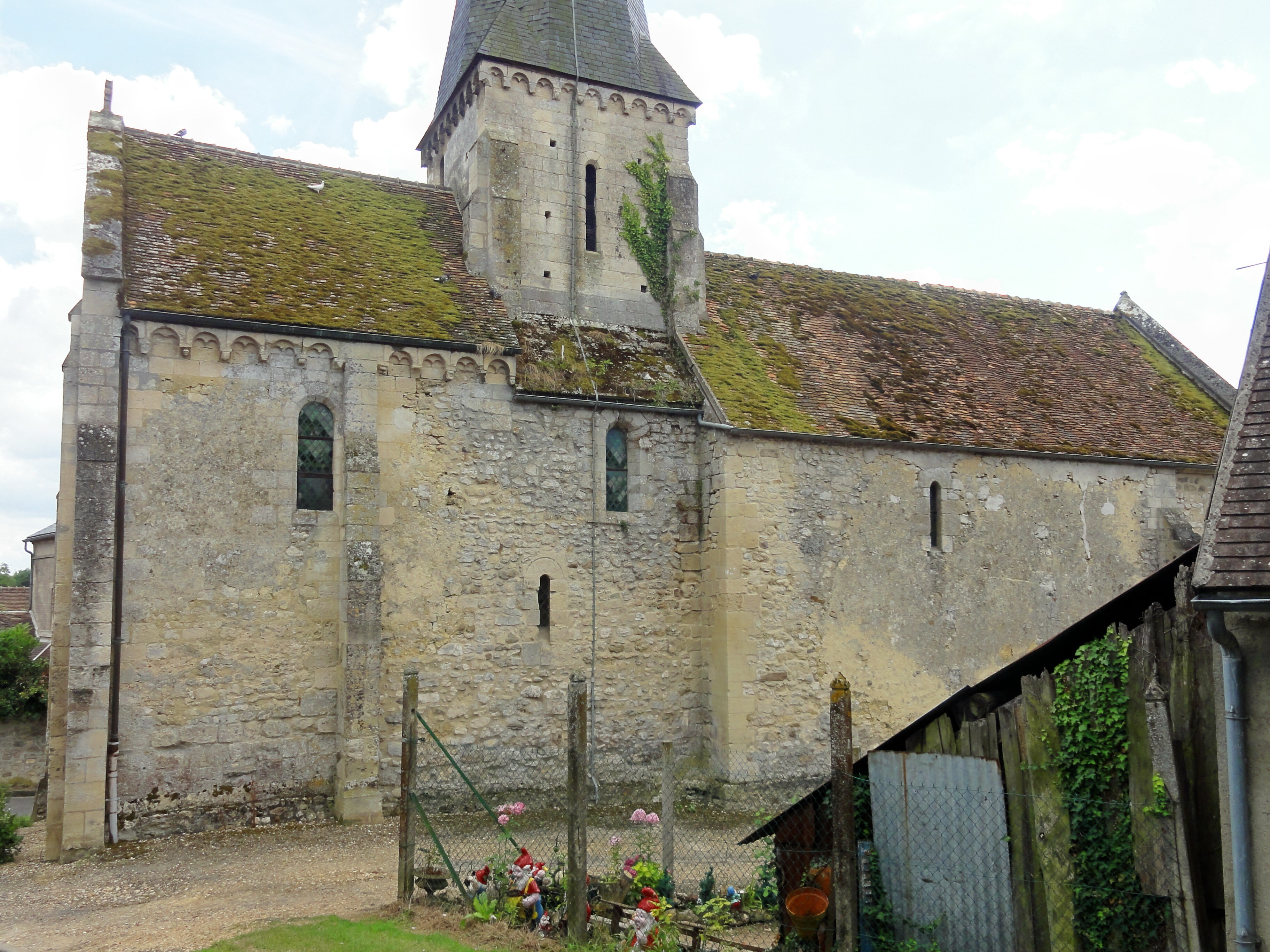
Vue générale depuis le nord.
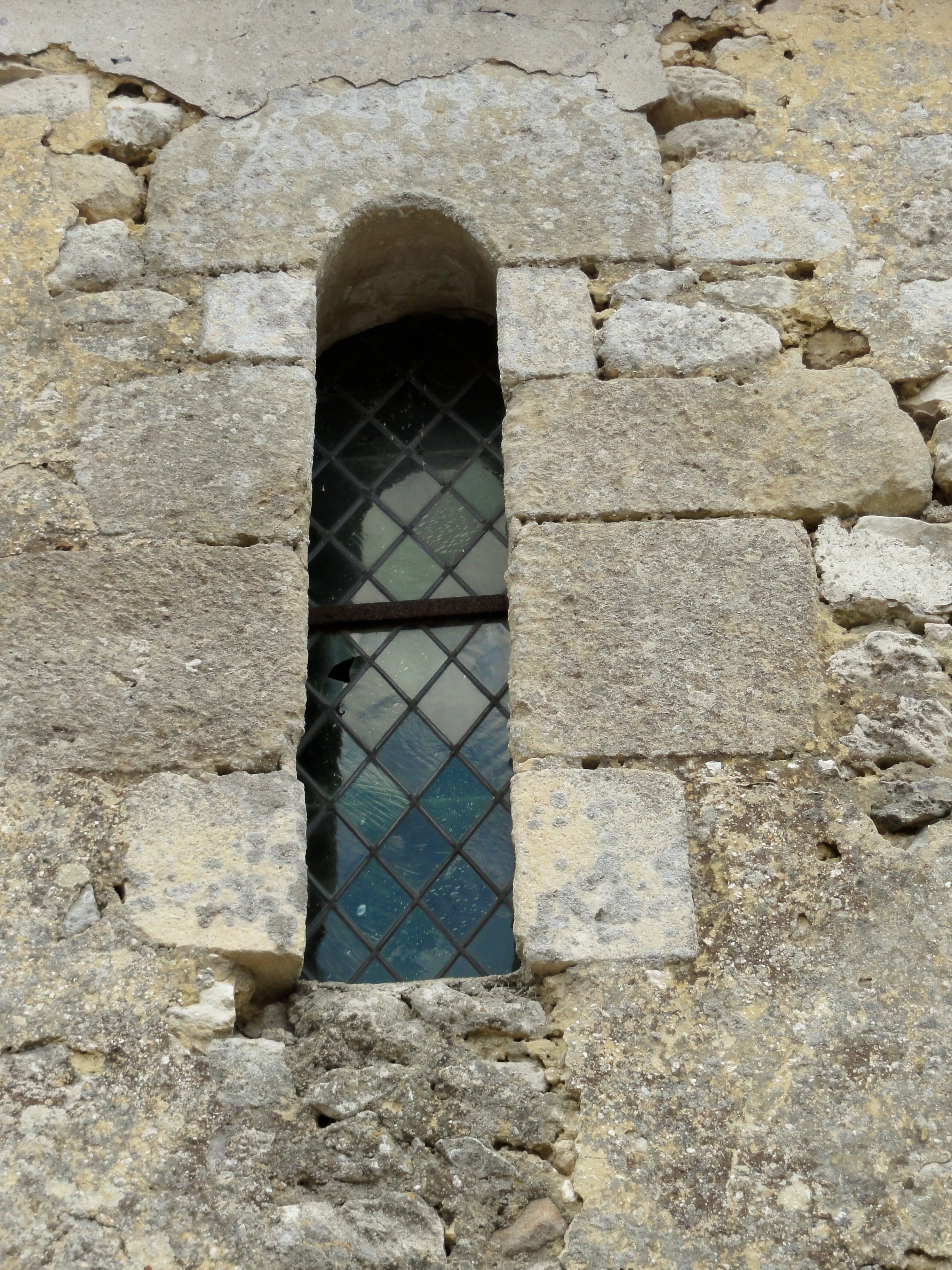
Fenêtre romane à linteau monotlithique au nord.
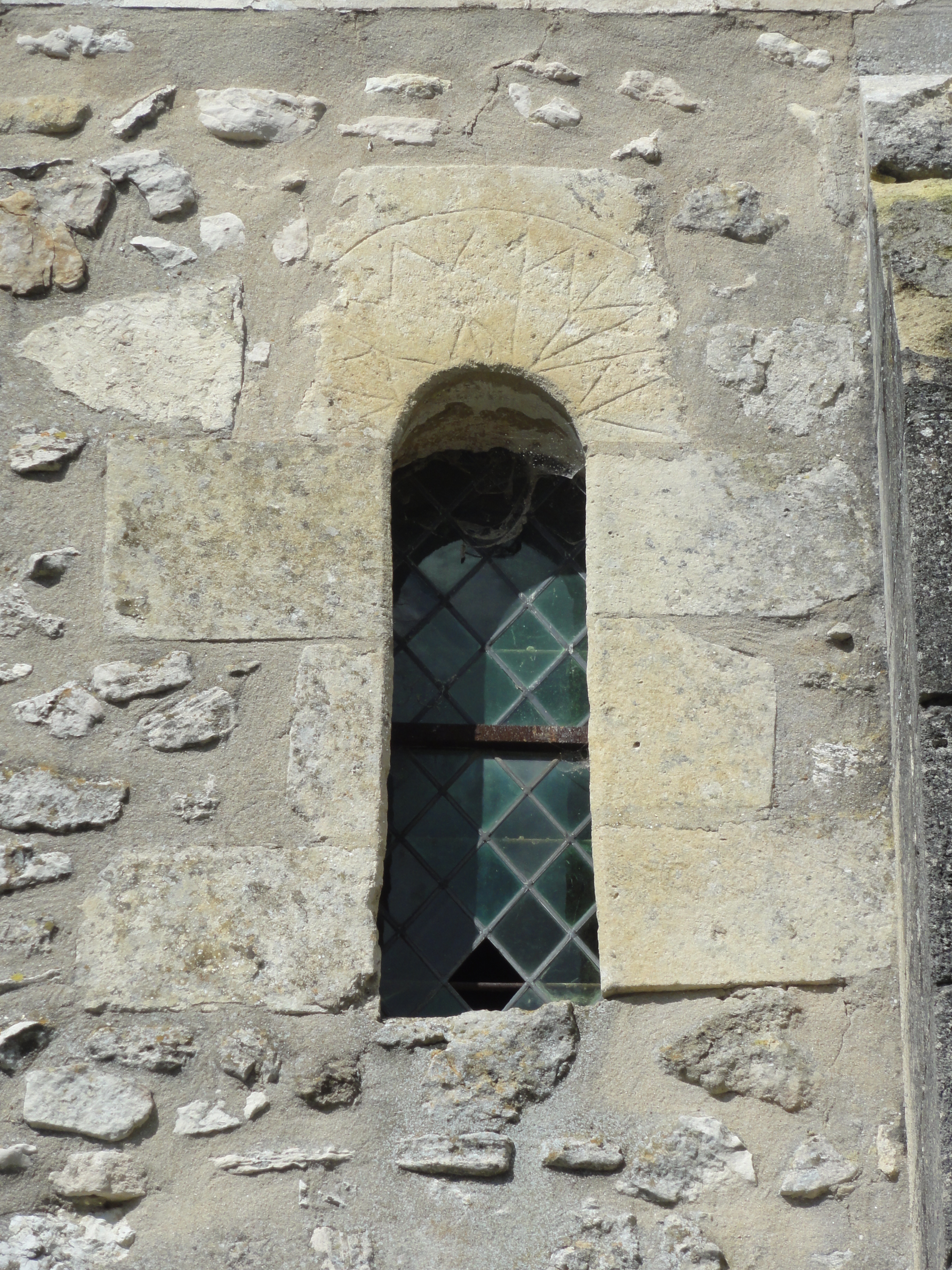
1re fenêtre romane à claveaux simulés au sud.
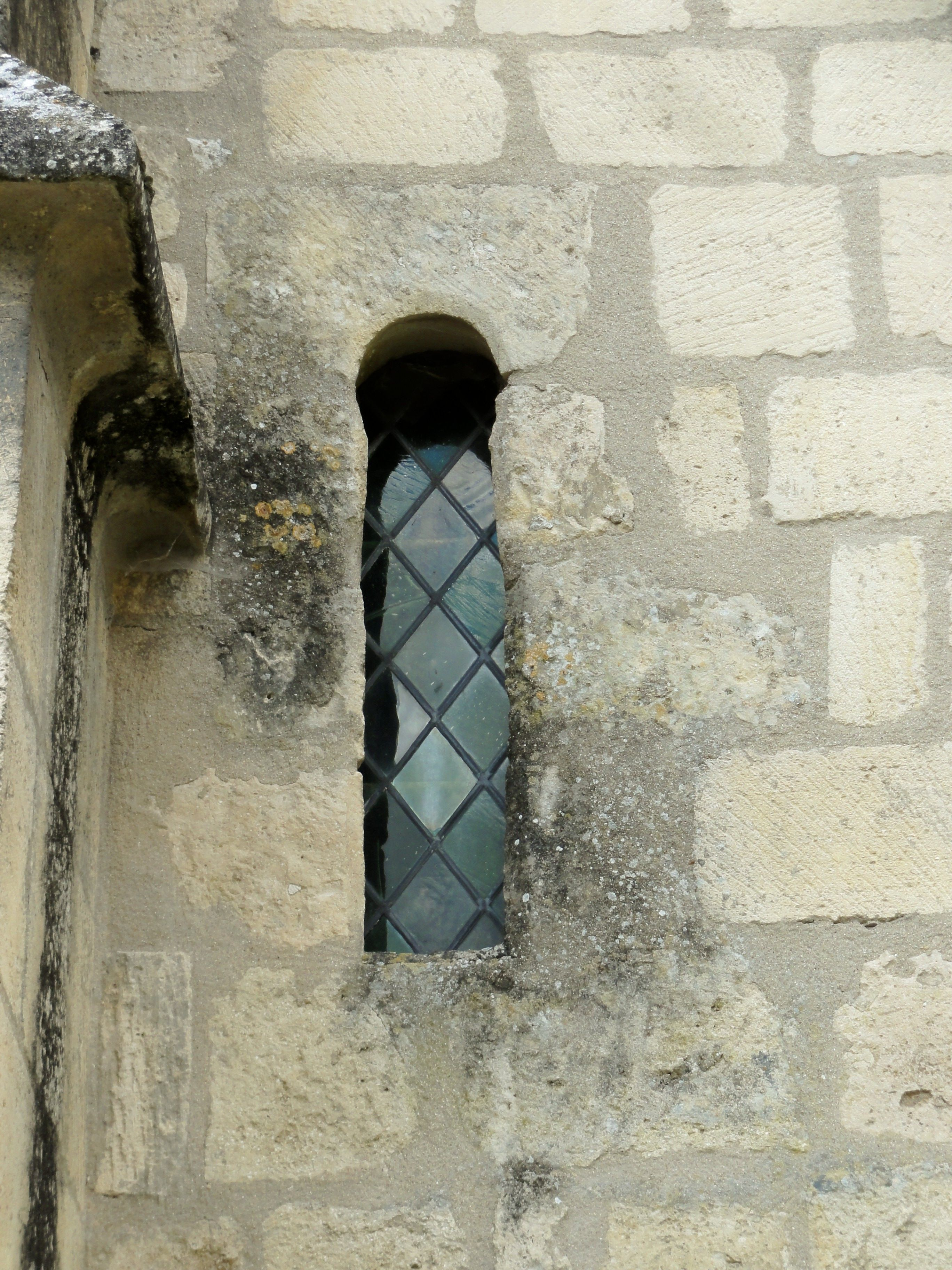
Fenêtre de facture romane des années 1920 au sud.
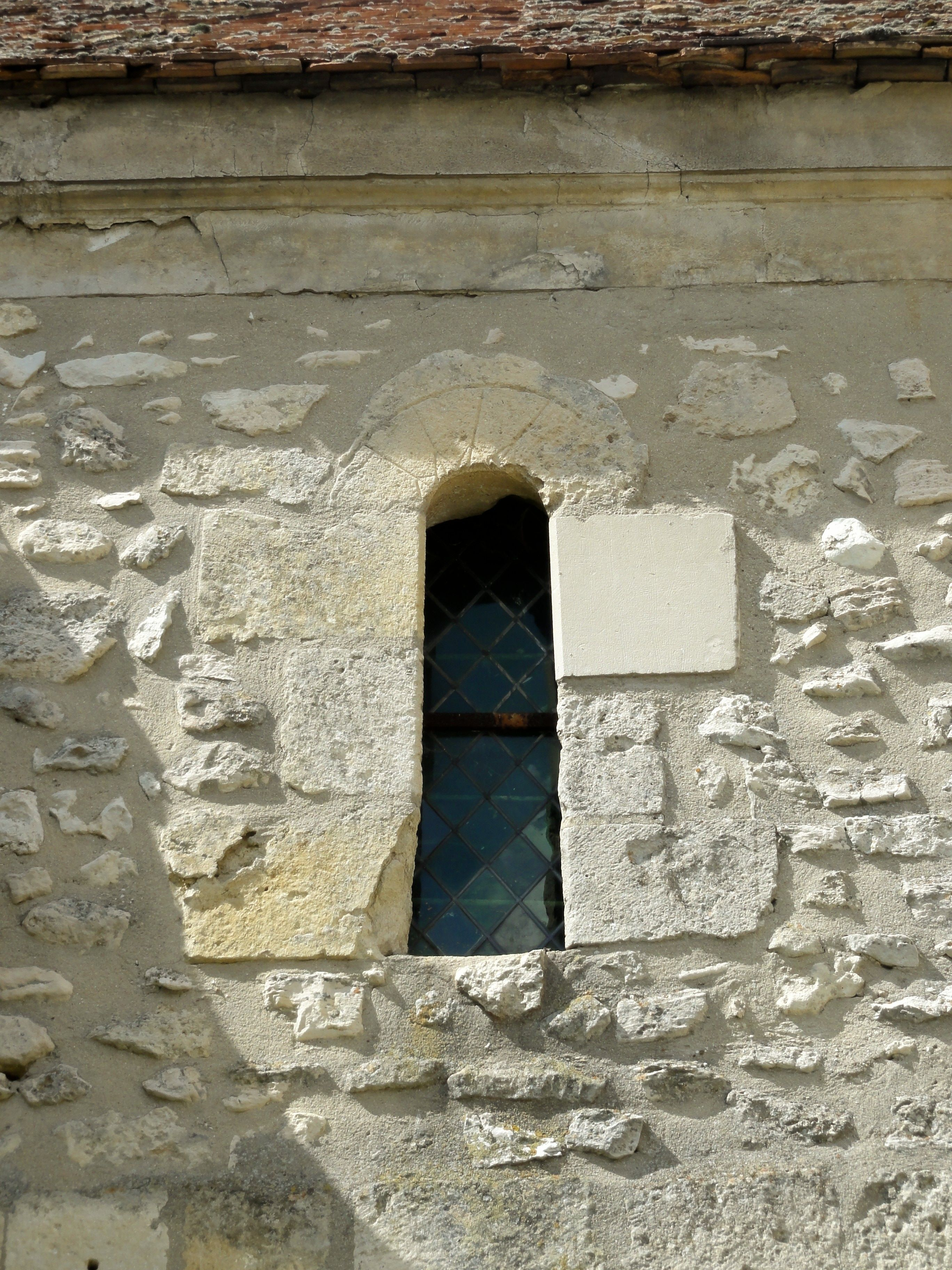
2e fenêtre romane à claveaux simulés au sud.
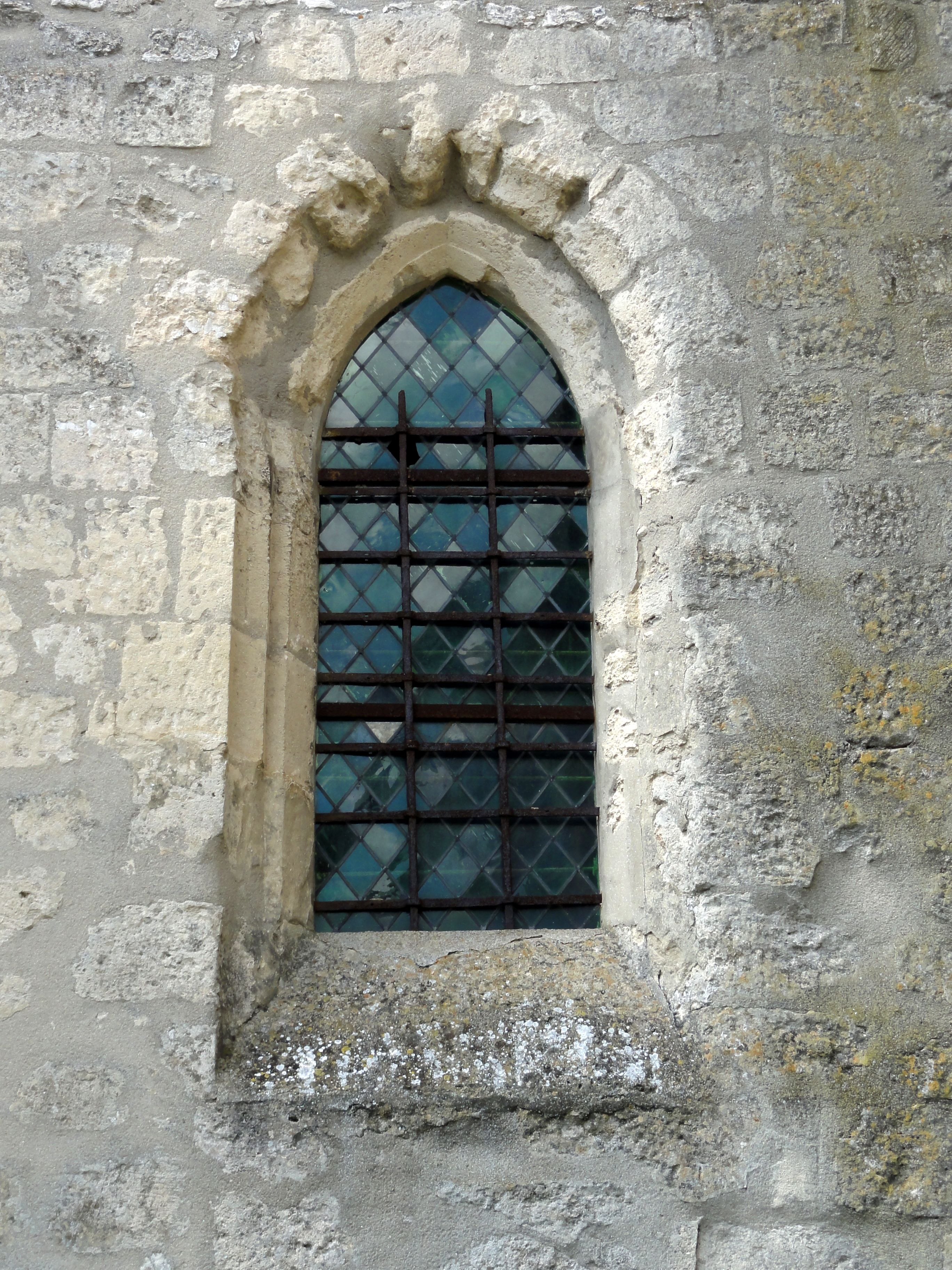
Lancette gothique à double ressaut chanfreiné.

#### Portail sud

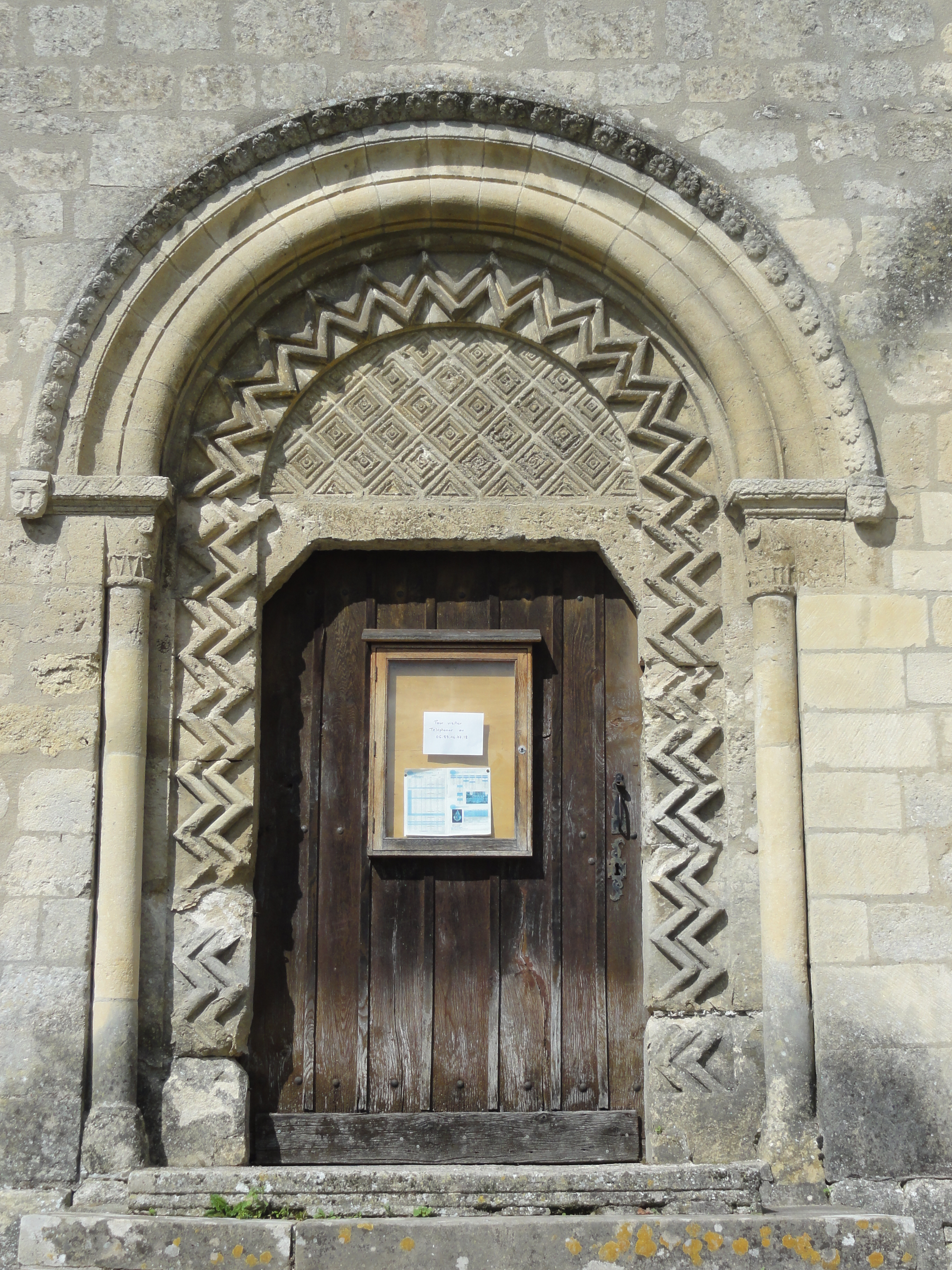
Portail latéral sud des années 1140.

Le portail représente sans conteste l'élément le plus remarquable de l'église. Sur un plan plus général, les portails et les clochers font la principale richesse de l'architecture romane du nord de l'Île-de-France, du Vexin français et du Beauvaisis, et bénéficient du plus grand soin, tandis que les autres parties restent très sobres. En l'occurrence, le clocher est loin d'atteindre le même niveau. Le portail de Brignancourt se caractérise par un tympan losangé ; une première archivolte sculpté de bâtons brisés, qui se continuent sans interruption sur les piédroits jusqu'au sol ; une deuxième archivolte mouluré d'un tore et d'une gorge et retombant sur les tailloirs de deux colonnettes à chapiteaux ; et un cordon de marguerites retombant sur deux mascarons qui jouxtent les tailloirs. Les églises Davron et Marquemont possèdent un portail presque identique, mais sans les mascarons. À Davron, la largeur est plus importante. À Marquemont, l'archivolte compte  un rang de bâtons brisés supplémentaire, et les piédroits sont flanqués de deux paires de colonnettes à chapiteaux. Les bâtons brisés se trouvent aussi à Lavilletertre, Lierville, sur l'ancien portail nord du Heaulme, sur le portail bouché du croisillon sud de Santeuil, au rond-point de l'abside de Chars, sur les baies du clocher de Courcelles-sur-Viosne, etc., sans citer les nombreux exemples en dehors du Vexin. L'archivolte inférieure du portail de Gouzangrez arbore des fleurettes aux pétales excavées. Autrement fréquentes sont les fleurs de violette. Les mascarons sont d'un type souvent utilisé pour soutenir les corniches. On en voit d'autres exemplaires sur le clocher et sur le chœur. D'une grande rareté est le tympan quadrillé, sculpté de carrés disposés en losange. Ces losanges sont formés par des boudins. Chacun inscrit un losange plus petit mais sinon analogue, et celui-ci, un losange plein garni d'un besant. Un quadrillage simple sans aucun décor sculpté s'observe encore à Cambronne-lès-Clermont, Épône, Jambville, Louvres, Nointel et Trumilly. À Épône, il n'est pas régulier et seulement gravé. Les tailloirs accusent une plate-bande décoré de bâtons brisés, ce qui est également rare, et trois baguettes, comme à Gouzangrez. Les deux chapiteaux ne se ressemblent qu'à la première vue. Celui de gauche affiche en bas une ligne brisé, et celui de droite, un rang de godrons. La partie haute de la corbeille est sculptée de feuilles plates et de volutes d'angle à gauche, et d'une palmette stylisée et d'une tête d'angle à droite. Les deux fûts en délit ajoutent une note d'élégance. Leurs bases sont mutilées,.

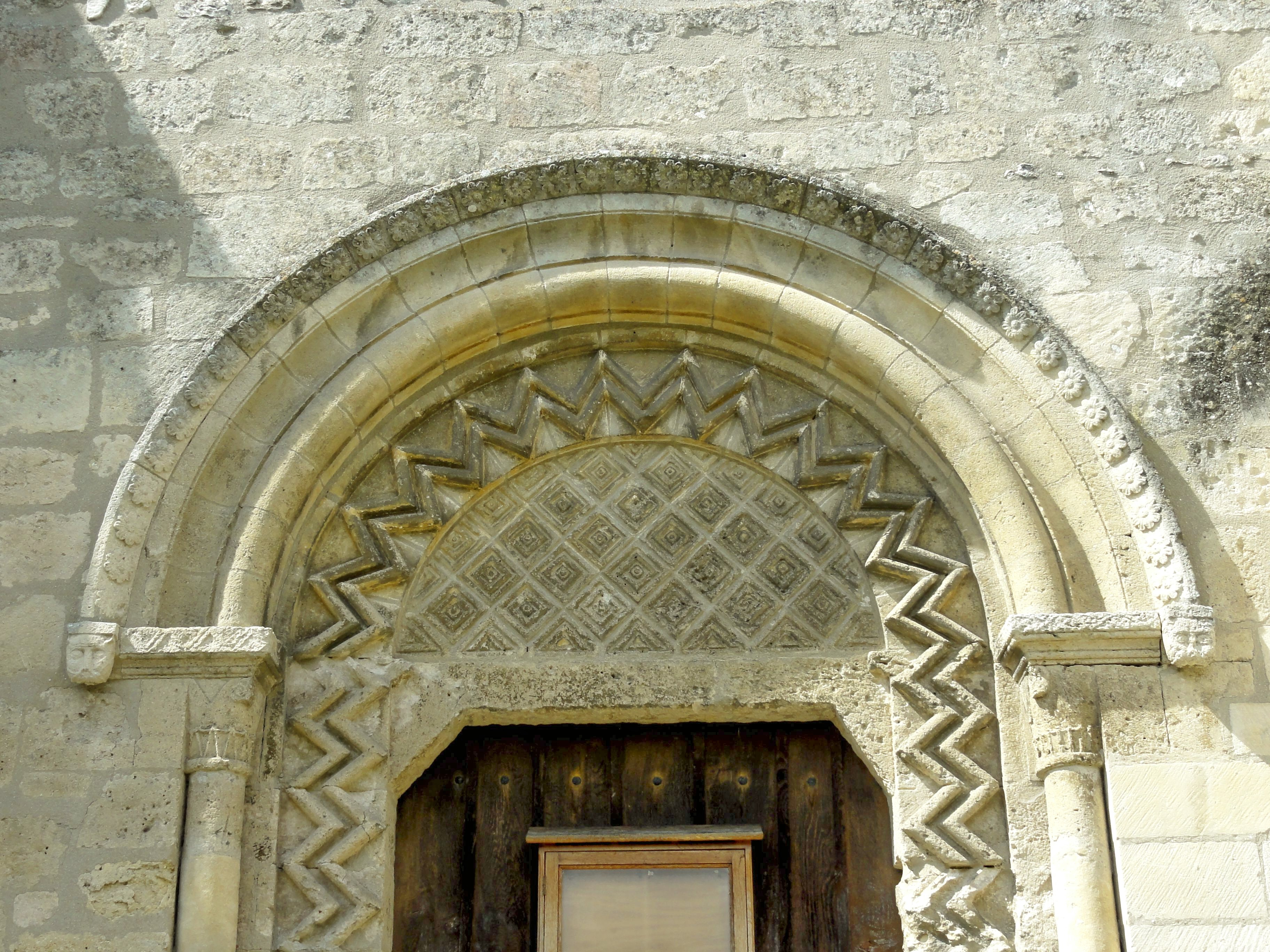
Archivolte et tympan du portail.
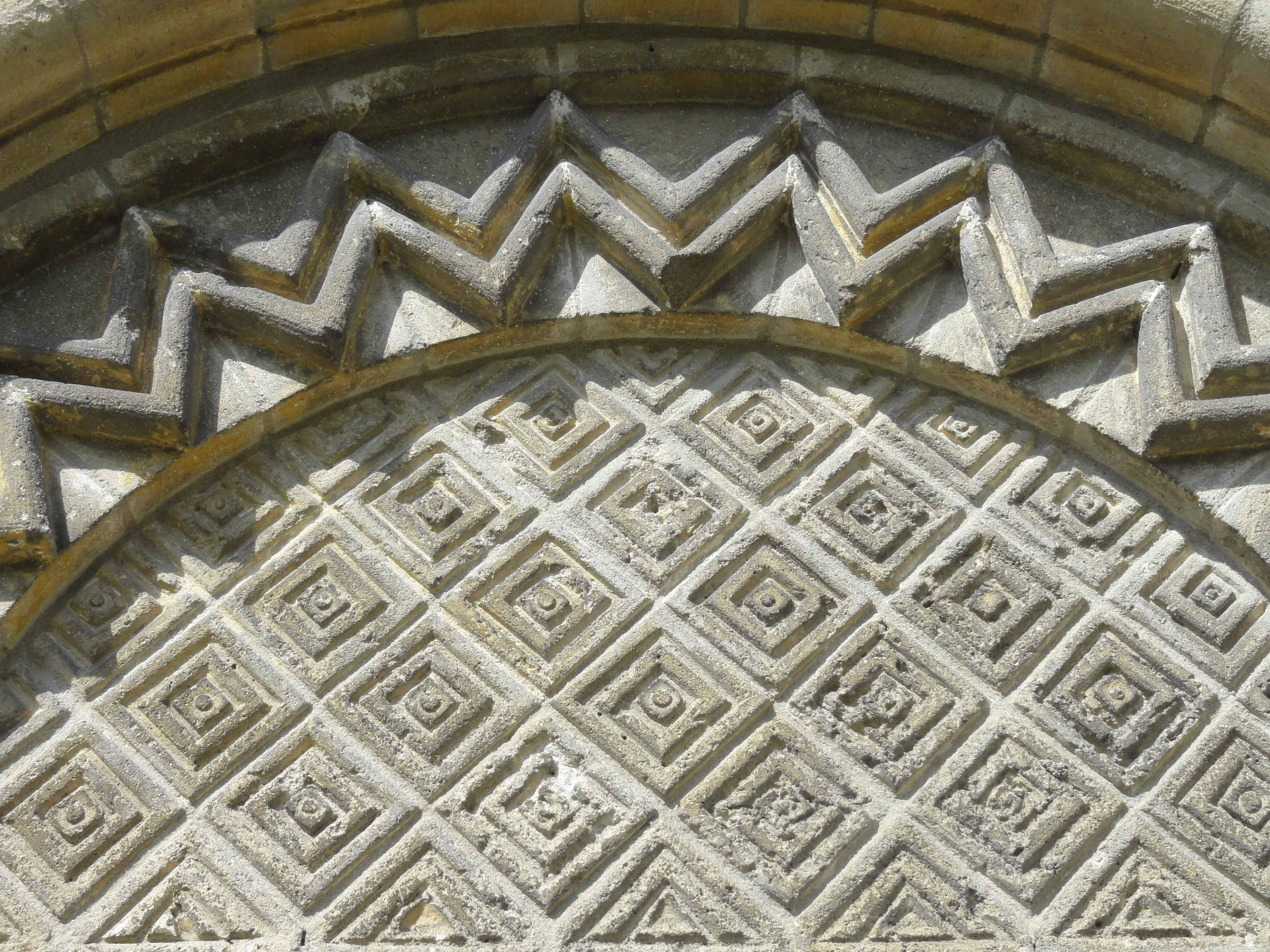
Tympan du portail et archivolte à bâtons brisés.
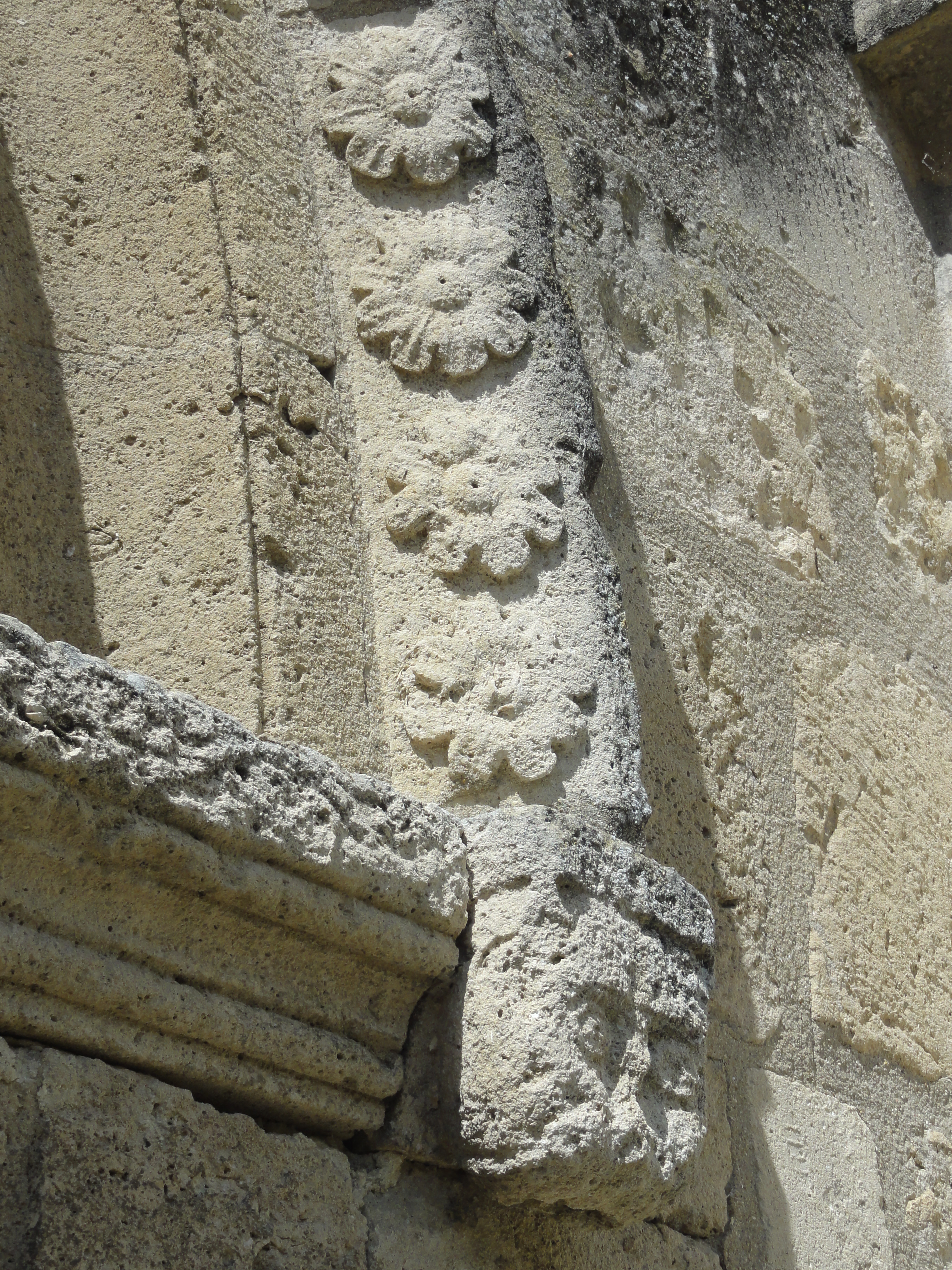
Cordons de marguerites et cul-de-lampe du portail.
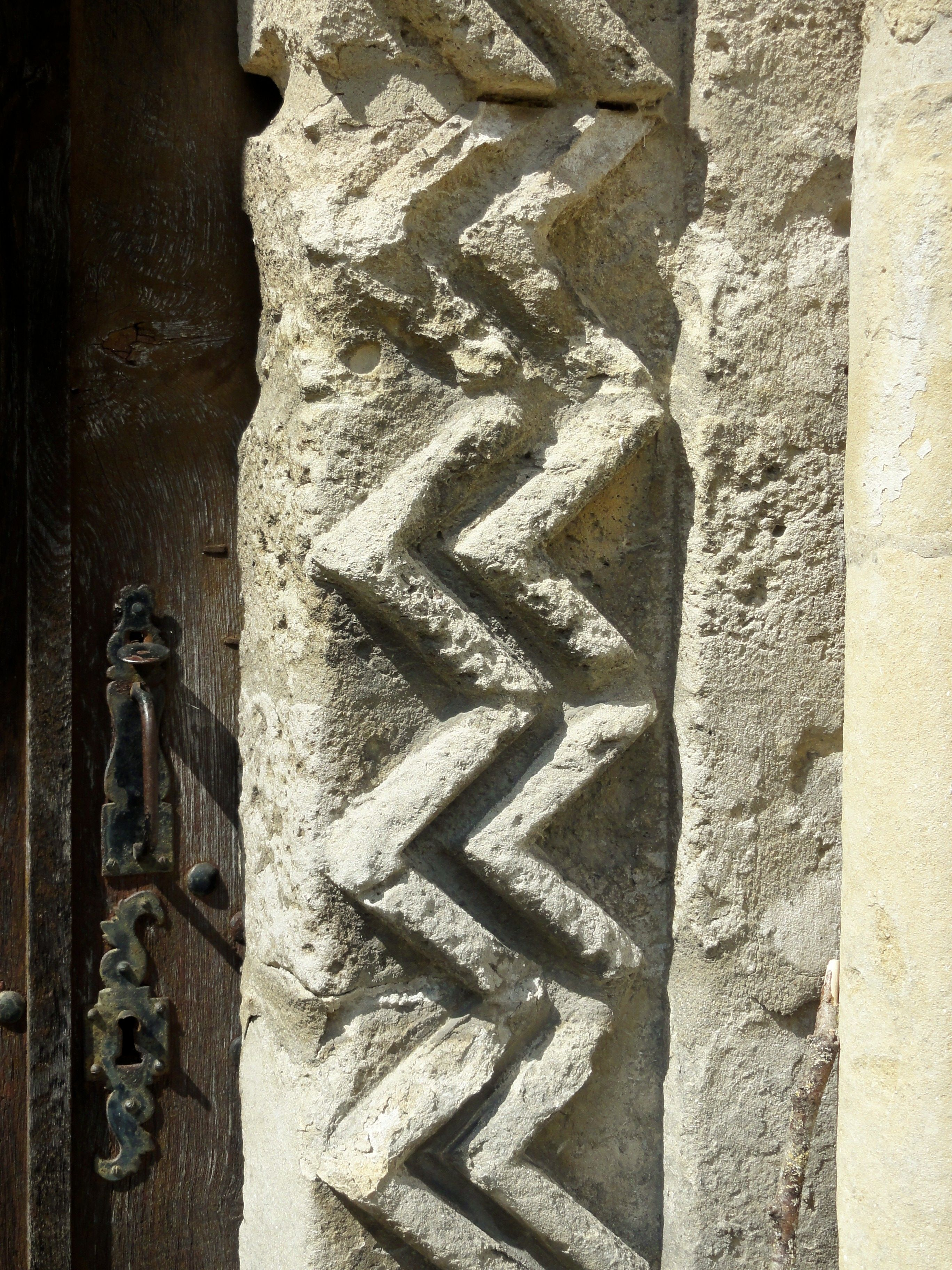
Bâtons brisés des piédroits.
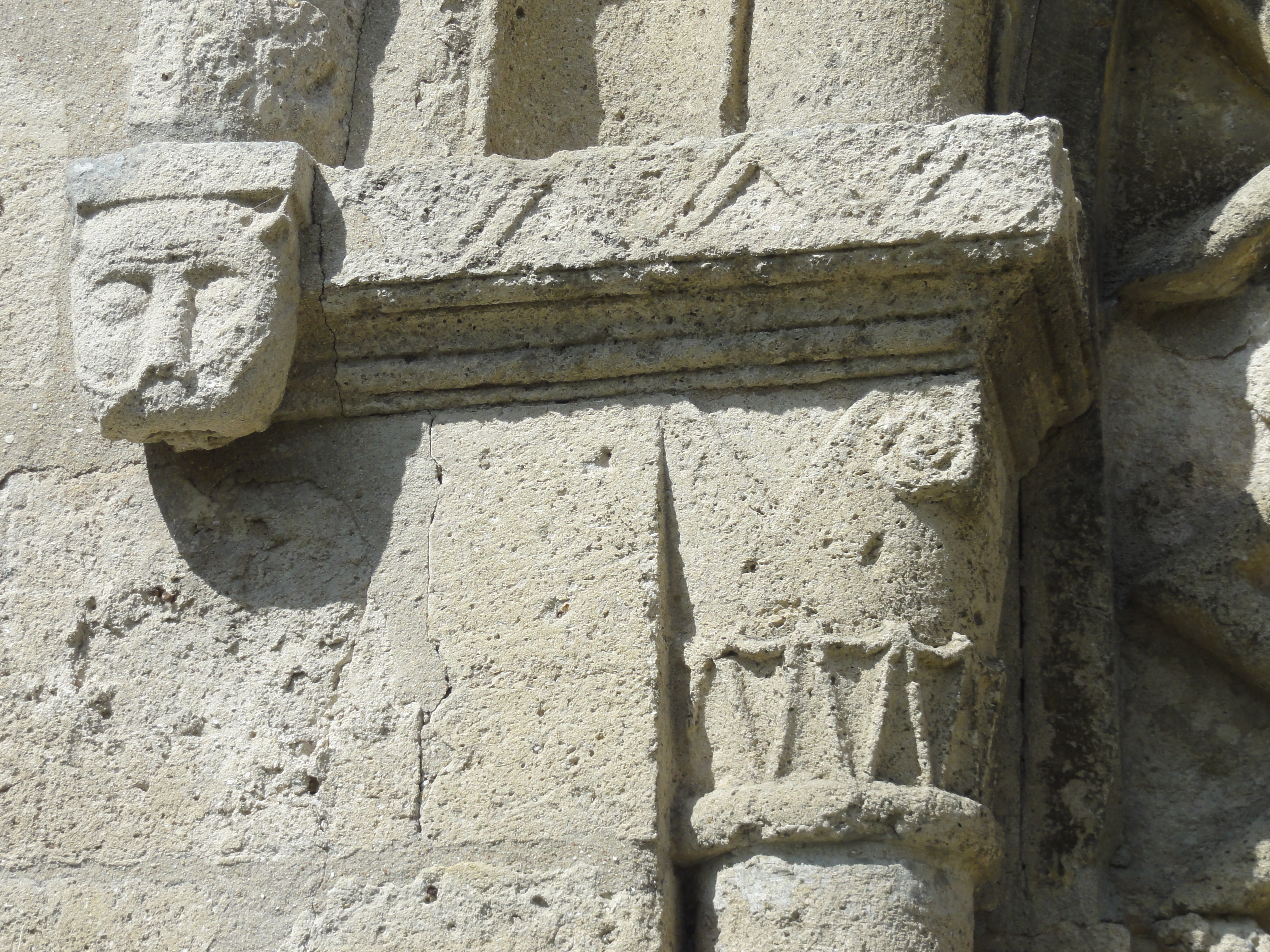
Chapiteau et mascaron à gauche du portail.
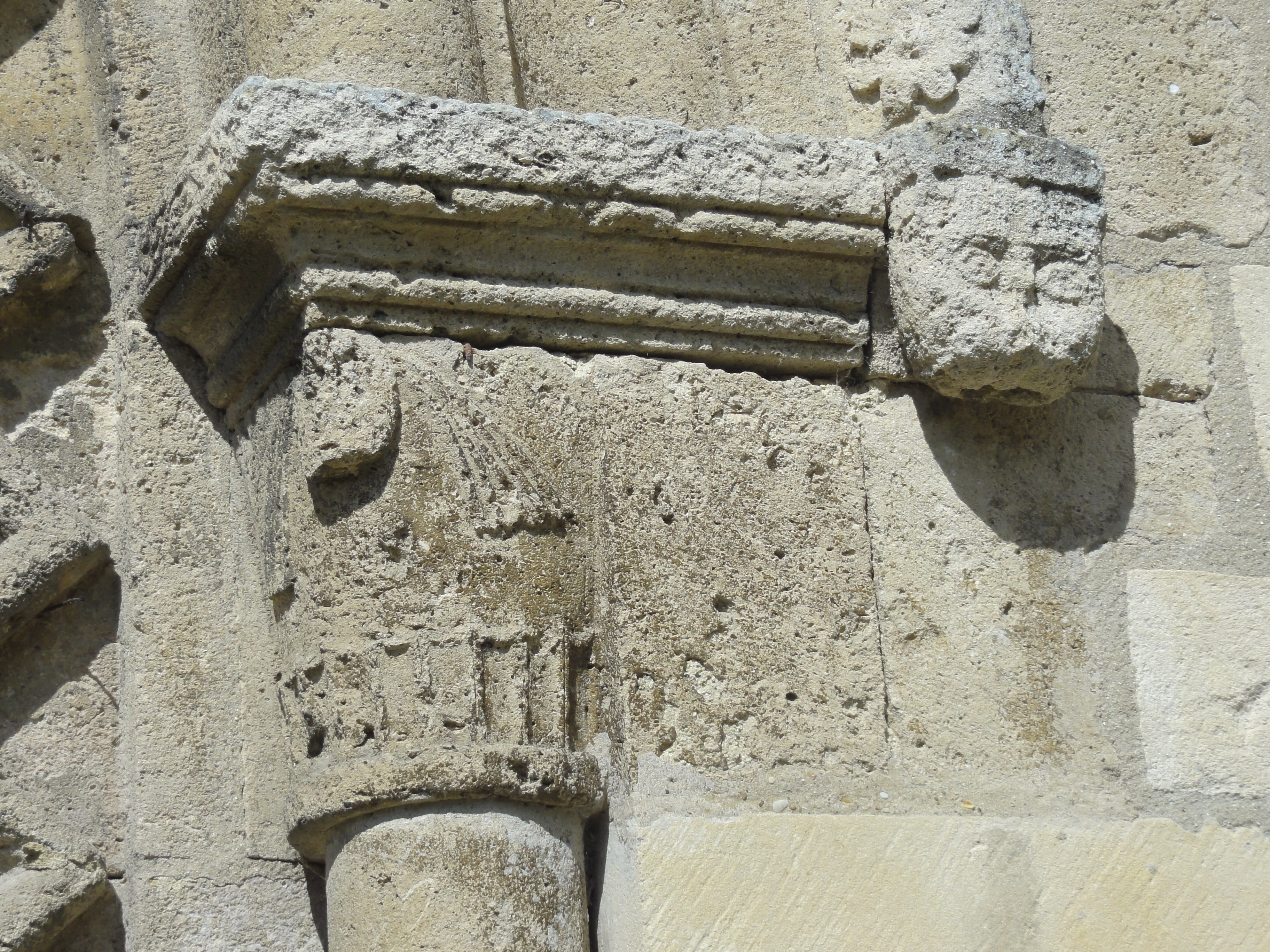
Chapiteau et mascaron à droite du portail.

#### Clocher

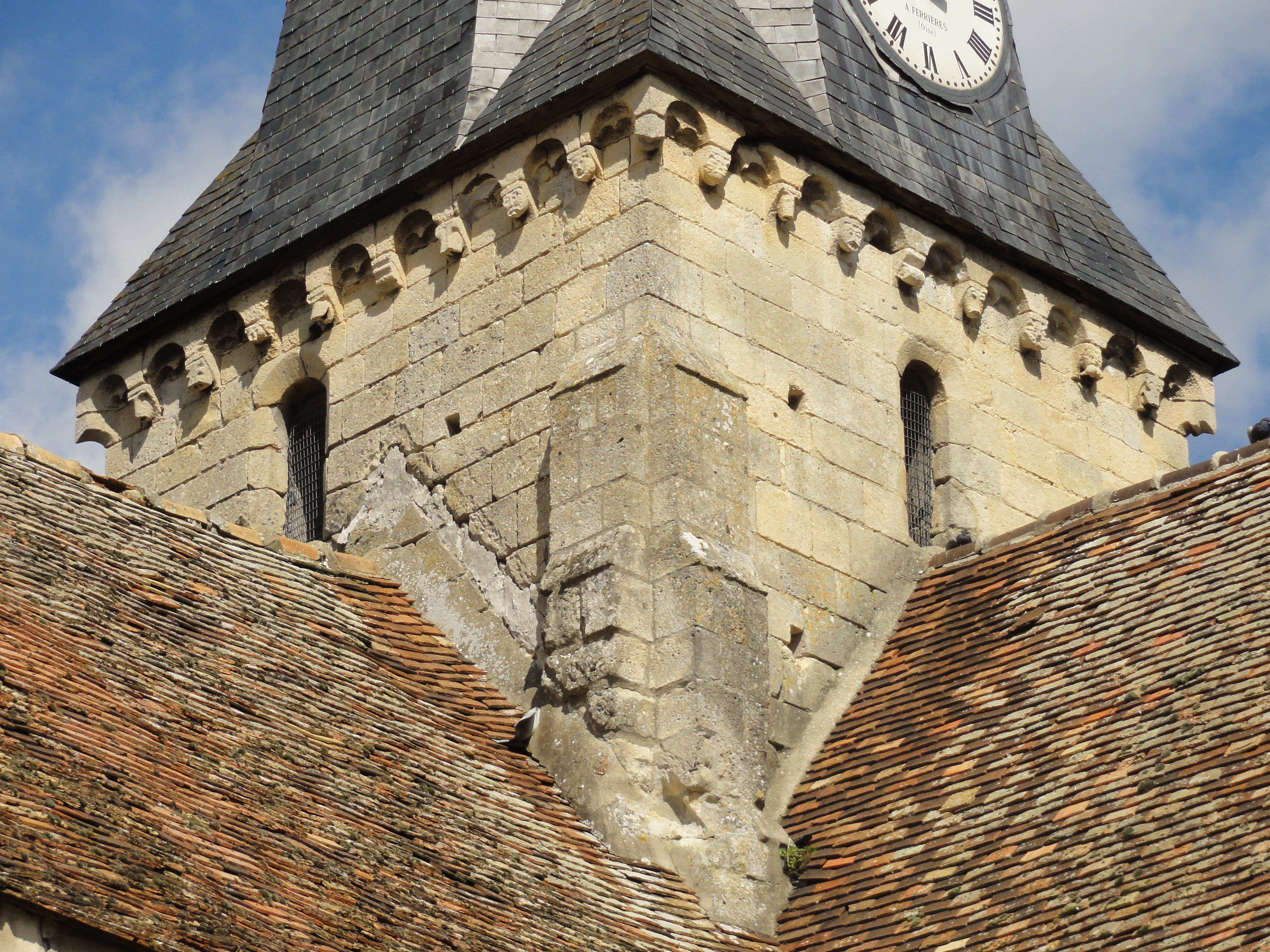
Vue depuis le sud-ouest.

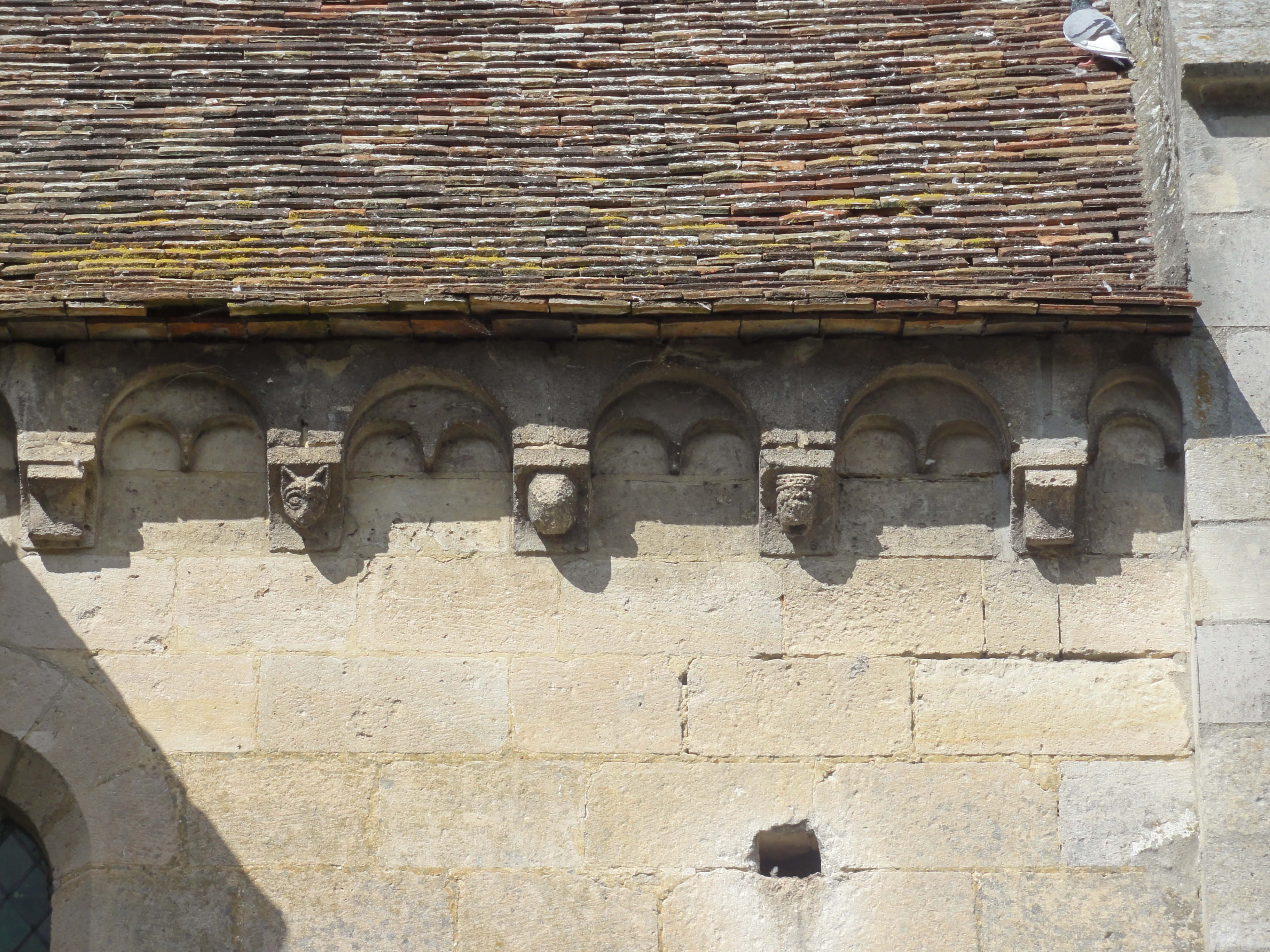
Corniche beauvaisine.

Le clocher est de plan carré, tandis que sa base est de plan barlong. Il ne compte qu'un unique étage. Au nord et au sud, les murs de la base du clocher ne se situent pas à l'aplomb des murs de l'étage, qui sont donc placés en encorbellement. C'est, si l'on veut, un défaut de conception, qui explique l'absence d'un étage de beffroi proprement dit, et aussi l'absence d'une flèche de pierre. Leur construction aurait posé de sérieux problèmes de stabilité. Pour cette raison, Pierre Coquelle classe la tour de Brignancort parmi les clochers incomplets, au même titre que Frémécourt, Fontenay-Saint-Père, Parnes et Senots. Ce n'est pas rare que les clochers romans restent libres d'un côté, voire des deux côtés, comme à Chamant, Courcelles-sur-Viosne, Gadancourt, Limay, Saint-Rieul de Louvres, Nesles-la-Vallée, Omerville et Saint-Vaast-de-Longmont. Mais dans ce cas, l'étage est construit directement au-dessus du rez-de-chaussée, ou celui-ci est flanqué de niches peu profondes au nord et au sud, comme à Auvillers. En l'occurrence, un glacis de pierre rachète l'écart entre les murs du côté nord, et du côté sud, la disposition devait être analogue avant la construction du croisillon.
L'étage du clocher de Brignancourt porte les caractéristiques d'un étage intermédiaire. Il est épaulé par des contreforts plats, alors que les étages de beffroi romans sont généralement munis de colonnettes d'angle dans le Vexin, et il n'est ajouré que d'une baie en plein cintre unique par face, qui est dénuée de toute décoration et nettement désaxée à l'ouest et à l'est. La baie du nord est plus haute, mais guère plus large qu'une meurtrière. Le clocher n'est pour autant pas fruste, car son étage se termine par une corniche beauvaisine de belle facture. Ce type de corniche se compose d'arcatures en plein cintre réséquées dans deux arcatures plus petites à faible relief, et reposant sur des corbeaux ou des modillons diversement sculptés. Elles sont répandues pendant le XIIe siècle, et tombent en désuétude au début du XIIIe siècle. Quelques autres exemples existent dans le Vexin, en dehors de l'ancien diocèse de Beauvais, dont le chœur de Wy-dit-Joli-Village, les absides d'Auvers-sur-Oise et Marines, et les clochers de Nesles-la-Vallée et Sarcelles. Jean Vergnet-Ruiz a démontré que la saillie de la corniche diminue au fur et à mesure pendant la période qu'elle fut d'usage. À Brignancourt, elle est encore importante, ce qui souligne le caractère roman du clocher,,.

#### Parties orientales

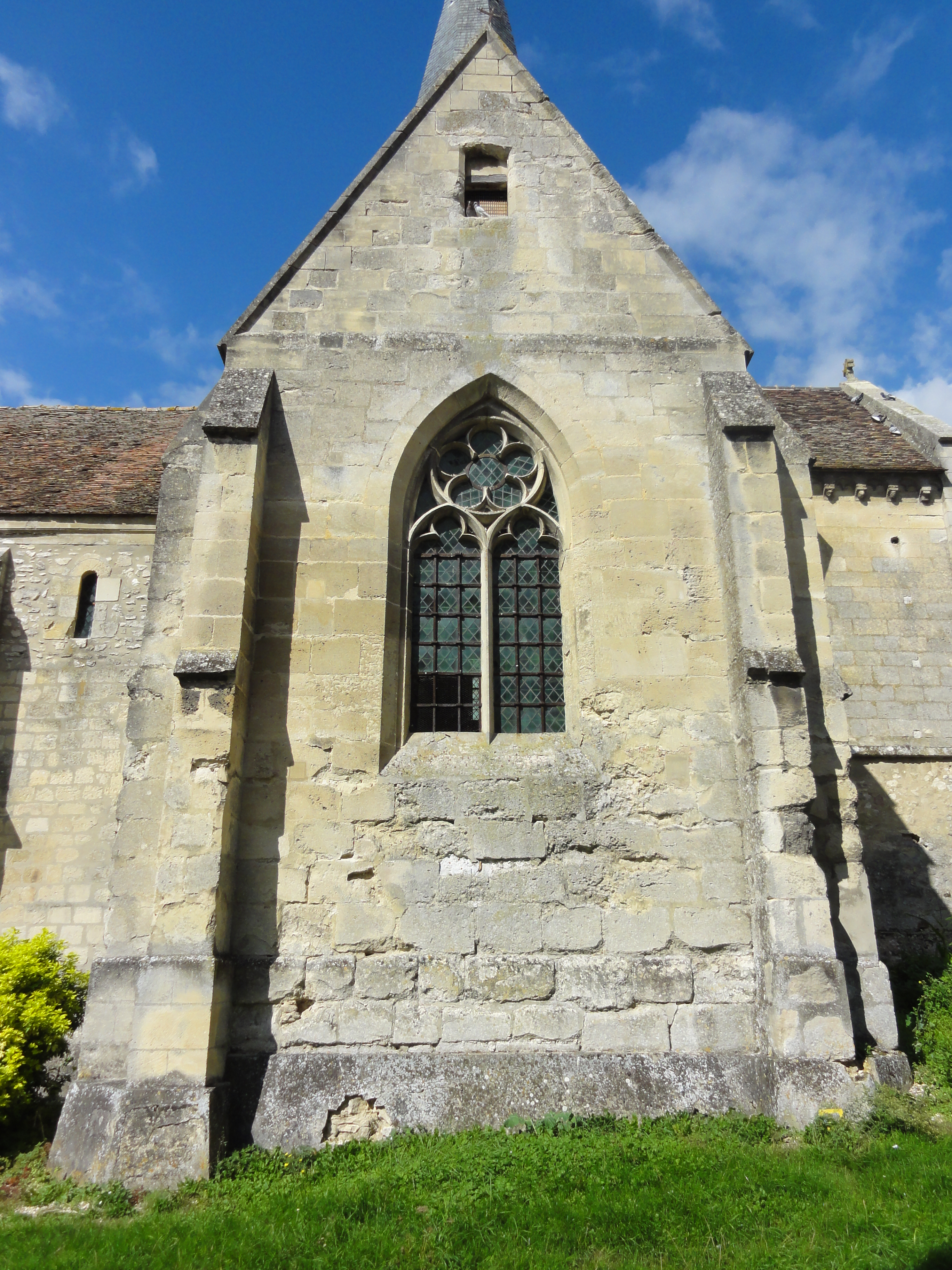
Croisillon sud.

C'est au nord que subsiste un mur de l'ancien chœur, qui devrait être plus ou moins contemporain de la nef, puisqu'il est percé d'une petite baie romane à simple ébrasement au linteau monolithique à claveaux simulés. Cette baie est toutefois située plus bas que ses trois homologues conservés de la nef. Elle est parfaitement axée entre l'angle rentrant entre nef et chœur et un contrefort plat roman, qui est situé nettement plus à l'est que la limite actuelle entre les deux travées du chœur. Le chœur primitive commençait donc par une travée carrée, qui était de dimensions comparables à celle de la deuxième travée actuelle. Lors de la reconstruction du chœur pendant les années 1140, l'on a exhaussé le mur existent, mais l'on n'a pas jugé nécessaire de contrebuter la base du nouveau clocher par des contreforts (au moins au nord). Le mur fut également prolongé vers l'est, et couronné d'une corniche beauvaisine analogue à celle du clocher, sauf en dessous du glacis qui sépare la base de l'étage du clocher.
L'on opta pour un chevet plat, qui a la préférence des architectes des XIIe et XIIIe siècles dans le Vexin (des absides à pans coupées voient toutefois le jour à Avernes, Gouzangrez, Grisy-les-Plâtres, Longuesse, Marines, Nesles-la-Vallée, Vaux-sur-Seine, Vétheuil et Us). À l'est, il est épaulé par des contreforts plats terminés par un court glacis, mais au nord et au sud, il est flanqué de contreforts légèrement plus saillants qui se retraitent une fois grâce à un fruit. C'est le type des contreforts du clocher. Le mur du chevet et le mur méridional de la seconde travée du chœur sont appareillés en pierre de taille. La baie d'axe, légèrement plus large que les baies latérales et aussi en plein cintre, est modestement décorée par un bandeau doublement biseauté en forme de sourcil. Au sud, le mur est également couronné d'une corniche beauvaisine, et scandé par un larmier qui est également présent sur la cage d'escalier, et qui devrait remonter à la période de construction de la piscine liturgique. Ensuite, pour éviter toute rupture de style, l'architecte de la tourelle d'escalier adopta le même larmier et une corniche beauvaisine, qui n'est toutefois qu'une imitation maladroite des modèles fournis par le clocher et par les murs gouttereaux du chœur. Quant au croisillon, il est également appareillé en pierre de taille, et ses angles sont cantonnés de contreforts scandés par un larmier et amortis par un glacis formant larmier, qui reflètent le style du XIIIe siècle. La grande baie au remplage rayonnant a déjà été signalée. À l'ouest, le petit portail latéral devrait être plus ancien. Par son linteau monolithique et son arc de décharge en plein cintre, elle ressemble à la porte de l'armoire murale dans la deuxième travée du chœur. La présence de cette porte romane dans une structure que l'on suppose dater du début XIVe siècle n'est pas expliquée par les auteurs,.

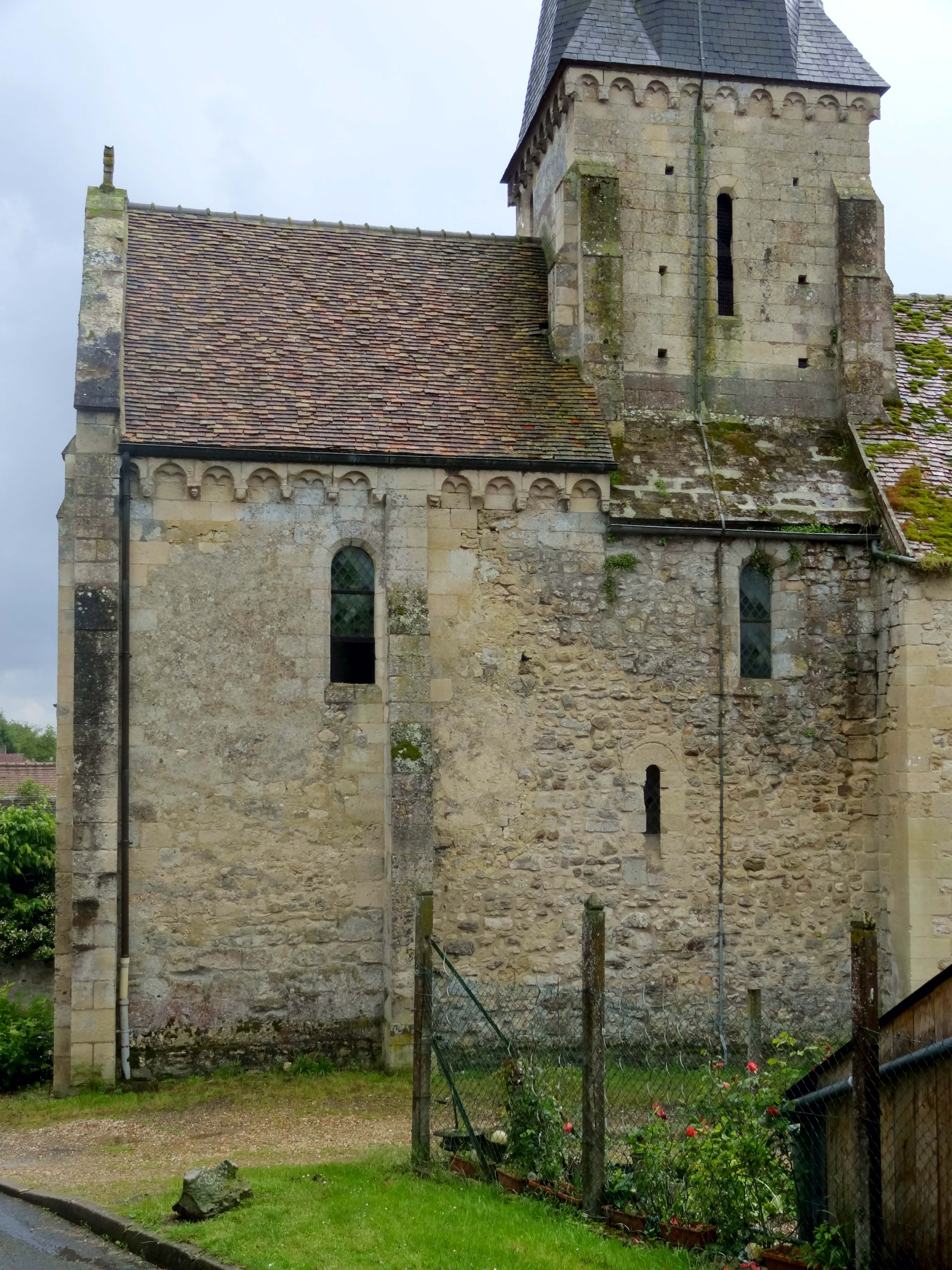
Chœur, côté nord.
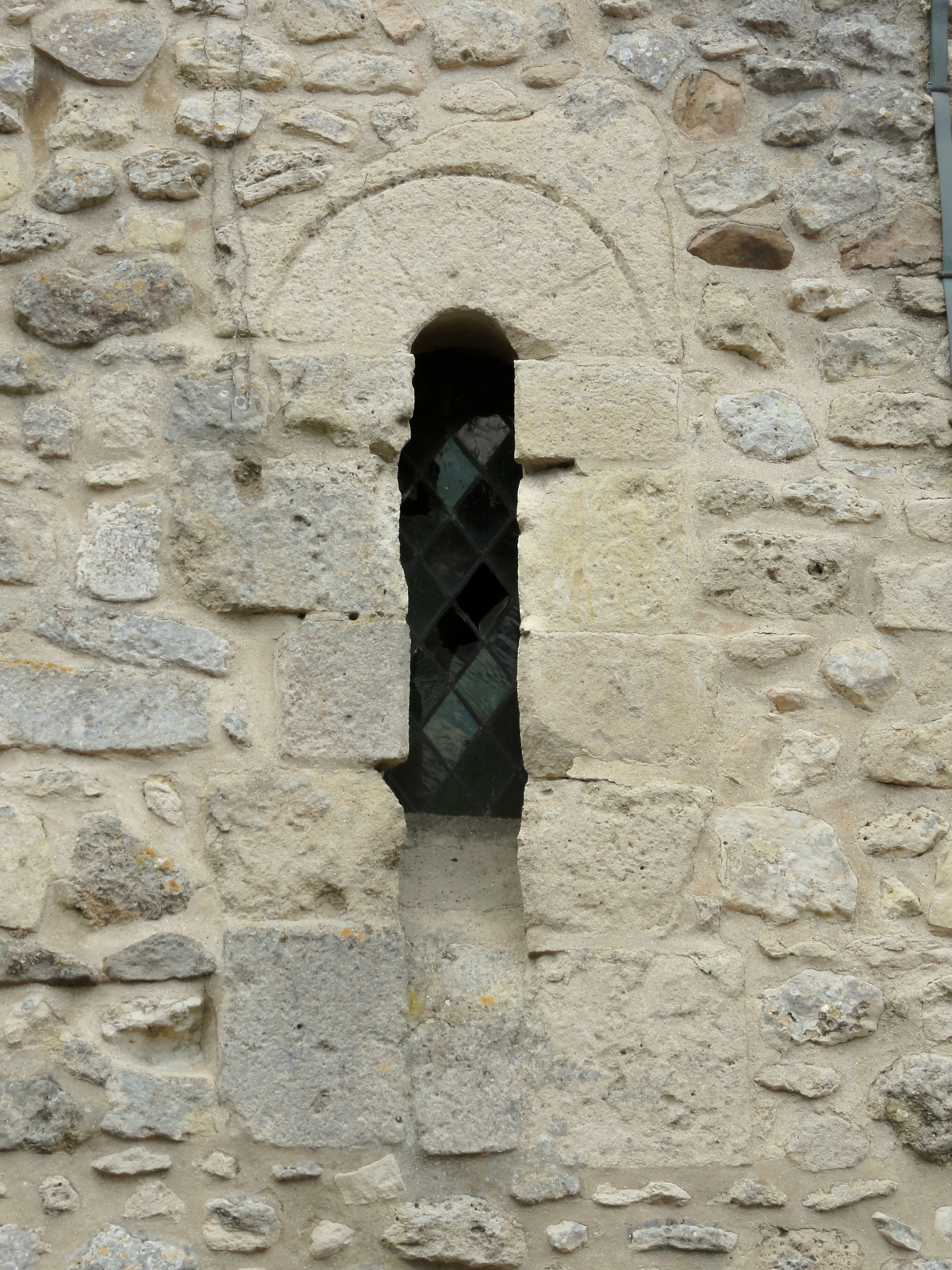
Baie romane au nord.
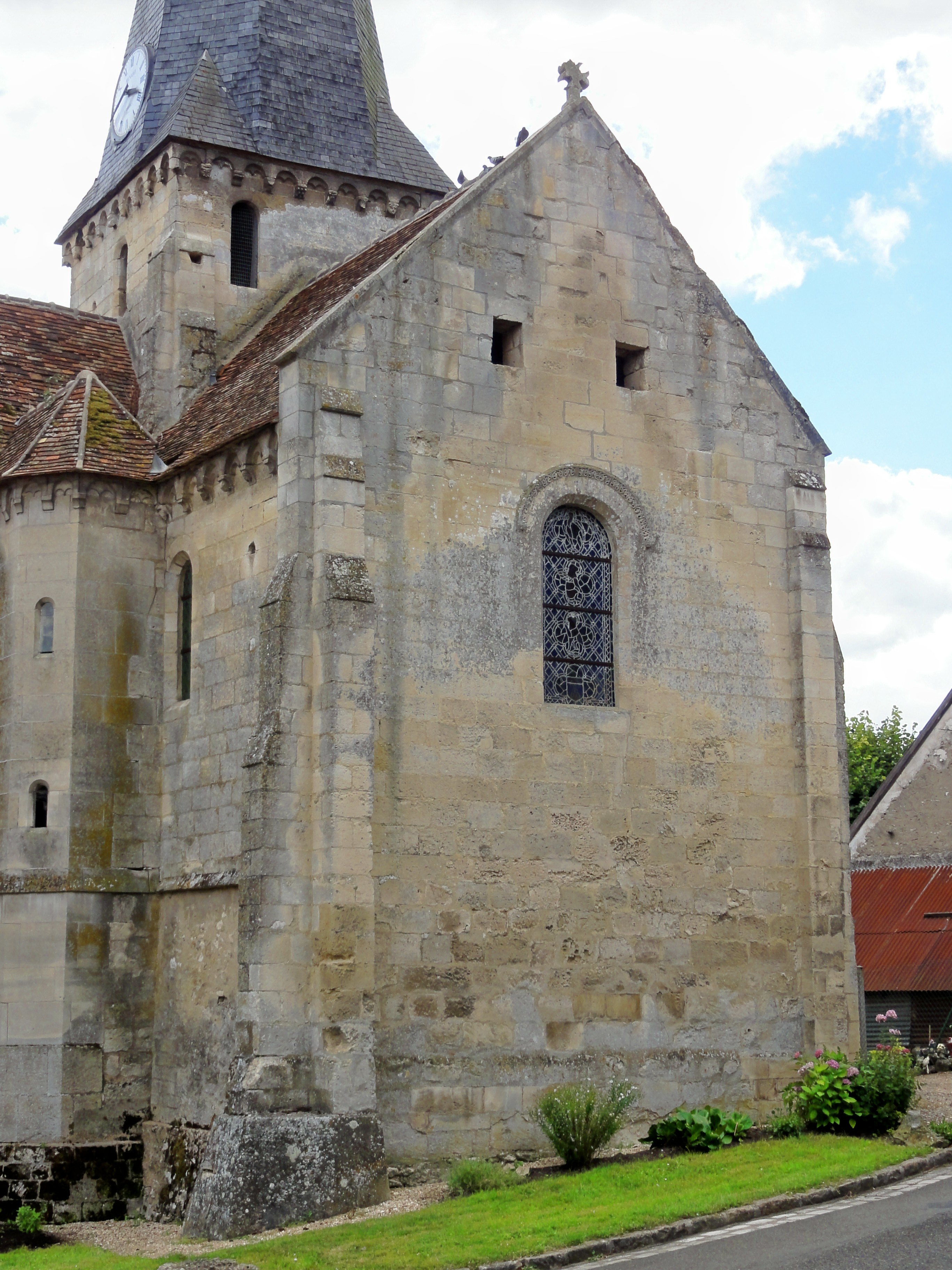
Chevet.
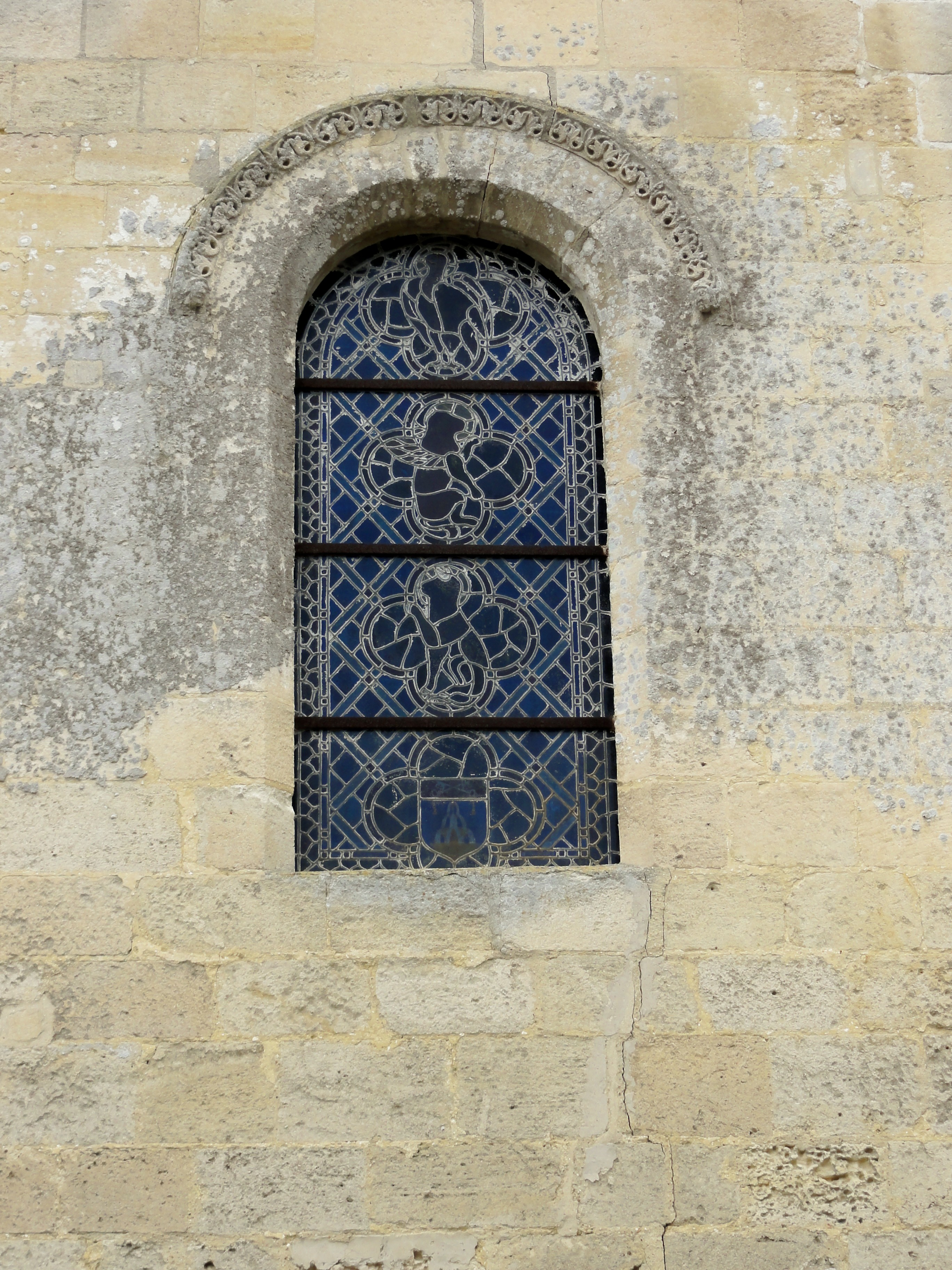
Baie d'axe.
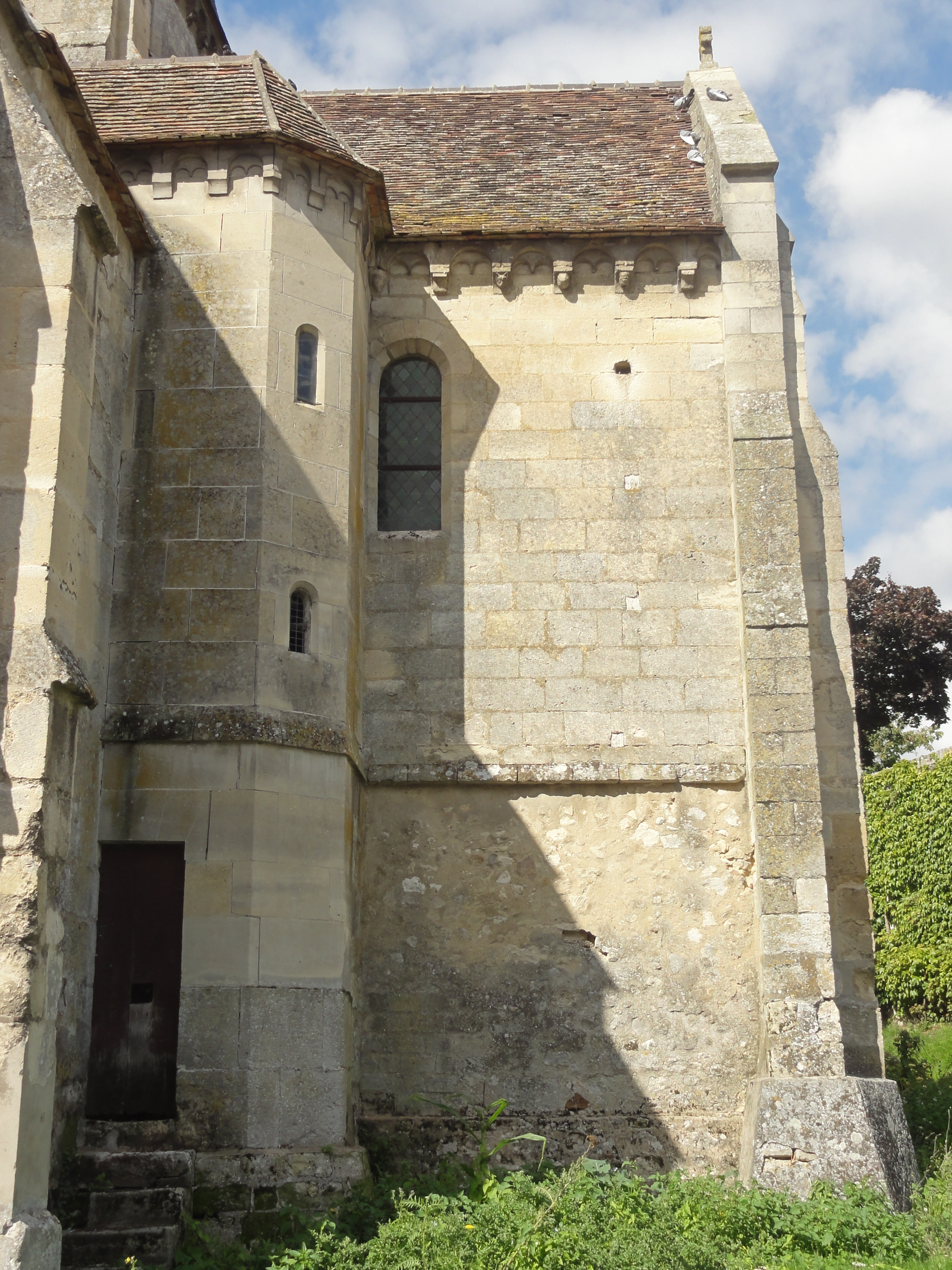
Chœur, côté sud.
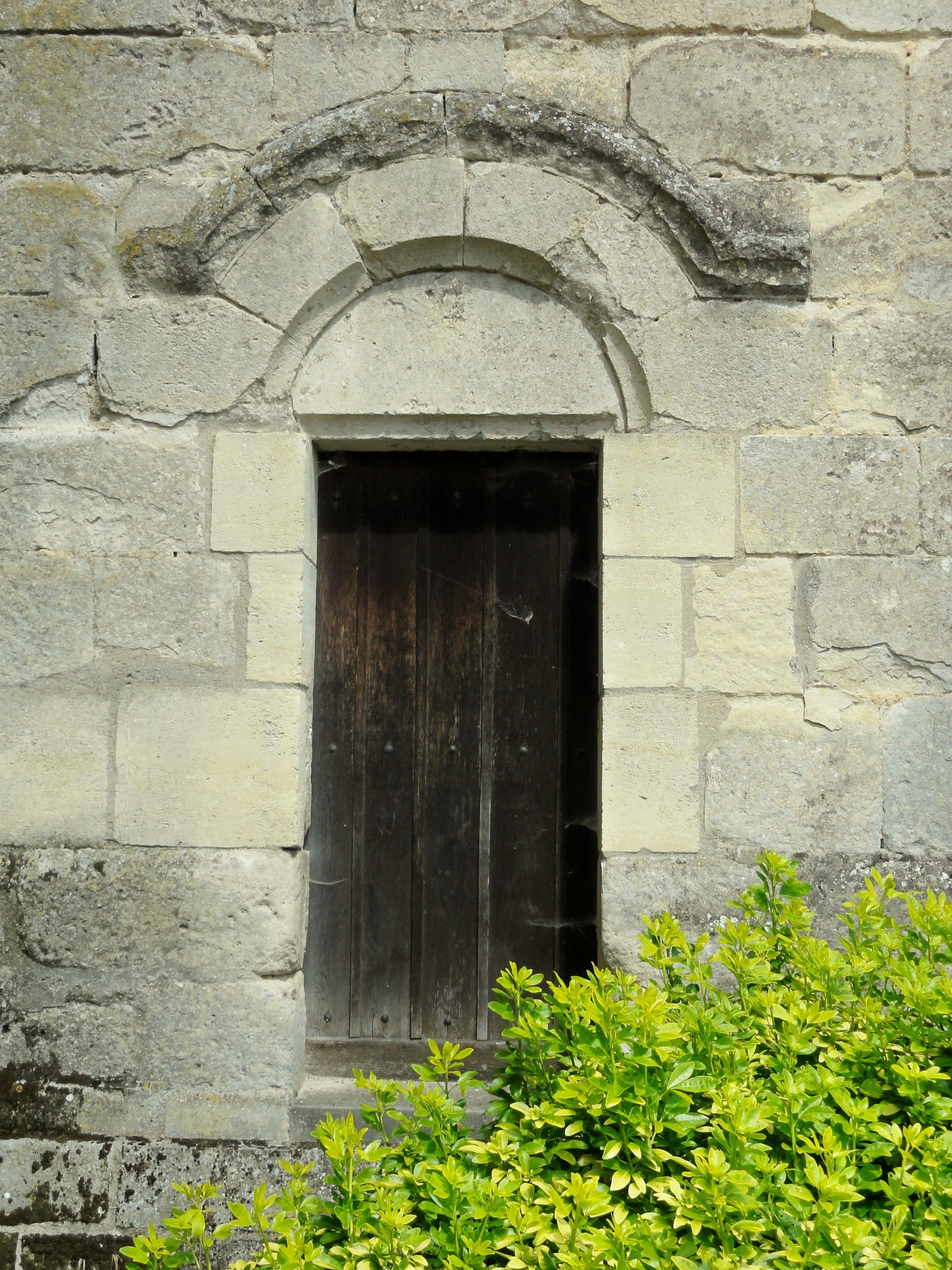
Croisillon, porte romane.

## Mobilier
Parmi le mobilier de l'église, quatre éléments sont classés au titre objet, à savoir deux statues, une dalle funéraire et la cloche.
- La statue en pierre polychrome d'un saint évêque mesure 94 cm de hauteur, et date du XIVe siècle. Les doigts de sa main gauche sont formés pour tenir une crosse épiscopale, qui s'est perdue sans être remplacée. Le saint bénissait avec sa main droite, qui est mutilée. En revanche, la polychromie ancienne est bien conservée. L'absence d'attribut ne permet pas l'identification. L'œuvre est classée depuis mars 1966[16].
- La statue en pierre polychrome de la Vierge à l'Enfant mesure 125 cm de hauteur, et date du XIVe siècle. La Vierge se tient debout, dans une posture légèrement déhanchée. Elle est couronnée, et porte les cheveux ouverts. Elle tenait un objet dans sa main droite, peut-être une fleur de lys comme symbole de la pureté, et porte l'Enfant Jésus sur son bras gauche. La mère et l'Enfant se regardent mutuellement. Le petit Jésus joue avec un oiseau, la colombe du Saint-Esprit. Le classement de la Vierge remonte à novembre 1908[17]. Elle a été restaurée depuis.
- Le groupe sculpté en bois représentant saint Pierre et l'ange qui le libéra de sa captivité fait référence au vocable particulier de l'église. L'Apôtre est souffrant : il se courbe de douleur, se tient le flanc par sa main droite, et incline sa tête aux yeux mi-clos. L'un des liens est encore accroché à sa cheville gauche. Dans sa main gauche, il porte encore un roseau, qui avait servi à le battre, et est notamment l'un des Arma Christi (instruments de la Passion du Christ). L'ange dépasse assez curieusement saint Pierre en grandeur. Il le soutient sous son bras gauche. Les églises de Condécourt et Vaux-sur-Seine, qui sont également dédiées à Saint-Pierre-aux-Liens, ne possèdent pas une telle sculpture. Elle n'est pas encore classée à ce jour.
- La dalle funéraire à effigies gravées d'un seigneur et de sa femme, de grandes dimensions, est scellée dans le sol de l'allée centrale de la nef, face au chœur, les yeux regardant vers l'ouest. L'usure a effacé la plus grande partie du dessin, et rendue l'épitaphe illisible. L'on ignore donc l'identité des défunts, ainsi que les dates de leur décès. La dalle est datée du XIIIe siècle, et classée depuis juin 1911[18].
- La cloche en bronze, dimensions non prises, date de 1758, et est classée depuis avril 1944[19].

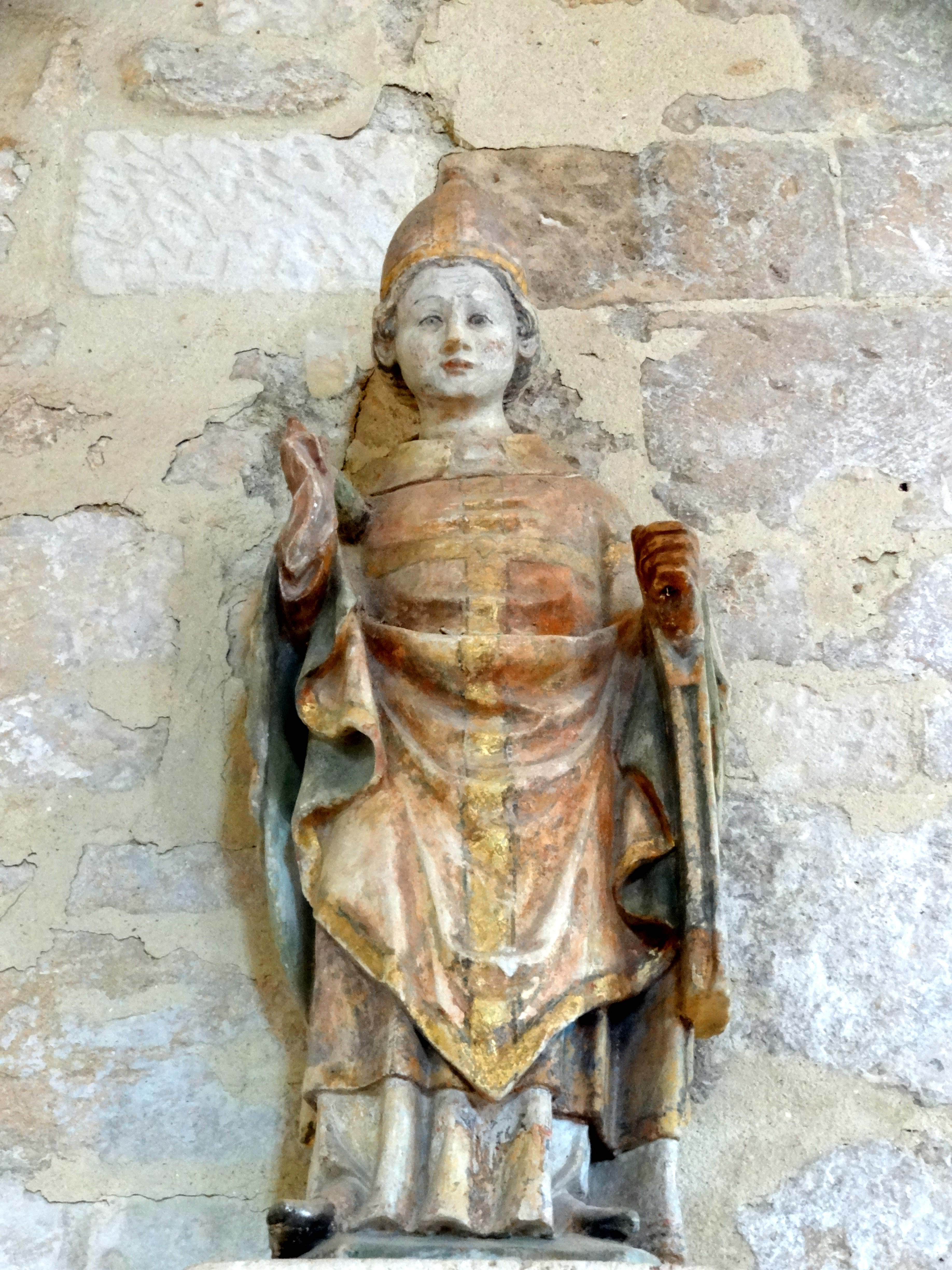
Saint évêque.
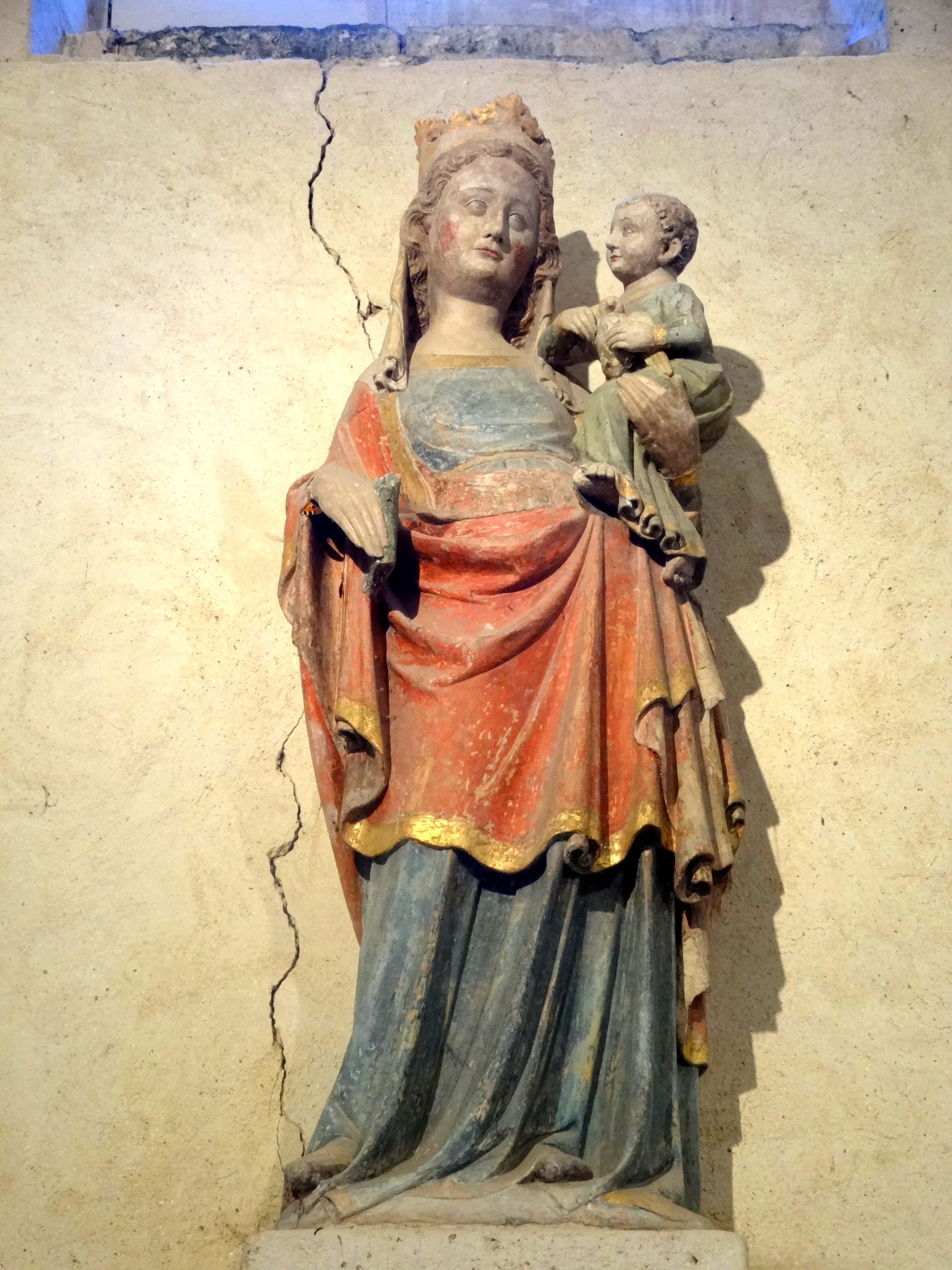
Vierge à l'Enfant.
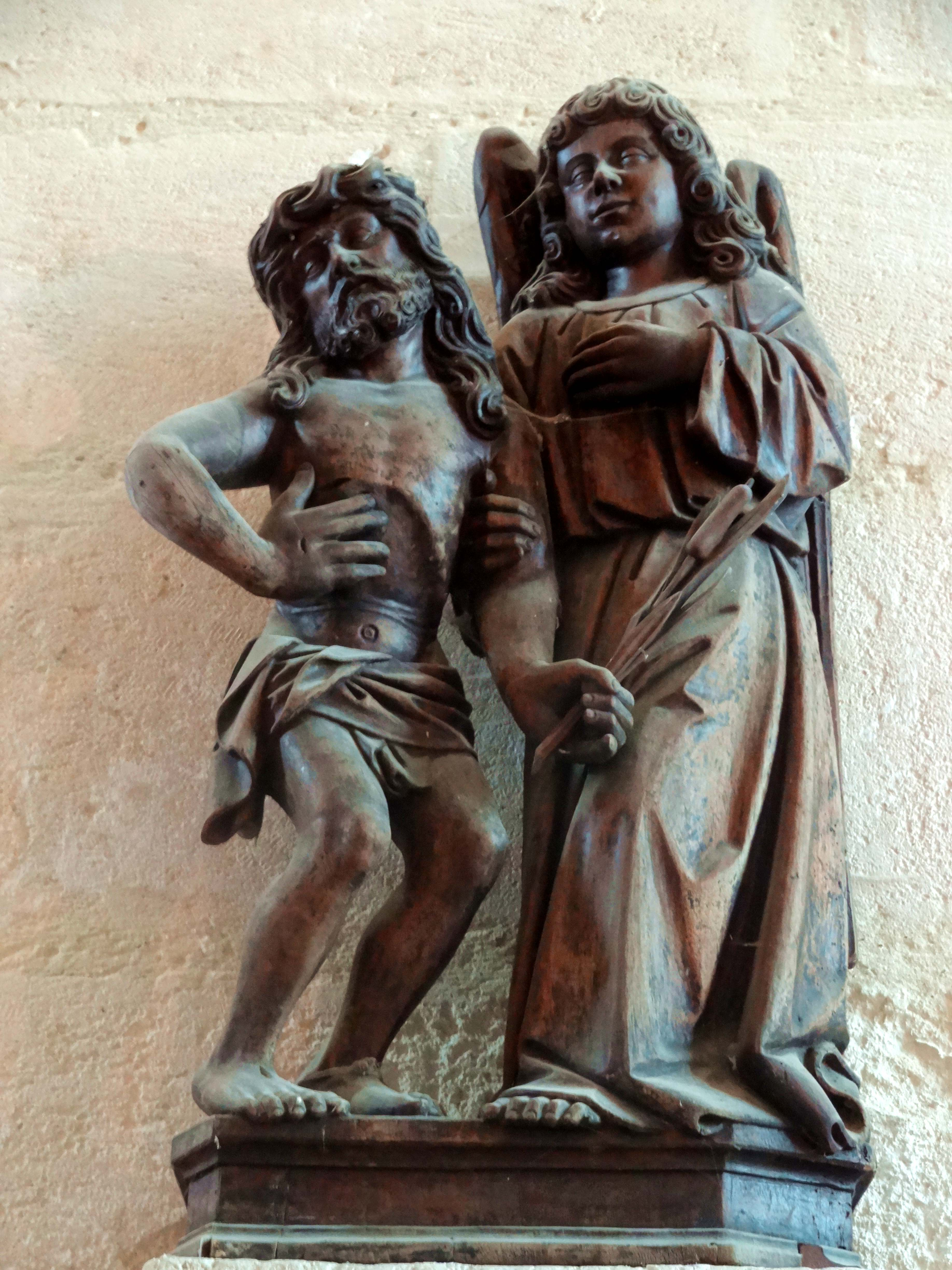
Saint Pierre et l'ange.
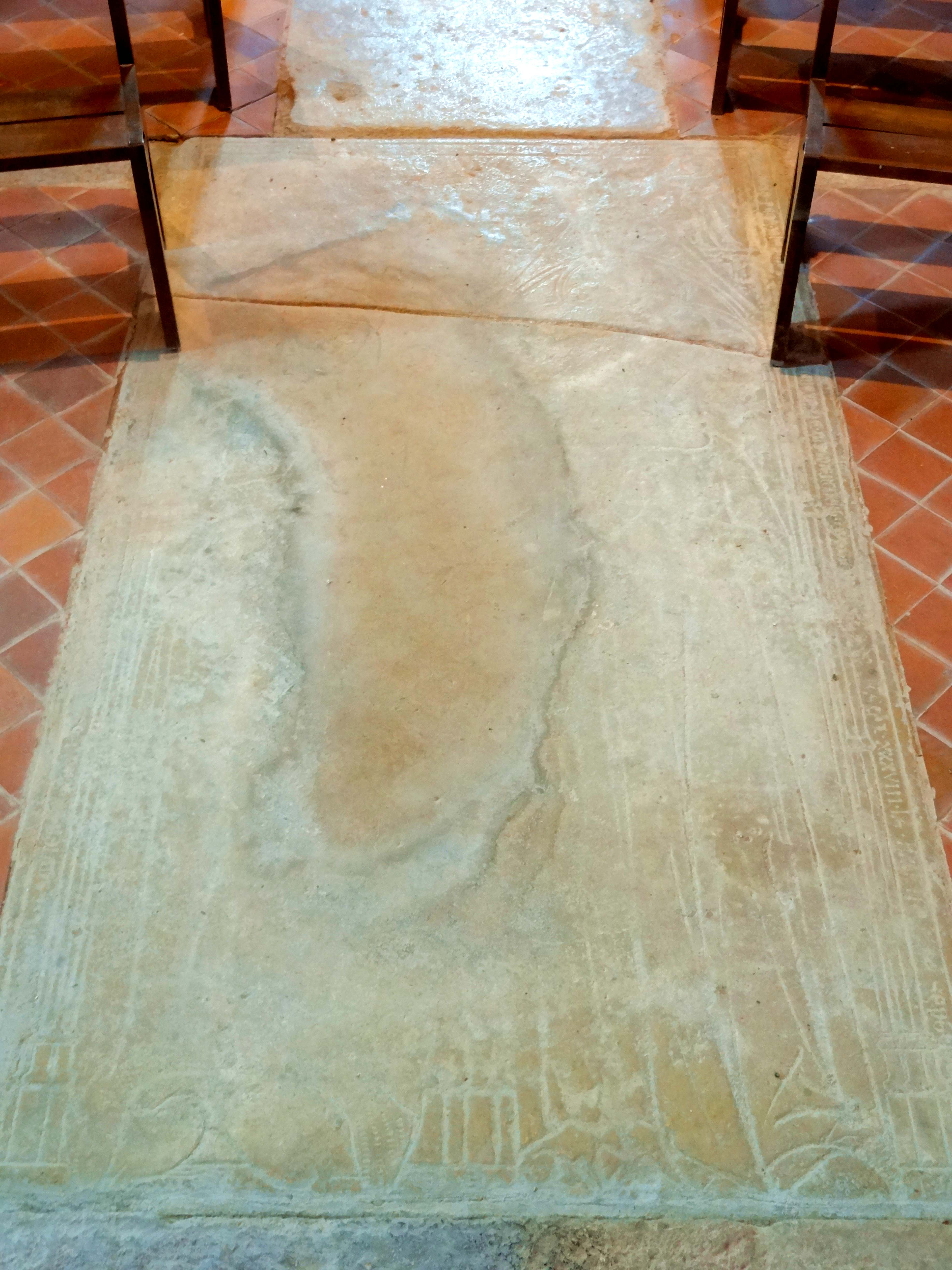
Dalle funéraire.
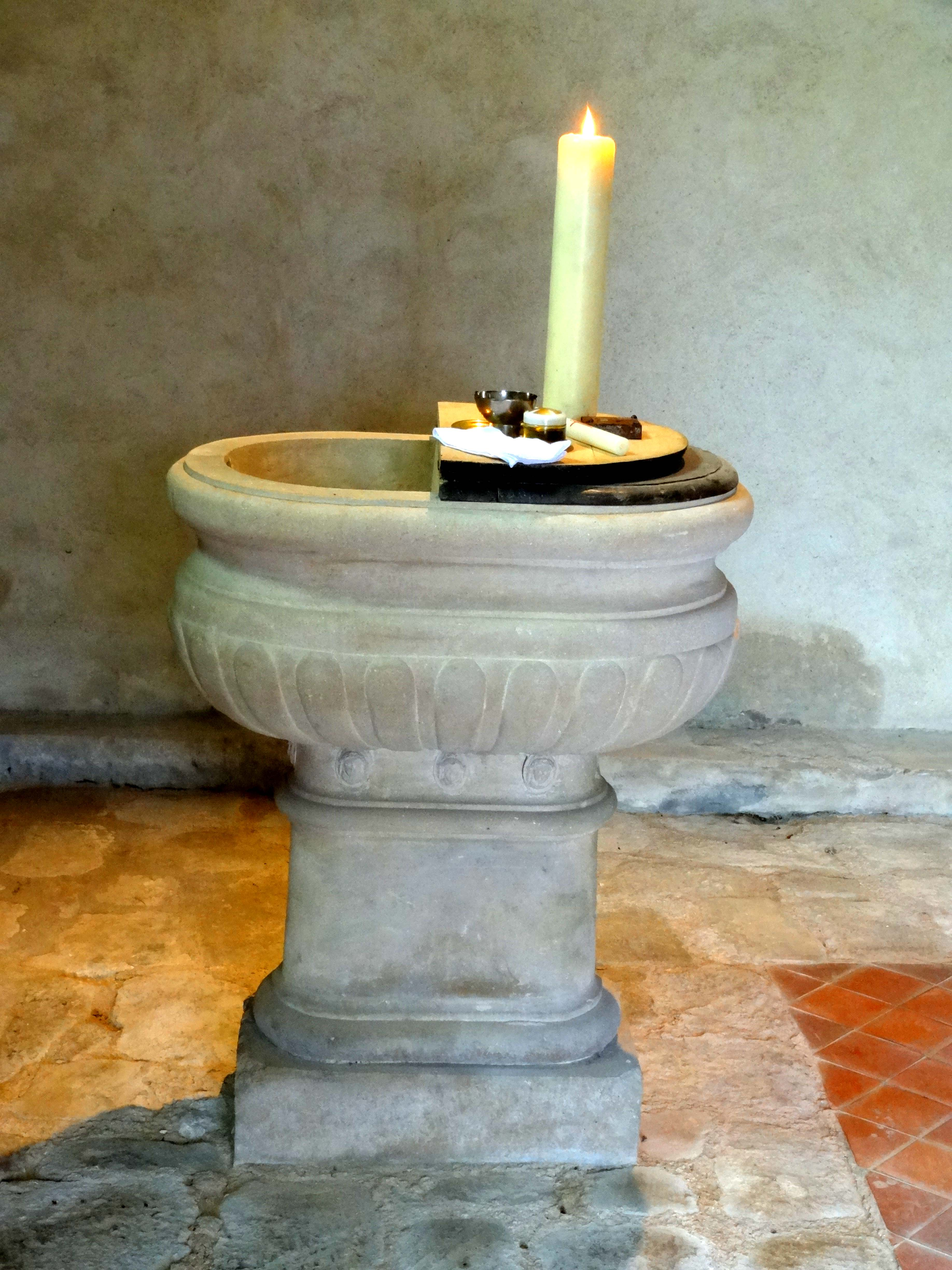
Fonts baptismaux.